# Tyrannosaurus rex
Tyrannosaurus rex (del griego latinizado tyrannus 'tirano' y saurus 'lagarto', y el latín rex, 'rey') es una especie y tipo del género extinto Tyrannosaurus de dinosaurio terópodo tiranosáurido, que vivió a finales del período Cretácico, hace aproximadamente entre 68 y 66 millones de años, en el Maastrichtiense, en lo que es hoy América del Norte. Su distribución en el continente fue mucho más amplia que la de otros tiranosáuridos; es una figura común en la cultura popular. Fue uno de los últimos dinosaurios no avianos que existieron antes de la extinción masiva del Cretácico-Terciario. También es conocido como t-rex y castellanizado como tiranosaurio rex, tiranosaurio e incluso tiranosaurio rey.
Como otros tiranosáuridos, T. rex fue un carnívoro bípedo con un enorme cráneo equilibrado por una cola larga y pesada. En relación con sus largos y poderosos miembros traseros, los miembros superiores de Tyrannosaurus eran pequeños, pero sorprendentemente fuertes para su tamaño, y terminaban en dos dedos con garras. Aunque otros terópodos rivalizan o superan a Tyrannosaurus rex en tamaño, todavía es el mayor tiranosáurido conocido y uno de los mayores depredadores conocidos de la Tierra, midiendo entre doce y trece metros de largo, cuatro metros de altura hasta las caderas, y con pesos estimados entre seis y nueve toneladas. Durante mucho tiempo fue el mayor carnívoro de su ecosistema; debió de haber sido el superpredador, cazando hadrosáuridos y ceratópsidos, aunque algunos expertos han sugerido que era principalmente carroñero. El debate de si Tyrannosaurus fue un depredador dominante o un carroñero es uno de los más largos en la paleontología.
Hay más de treinta especímenes de Tyrannosaurus rex identificados, algunos de los cuales son esqueletos casi completos. Se han encontrado tejido conjuntivo y proteínas en por lo menos uno de estos especímenes. La abundancia de material fósil ha permitido investigar en detalle muchos aspectos de su biología, incluyendo su ciclo de vida y su biomecánica. Los hábitos de alimentación, la fisiología y la velocidad potencial de Tyrannosaurus rex son objeto de controversia. Su taxonomía es también polémica, con algunos científicos que consideran a Tarbosaurus bataar de Asia como una segunda especie de Tyrannosaurus mientras otros mantienen a Tarbosaurus como género separado. Varios otros géneros de tiranosáuridos estadounidenses también han sido sinonimizados a Tyrannosaurus.

## Descripción

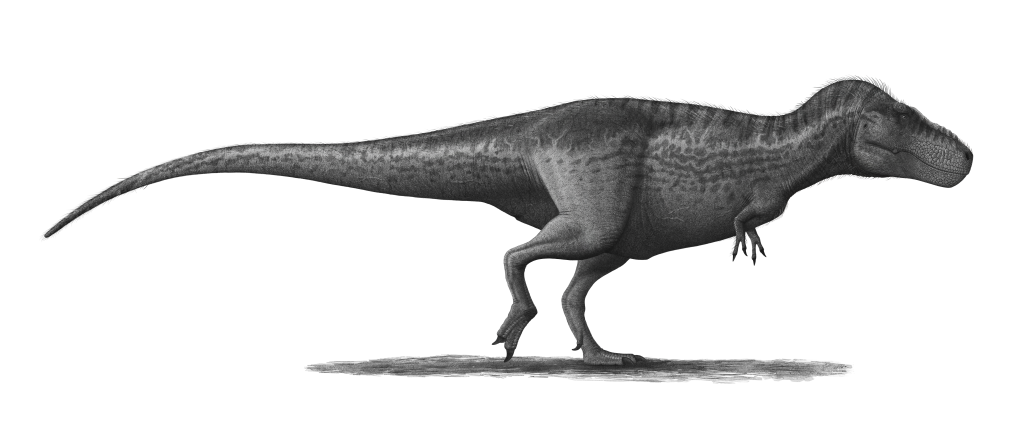
Restauración mostrando piel escamosa con plumaje escaso.

Tyrannosaurus rex tenía el plan corporal básico de los miembros de su familia: cabeza grande, cuello corto en forma de S, el torso paralelo al suelo con miembros superiores pequeños, miembros traseros muy desarrollados y una larga cola. Distintos ejemplares hallados de Tyrannosaurus rex medían entre 11,1 y 13 metros de longitud, con pesos estimados de 5,6 a 9,5 toneladas. Tyrannosaurus  poseía un gran cráneo de 1,4 m provisto de fenestras oculares y nasales. Su cráneo presenta un gran número de huesos fusionados, supliendo la movilidad por una estructura más maciza, hecho inusual en los terópodos, que por lo general tenían huesos ligeros. El cuello era grueso, musculoso y corto.
El cuello de Tyrannosaurus rex formaba una curva natural con forma de S como en otros terópodos, pero era corto y musculoso para soportar su enorme cabeza. Los miembros superiores solo tenían dos dedos con garras, junto con un pequeño metacarpiano adicional, vestigio de un tercer dígito. En cambio los miembros traseros estaban entre los más largos en proporción con el tamaño corporal de cualquier terópodo. La cola era pesada y larga, formada por más de cuarenta vértebras, para equilibrar los enormes torso y cabeza. Para compensar el inmenso tamaño del animal, muchos huesos de su esqueleto eran huecos, reduciendo su peso sin pérdida significativa de fuerza.

### Tamaño
El mayor espécimen cuasicompleto, FMNH PR2081, apodado Sue, midió entre 12,3 y 12,4 metros de largo, y 3,66 a 3,96 de alto hasta las caderas. El estimado de su masa total ha variado a lo largo de los años, desde un reciente y máximo de 8,4 toneladas, a 4,5 como mínimo, con otros estimados de entre 5,4 y 7,2 toneladas. Un espécimen apodado Scotty, RSM P2523.8, ubicado en el Museo Real de Saskatchewan, se informa que mide 13 m de largo. Utilizando una técnica de estimación de masa que extrapola a partir de la circunferencia del fémur, se estimó que Scotty era el espécimen más grande conocido, con 8,87 toneladas métricas de masa corporal.
Otros estudios han arrojado estimados 9,5; 8,4 y 7,4 toneladas de masa. Estos últimos estimados se obtuvieron tanto con la finamente calibrada reconstrucción de modelos volumétricos del cuerpo, que toman en cuenta datos modernos de su osteología, como con los sacos de aire y nuevas interpretaciones de su masa muscular, y en las ecuaciones de regresión basadas en la circunferencia de los huesos que soportan el cuerpo. No todos los especímenes adultos de Tyrannosaurus recuperados son tan grandes. Históricamente, las estimaciones promedio de masa adulta han variado ampliamente a lo largo de los años, desde tan solo 4,5 toneladas métricas, a más de 7,2 toneladas métricas, con la mayoría de las estimaciones modernas. oscilando entre 5,4 toneladas y 8,0 toneladas.
Aunque era más largo que el terópodo del Jurásico Allosaurus y de aproximada longitud que Carcharodontosaurus, según estimaciones, Tyrannosaurus era de menor longitud que otros terópodos del Cretácico como Spinosaurus y Giganotosaurus; mientras que, considerando la masa corporal, las estimaciones ubican a Tyrannosaurus como el dinosaurio carnívoro más grande.

### Cráneo

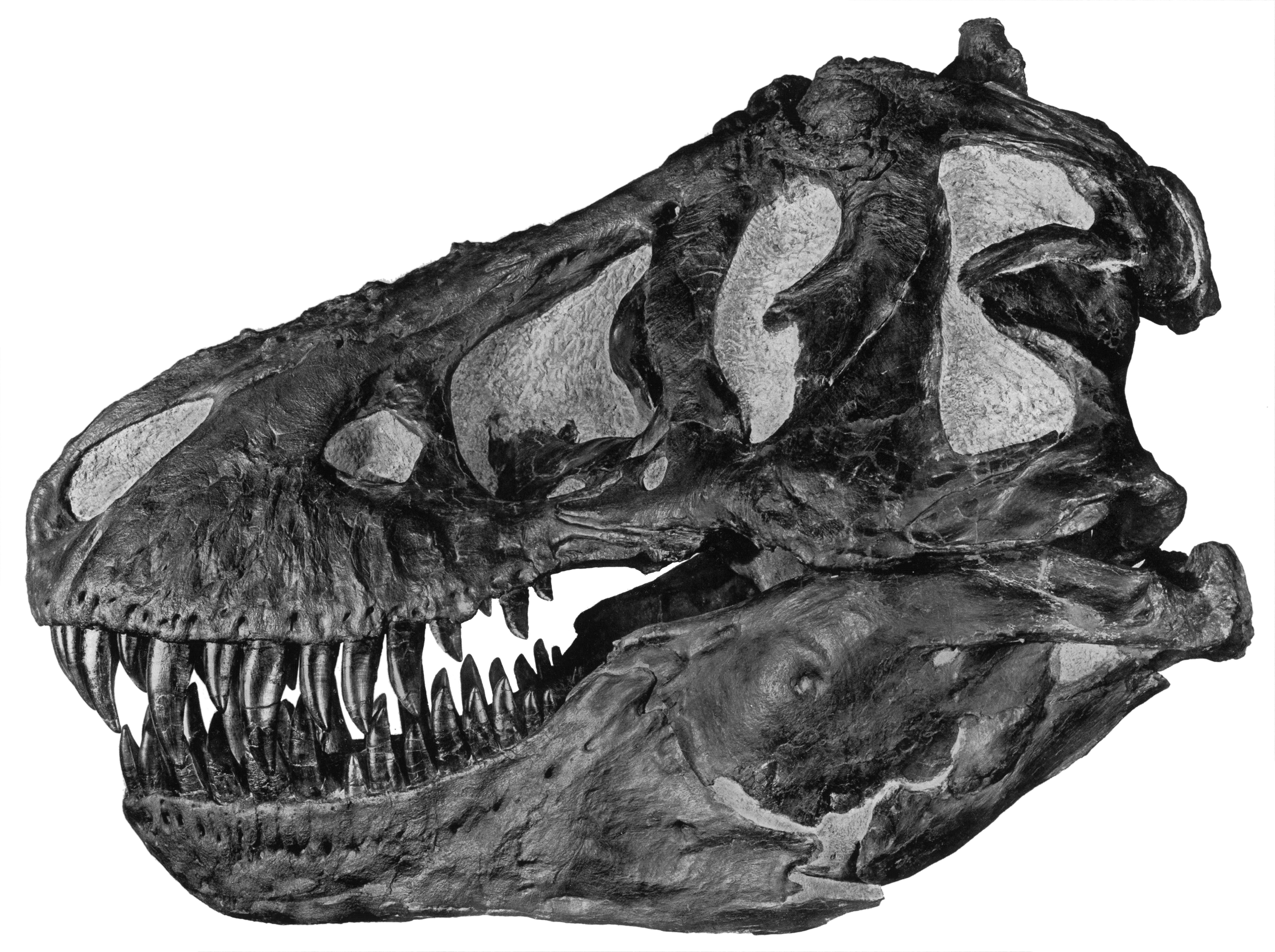
Perfil del cráneo de Tyrannosaurus AMNH 5027.

El mayor cráneo conocido de Tyrannosaurus rex mide 1,52 metros de largo. Grandes aberturas, llamadas fenestras, reducían el peso y proporcionaban lugares para la inserción muscular, como se ve en todos los terópodos carnívoros. Pero en otros aspectos el cráneo de Tyrannosaurus es perceptiblemente diferente del de los terópodos no tiranosáuridos grandes. Es extremadamente ancho en la parte posterior pero tiene un hocico estrecho, permitiendo una visión binocular inusualmente buena. Los huesos del cráneo eran macizos, y los nasales y algunos otros huesos estaban fusionados, sin permitir movimiento entre ellos, aunque muchos estaban neumatizados, conteniendo un «panal de abejas» de espacios aéreos minúsculos que pueden haber hecho los huesos más flexibles además de aligerarlos. Estas y otras características de consolidación del cráneo son parte de la tendencia de los tiranosáuridos hacia una mordedura cada vez mayor, que sobrepasaba fácilmente a la de todos los no tiranosáuridos. El extremo de la quijada superior tenía forma de U, mientras que en la mayoría de los carnívoros no tiranosáuridos las quijadas superiores tenían forma de V, lo que aumentaba la cantidad de tejido y hueso que un tiranosaurio podría arrancar con una mordedura, aunque también aumentaba las tensiones en los dientes delanteros.
La mandíbula inferior era robusta. Su hueso dentario frontal tenía trece dientes. Detrás de la hilera de dientes, la mandíbula inferior se hizo notablemente más alta. Las mandíbulas superior e inferior de Tyrannosaurus, como las de muchos dinosaurios, poseían numerosos forámenes, o pequeños agujeros en el hueso. Se han propuesto varias funciones para estos forámenes, como un sistema sensorial similar al de un cocodrilo o evidencia de estructuras extraorales como escamas o potencialmente labios.

#### Dientes

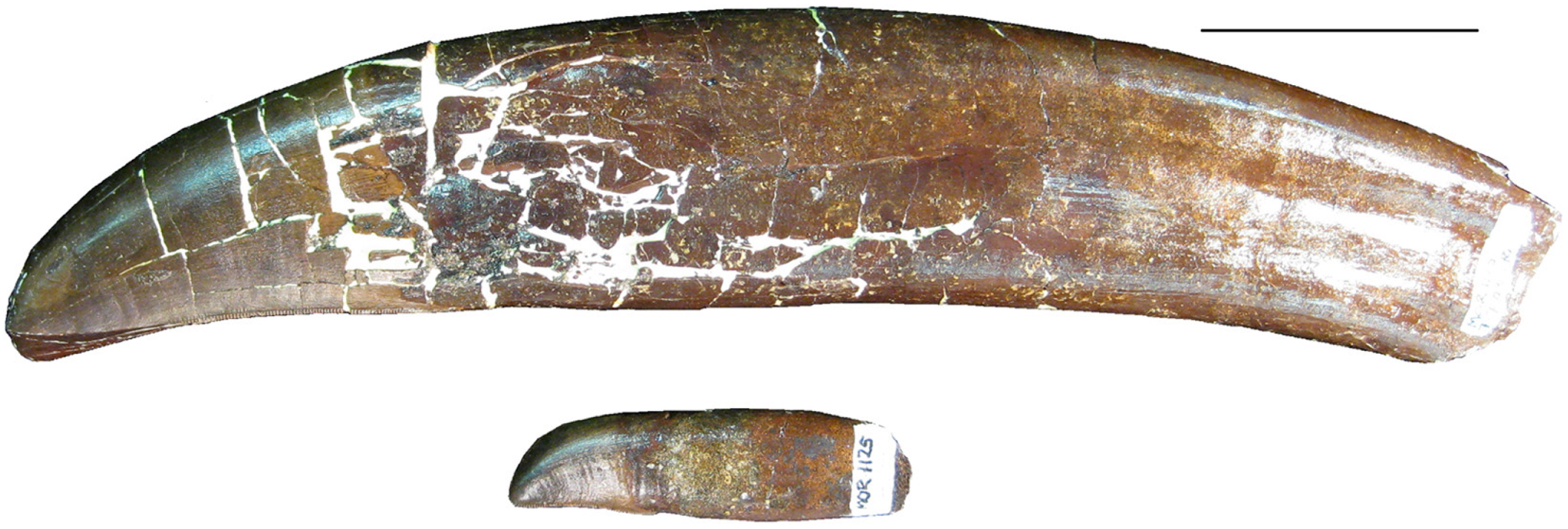
Dos dientes de la mandíbula inferior del ejemplar MOR 1125, B-rex, mostrando la variación en tamaño de los dientes en un mismo individuo.

Los dientes de Tyrannosaurus rex muestran una marcada heterodoncia (dientes con formas diferentes). Los dientes premaxilares, al frente de la mandíbula superior, el maxilar, estaban muy juntos, con una sección transversal en forma de D, tenían crestas reforzadas en el borde posterior, eran incisiformes, como cúspides afiladas como cinceles y curvados hacia atrás. Estas características reducían el riesgo de que los dientes se rompieran cuando Tyrannosaurus mordiera y desgarrara. El resto de los dientes eran robustos, más similares a «plátanos afilados» que a dagas; estaban más espaciados entre sí y también estaban reforzados en los bordes. Los de la mandíbula superior eran más grandes que los de la parte trasera de la mandíbula inferior. El mayor diente de Tyrannosaurus encontrado hasta ahora se estima que medía 30, 5 centímetros de largo, incluyendo la raíz, haciendo de este diente el mayor de cualquier dinosaurio carnívoro descubierto hasta la fecha.

### Esqueleto axial

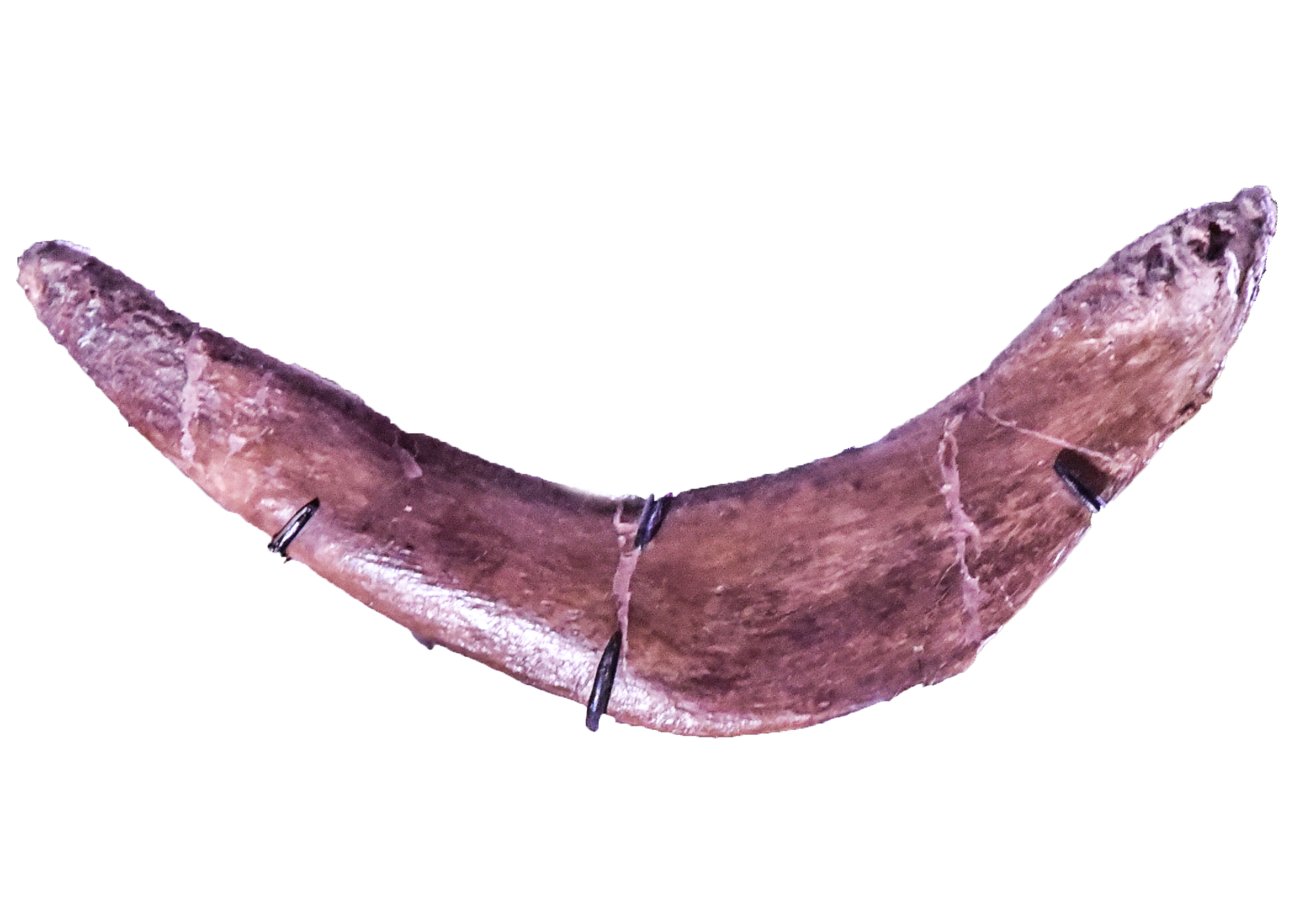
Fúrcula del espécimen Sue

La columna vertebral de Tyrannosaurus constaba de diez vértebras del cuello, trece vértebras de la espalda y cinco vértebras sacras. Se desconoce el número de vértebras de la cola y bien podría haber variado entre los individuos, pero probablemente eran al menos 40. Sue estaba montada con 47 de esas vértebras caudales. El cuello del T. rex formaba una curva natural en forma de S como la de otros terópodos. Comparado con estos, era excepcionalmente corto, profundo y musculoso para sostener la enorme cabeza. La segunda vértebra, el axis, era especialmente corta. Las vértebras restantes del cuello eran débilmente opistocoelosas, es decir, con un frente convexo del cuerpo vertebral y una parte posterior cóncava. Los cuerpos vertebrales tenían pleurocoelos individuales, depresiones neumáticas creadas por sacos de aire, en sus costados. Los cuerpos vertebrales del torso eran robustos pero de cintura estrecha. Sus partes inferiores estaban quilladas. Los lados frontales eran cóncavos con un canal vertical profundo. Tenían grandes pleurocoelos. Sus espinas neurales tenían lados delanteros y traseros muy ásperos para la unión de tendones fuertes. Las vértebras sacras estaban fusionadas entre sí, tanto en sus cuerpos vertebrales como en sus espinas neurales. Estaban neumatizados. Estaban conectados a la pelvis por procesos transversos y costillas sacras. La cola era pesada y moderadamente larga, para equilibrar la enorme cabeza y el torso, y proporcionar espacio para los enormes músculos locomotores que se unen a los fémures. La decimotercera vértebra de la cola formó el punto de transición entre la base de la cola profunda y la cola media que se endureció por un proceso de articulación frontal bastante largo. La parte inferior del tronco estaba cubierta por dieciocho o diecinueve pares de costillas abdominales segmentadas.

### Miembros superiores

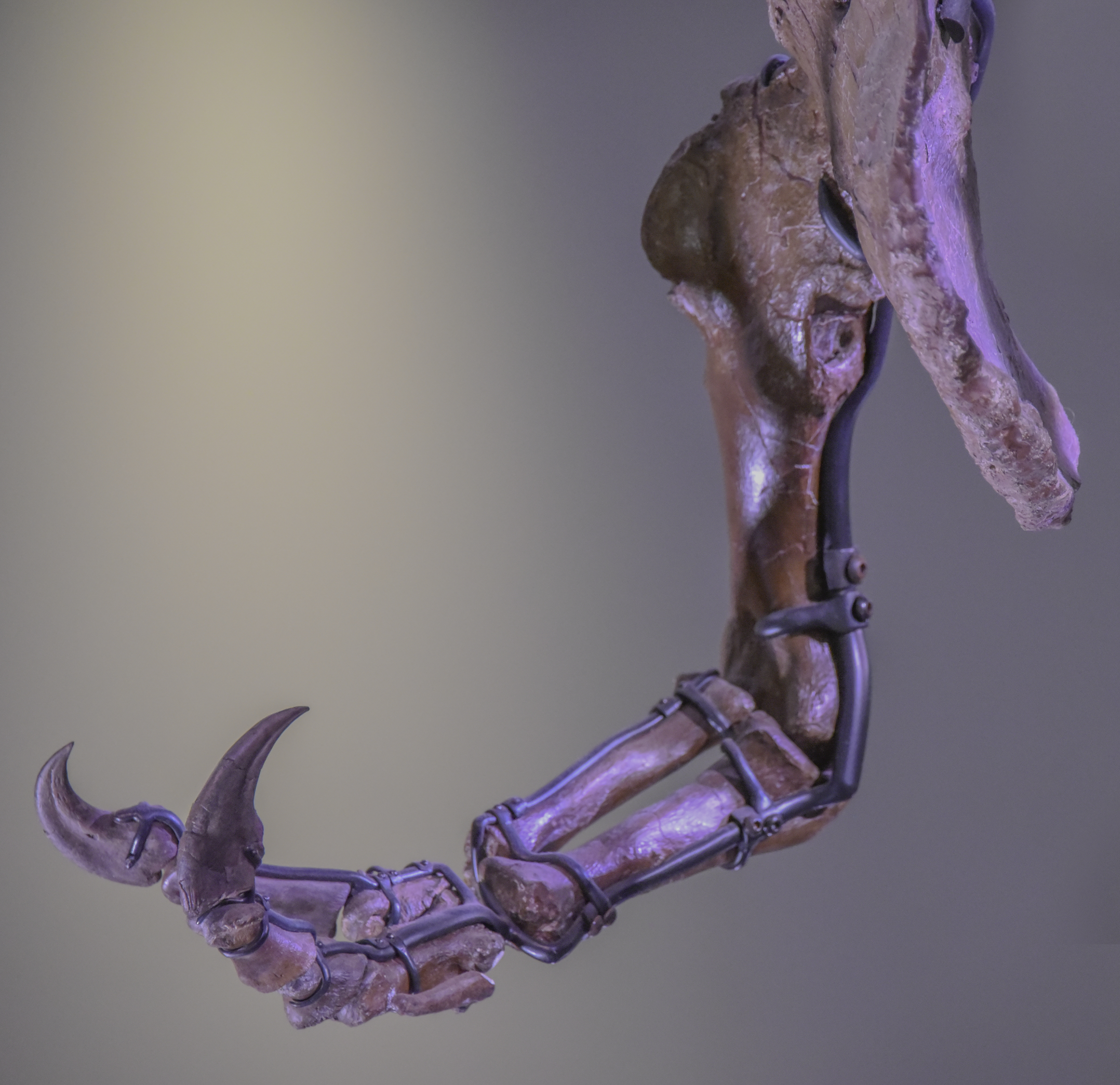
Miembro anterior derecho de Tyrannosaurus

La cintura escapular era más larga que toda la extremidad anterior. El omóplato tenía un eje estrecho pero estaba excepcionalmente expandido en su extremo superior. Conectaba a través de una protuberancia larga hacia adelante con el coracoides, que era redondeado. Ambos omóplatos estaban conectados por una pequeña fúrcula. Los esternones emparejados posiblemente estaban hechos solo de cartílago. La extremidad superior o brazo era muy corto. El hueso de la parte superior del brazo, el húmero, era corto pero robusto. Tenía un extremo superior estrecho con una cabeza excepcionalmente redondeada. Los huesos del antebrazo, el cúbito y el radio, eran elementos rectos, mucho más cortos que el húmero. El segundo metacarpiano era más largo y ancho que el primero, mientras que normalmente en los terópodos ocurre lo contrario. Las extremidades anteriores tenían solo dos dedos con garras,  junto con un tercer metacarpiano pequeño similar a una férula adicional que representaba el remanente de un tercer dedo.

### Miembros inferiores
La pelvis era una estructura grande. Su hueso superior, el ilion, era muy largo y alto, y proporcionaba un área de inserción extensa para los músculos de las patas traseras. El hueso púbico frontal terminaba en una enorme bota púbica, más larga que todo el eje del elemento. El isquion posterior era delgado y recto, apuntando oblicuamente hacia atrás y hacia abajo.
En contraste con los brazos, las patas traseras estaban entre las más largas en proporción al tamaño del cuerpo de cualquier terópodo. En el pie, el metatarso era "arctometatarsiano", lo que significa que la parte del tercer metatarsiano cerca del tobillo estaba pinzada. El tercer metatarsiano también era excepcionalmente sinuoso. Para compensar el inmenso volumen del animal, se ahuecaron muchos huesos en todo el esqueleto, lo que redujo su peso sin una pérdida significativa de fuerza.

## Descubrimiento e investigación
Hasta 2006 se habían hallado 30 especímenes, incluyendo solo tres cráneos completos. Los primeros especímenes encontrados tuvieron un papel importante en la denominada Guerra de los Huesos. Tyrannosaurus rex es el dinosaurio carnívoro mejor conocido en la cultura popular.

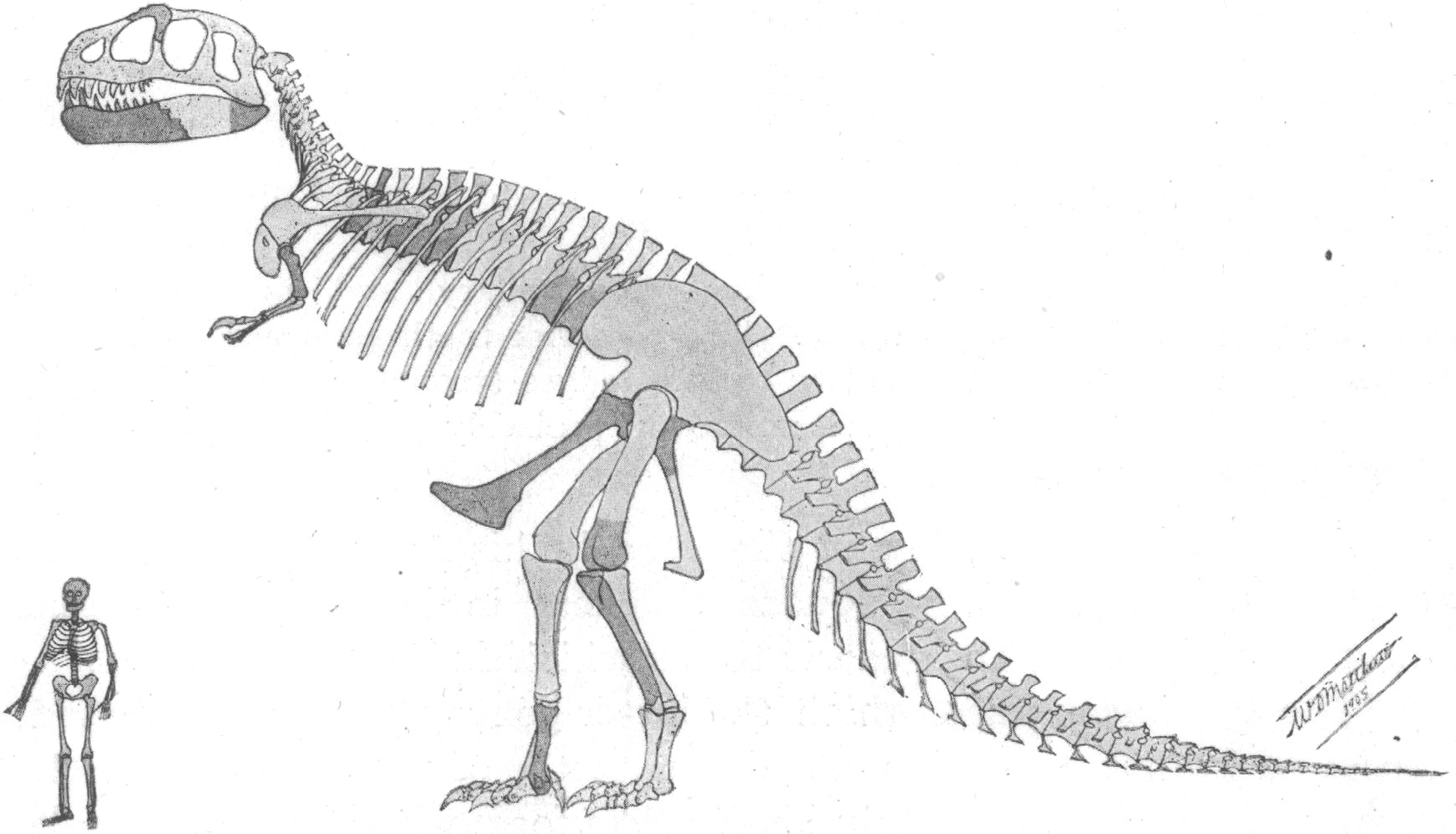
Restauración del esqueleto por William D. Matthew de 1905, una de las primeras reconstrucciones de Tyrannosaurus rex publicadas.

### Primeros descubrimientos
Todos los especímenes se han encontrado en Norteamérica. Unos dientes que hoy son documentados como Tyrannosaurus rex fueron encontrados en 1874 por Arthur Lakes cerca de Golden, Colorado. A principios de la década de 1890, John Bell Hatcher recolectó elementos postcraneales en el este de Wyoming. Estos fósiles se consideraron en un principio pertenecientes a una especie gigante de Ornithomimus, O. grandis, luego llamados Deinodon, pero ahora se lo considera un ejemplar de Tyrannosaurus rex.

### Manospondylus
En 1892, Edward Drinker Cope encontró dos fragmentos vertebrales, uno de los cuales se encuentra perdido, de un gran dinosaurio. Cope creía que los fragmentos pertenecían a un dinosaurio "agatáumido", ceratópsido, y los llamó Manospondylus gigas, que significa "vértebra porosa gigante", en referencia a las numerosas aberturas para los vasos sanguíneos que encontró en el hueso. Los restos de M. gigas fueron, en 1907, identificados por Hatcher como los de un terópodo en lugar de un ceratópsido. Fue atribuida a Tyrannosaurus rex en 1912 por Henry Fairfield Osborn. Henry Fairfield Osborn reconoció la similitud entre Manospondylus gigas y T. rex ya en 1917, momento en el que se había perdido la segunda vértebra. Debido al estado fragmentado de las vértebras de Manospondylus, Osborn no sinonimizó los dos géneros, sino que consideró indeterminado el género más antiguo.

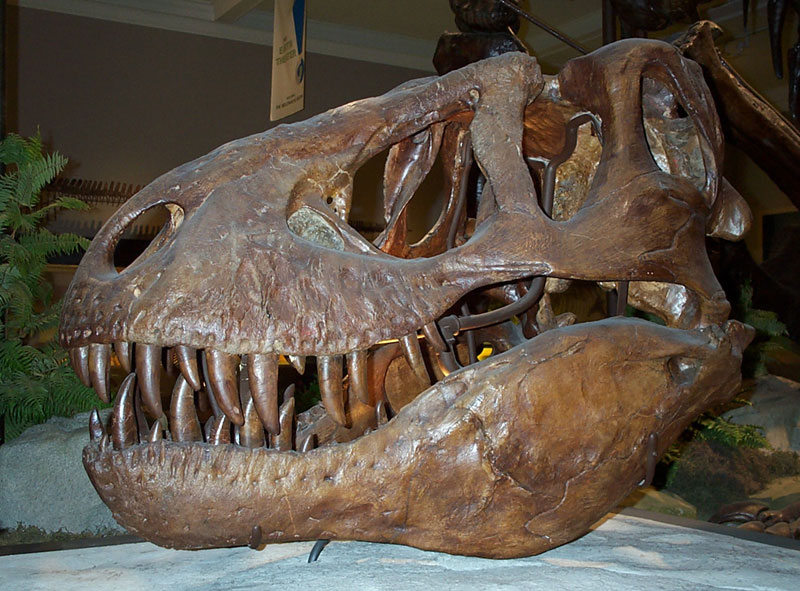
Cráneo tipo de T. rex, del Museo Carnegie de Historia Natural. Reconstruido en forma incorrecta tomando como modelo uno de Allosaurus.

En junio de 2000, un equipo del Instituto Black Hills localizó la ubicación de M. gigas en Dakota del Sur y desenterró nuevos huesos de alrededor del 10% de un esqueleto de Tyrannosaurus en dicho lugar, catalogados bajo el número BHI 6248. Los investigadores concluyeron que se trataba del mismo individuo y que los restos eran idénticos a los de Tyrannosaurus rex. De acuerdo con las reglas del Código Internacional de Nomenclatura Zoológica (ICZN), el sistema que gobierna los nombres científicos de los animales, Manospondylus gigas debería haber tenido prioridad sobre Tyrannosaurus rex por haber sido utilizado primero. Sin embargo la cuarta edición de la ICZN, que empezó a tener efecto el 1 de enero de 2000, estableció una excepción que permite seguir considerando Tyrannosaurus rex como el nombre válido. Si alguien lo desafiase ante la ICZN, cosa que todavía no ha ocurrido, muy probablemente sería considerado un nomen protectum, "nombre protegido", y Manospondylus gigas sería considerado nomen oblitum, "nombre olvidado".
Henry Fairfield Osborn, presidente del Museo Americano de Historia Natural, describió para la ciencia a Tyrannosaurus rex en 1905. El nombre genérico proviene de las palabras en griego τυραννος, tyrannos, que significa "tirano" y σαυρος, sauros, por "lagarto". Osborn usó la palabra latina rex, que se traduce como "rey", para el término específico. La nomenclatura binominal completa de esta especie, Tyrannosaurus rex, se traduce del latín como "el rey de los lagartos tiranos", poniendo énfasis en el gran tamaño del dinosaurio, con el que, se supone, dominaba a todos los otros animales de su tiempo.

### Trabajo de Barnum Brown, 1900-1940
Barnum Brown, el conservador auxiliar del Museo Americano de Historia Natural, encontró el primer esqueleto de T. rex en Wyoming en 1900. Luego encontró otro esqueleto parcial en la Formación Hell Creek en Montana, en 1902, que comprende aproximadamente 34 huesos fosilizados. Escribiendo en ese momento, Brown dijo: "La Cantera No. 1 contiene el fémur, el pubis, el húmero, tres vértebras y dos huesos indeterminados de un gran dinosaurio carnívoro no descrito por Marsh ... Nunca he visto algo así en el Cretácico". El primer espécimen fue originalmente nombrado Dynamosaurus imperiosus en el mismo documento en el que fue descrito Tyrannosaurus rex a partir del segundo. En 1906, Osborn reconoció que los dos esqueletos eran de la misma especie y seleccionó Tyrannosaurus como el nombre preferido. Si no hubiera sido por el orden de las páginas, Dynamosaurus se habría convertido en el nombre oficial. El material original del Dynamosaurus se encuentra en las colecciones del Museo de Historia Natural de Londres. En 1941, el espécimen tipo T. rex fue vendido al Museo Carnegie de Historia Natural en Pittsburgh, Pensilvania, por 7000 dólares. Dynamosaurus, más tarde sería honrado por la descripción de 2018 de otra especie de tiranosáurido por Andrew McDonald y sus colegas, Dynamoterror dynastes, cuyo nombre se eligió en referencia al nombre de 1905, ya que había sido un "favorito de la infancia" de McDonald's.
En total, Barnum Brown encontró cinco esqueletos parciales de T. rex. Brown recolectó su segundo tiranosaurio en 1902 y 1905 en la formación Hell Creek, Montana. Este fue el holotipo que Osborn usó para describir a Tyrannosaurus rex en 1905. En 1941 se lo vendió al Museo Carnegie de Historia Natural en Pittsburgh (Pensilvania). El cuarto hallazgo de Brown, que fue el más importante, también descubierto en la formación Hell Creek, está expuesto en el Museo Americano de Historia Natural en Nueva York. Desde la década de 1910 hasta finales de la década de 1950, los descubrimientos de Barnum siguieron siendo los únicos especímenes de Tyrannosaurus, ya que la Gran Depresión y las guerras mantuvieron a muchos paleontólogos fuera del campo.

### Resurgimiento del interés, 1940-1990
A partir de la década de 1960 hubo un interés renovado en Tyrannosaurus, lo que resultó en la recuperación de 42 esqueletos en el oeste de América del Norte, completos entre el 5 y 80 % según el recuento de huesos. En 1967, el Dr. William MacMannis localizó y recuperó el esqueleto llamado MOR 008, que está completo en un 15 % según el recuento de huesos y tiene un cráneo reconstruido que se exhibe en el Museo de las Montañas Rocosas. La década de 1990 vio numerosos descubrimientos, con casi el doble de hallazgos que en todos los años anteriores, incluidos dos de los esqueletos más completos encontrados hasta la fecha, Sue y Stan.

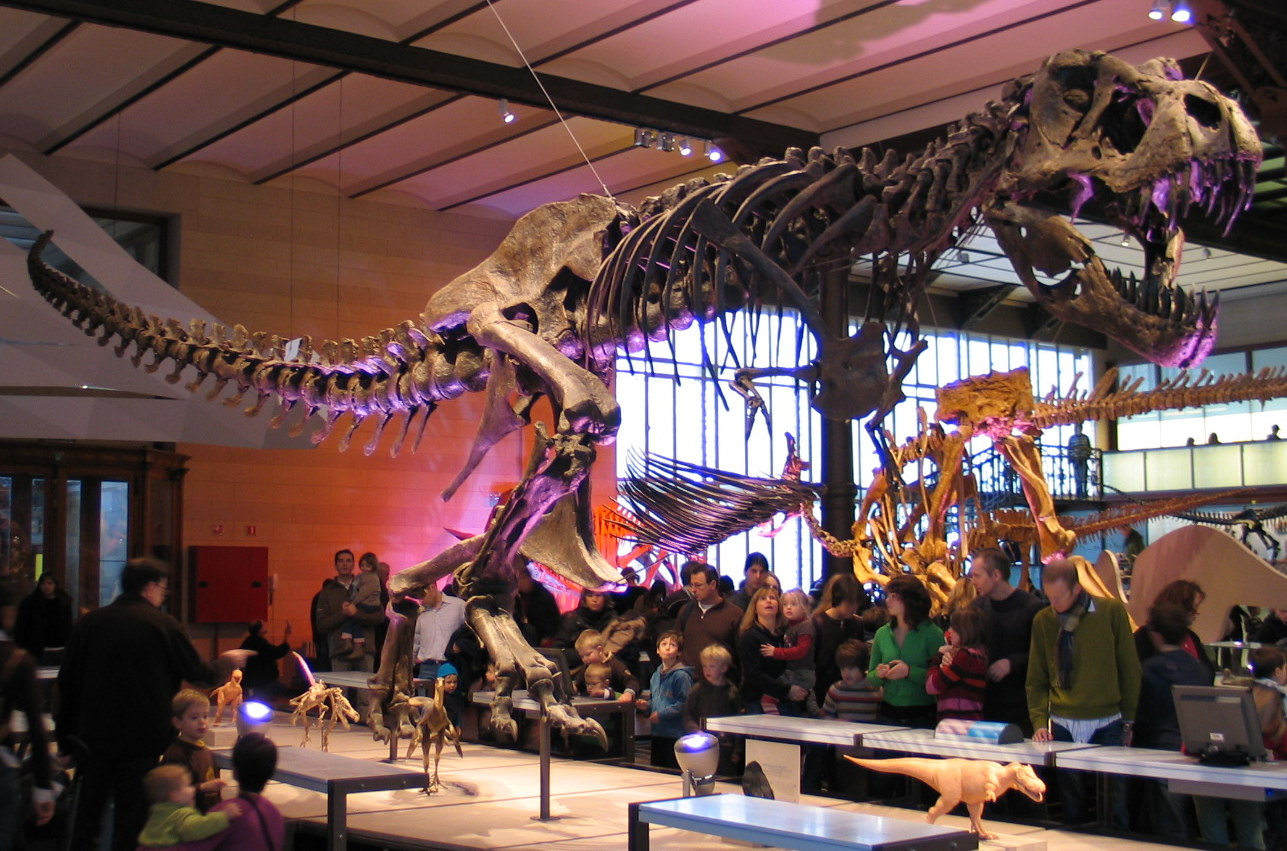
Tyrannosaurus rex, réplica del espécimen BHI 3033 o Stan en el Real Instituto Belga de Ciencias Naturales en Bruselas, Bélgica

Varios esqueletos más de Tyrannosaurus rex fueron descubiertos hasta finales de la década de 1980. El cráneo de Nanotyrannus, muchas veces considerado un T. rex juvenil, fue recuperado de Montana en 1942. En 1966, un grupo de trabajadores del Museo Americano de Historia Natural bajo la dirección de Harley Garbani descubrió un cráneo completo de T. rex maduro, LACM 23844. Cuando fue mostrado en Los Ángeles, LACM 23844 se convirtió en el mayor cráneo expuesto de T. rex en todo el mundo. Garbani siguió descubriendo muchos esqueletos durante más de una década, incluyendo LACM 23845, el holotipo de Albertosaurus megagracilis, muchos de los cuales son mantenidos en la colección del Museo de Paleontología de la Universidad de California en Berkeley, en California. Otros cráneos y esqueletos parciales fueron descubiertos en Dakota del Sur y Alberta (Canadá) a principios de la década de 1980.
Hasta 1987, los restos de Tyrannosaurus rex eran escasos. Sin embargo, en las décadas de 1980-1990 se ha presenciado el descubrimiento y la descripción de alrededor de una docena de especímenes adicionales. El primero fue un Tyrannosaurus apodado Stan en honor al paleontólogo aficionado Stan Sacrison, que se encontró en la Formación Hell Creek cerca de Buffalo, Dakota del Sur, en la primavera de 1987. Después de 30.000 horas de excavación y preparación, surgió un esqueleto completo al 65 % que ahora se expone en el Museo Black Hills de Historia Natural en Hill City, Dakota del Sur. Este Tyrannosaurus, cuyo nombre de inventario es BHI 3033, presenta muchas patologías en sus huesos, incluyendo fracturas en costillas y cuello que luego sanaron y un espectacular agujero en la parte trasera de su cabeza, del tamaño de un diente de Tyrannosaurus.

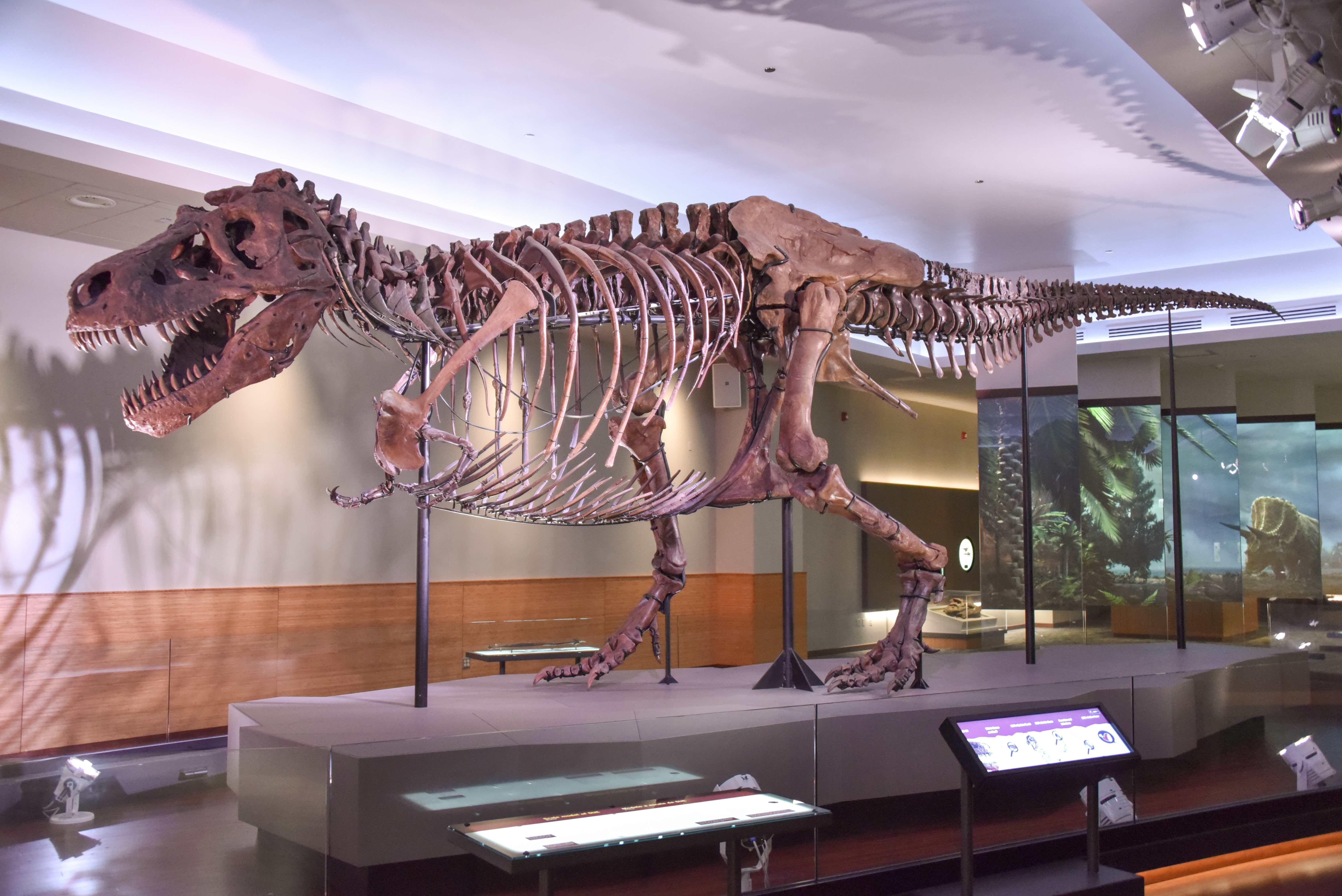
Sue, Tyrannosaurus del Field Museum, Chicago.

Susan Hendrickson, paleontóloga amateur, descubrió el esqueleto fósil de T. rex más completo, más del 85 % y de mayor tamaño conocido hasta ese momento, en la Formación de Hell Creek cerca de Faith, Dakota del Sur, el 12 de agosto de 1990. El ejemplar se apodó Sue en honor a su descubridora. Sobre la propiedad de ese espécimen de T. rex se entabló una enconada batalla legal. En 1997 esta se resolvió a favor de Maurice Williams, dueño original del terreno en el que se halló, y la colección fósil se vendió en subasta por 7,6 millones de dólares. A la fecha enero de 2021 el esqueleto se ha vuelto a montar y se expone en el Museo Field de Historia Natural, en Chicago. El estudio de los huesos fosilizados de Sue muestra que el individuo alcanzó su tamaño completo a los 19 años de edad y murió 9 años después, viviendo en total 28 años. Se han descubierto otros dos fósiles de T. rex en la misma cantera en la que se encontró a Sue, un subadulto y un juvenil, lo cual indica que T. rex quizá viviera en manadas u otra clase de grupos. Las primeras especulaciones de que Sue pudo haber muerto por una mordedura en la parte posterior de la cabeza no han podido ser confirmadas. Muchos estudios posteriores han mostrado muchas patologías, pero no se han encontrado marcas de mordeduras. El daño en la parte posterior del cráneo pudo haber sido causado por aplastamiento post mortem. Algunas especulaciones indican que Sue pudo haber muerto de hambre después de contraer una infección parasitaria por comer carne putrefacta. La parasitosis resultante habría causado inflamación en la garganta, impidiendo en última instancia que Sue pudiera ingerir alimento. Esta hipótesis es apoyada por los agujeros finos y lisos en su cráneo, que son similares a los causados en los pájaros modernos que contraen el mismo tipo de parásito.

### Últimos hallazgos
En 1998, Bucky Derflinger descubrió un dedo del pie de T. rex expuesto sobre el suelo, lo que convirtió a Derflinger, que tenía 20 años en ese momento, en la persona más joven en descubrir un Tyrannosaurus. El espécimen, apodado Bucky en honor a su descubridor, era un adulto joven, de tres metros de altura y once metros de largo. Bucky es el primer Tyrannosaurus encontrado que conserva una fúrcula. Actualmente se exhibe permanentemente en el Museo de los Niños de Indianápolis.

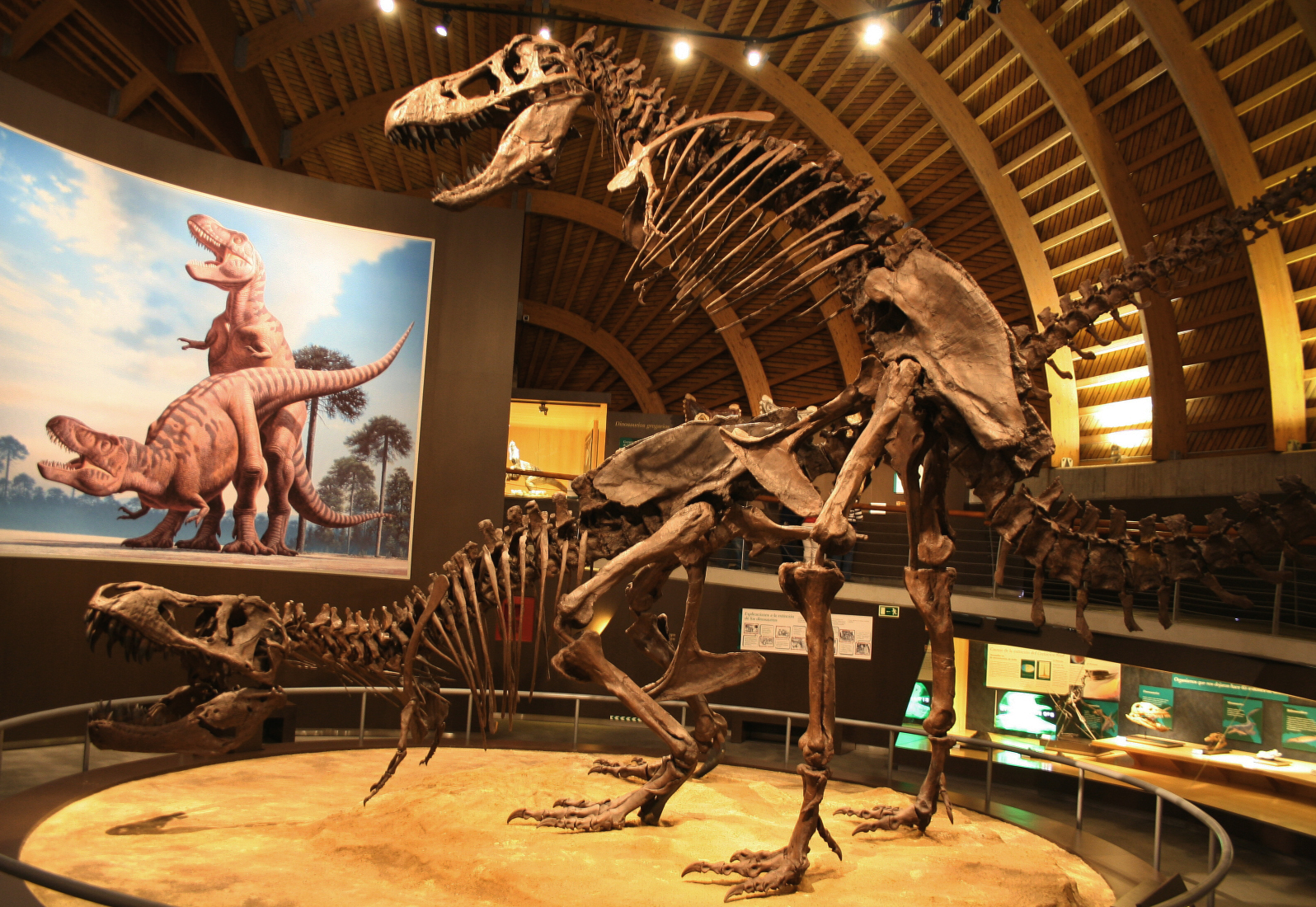
Posible estrategia reproductiva del Tyrannosaurus rex. Expuesto en el MUJA.

En el verano boreal de 2000, Jack Horner descubrió cinco especímenes de Tyrannosaurus cerca de la Reserva de Fort Peck en Montana. Uno de estos esqueletos, apodado C. rex, fue reportado como el mayor Tyrannosaurus jamás encontrado.
En 2001, un equipo de investigadores del Museo Burpee de Historia Natural de Rockford (Illinois) descubrió en la Formación de Hell Creek en Montana el 50 % del esqueleto de un ejemplar juvenil de tiranosaurio, al que apodaron Jane. Inicialmente, el hallazgo fue considerado el primer esqueleto conocido del pequeño tiranosáurido Nanotyrannus, pero una investigación posterior reveló que el fósil pertenecía a un ejemplar juvenil de Tyrannosaurus. Este espécimen es el ejemplar juvenil más completo y mejor preservado hallado hasta la fecha. Jane ha sido examinada por Jack Horner, Peter Larson, Robert Bakker, Gregorio Erikson y varios otros paleontólogos de renombre debido a la circunstancia única que constituye la edad del ejemplar en el momento de su muerte. En 2021 Jane estaba en exposición en el Museo Burpee de Historia Natural en Rockford, Illinois. En 2002, un esqueleto llamado Wyrex, descubierto por los coleccionistas aficionados Dan Wells y Don Wyrick, tenía 114 huesos y estaba completo en un 38 %. La excavación concluyó durante tres semanas en 2004 por el Instituto Black Hills con la primera excavación en vivo de Tyrannosaurus en línea que proporcionó informes diarios, fotos y videos.

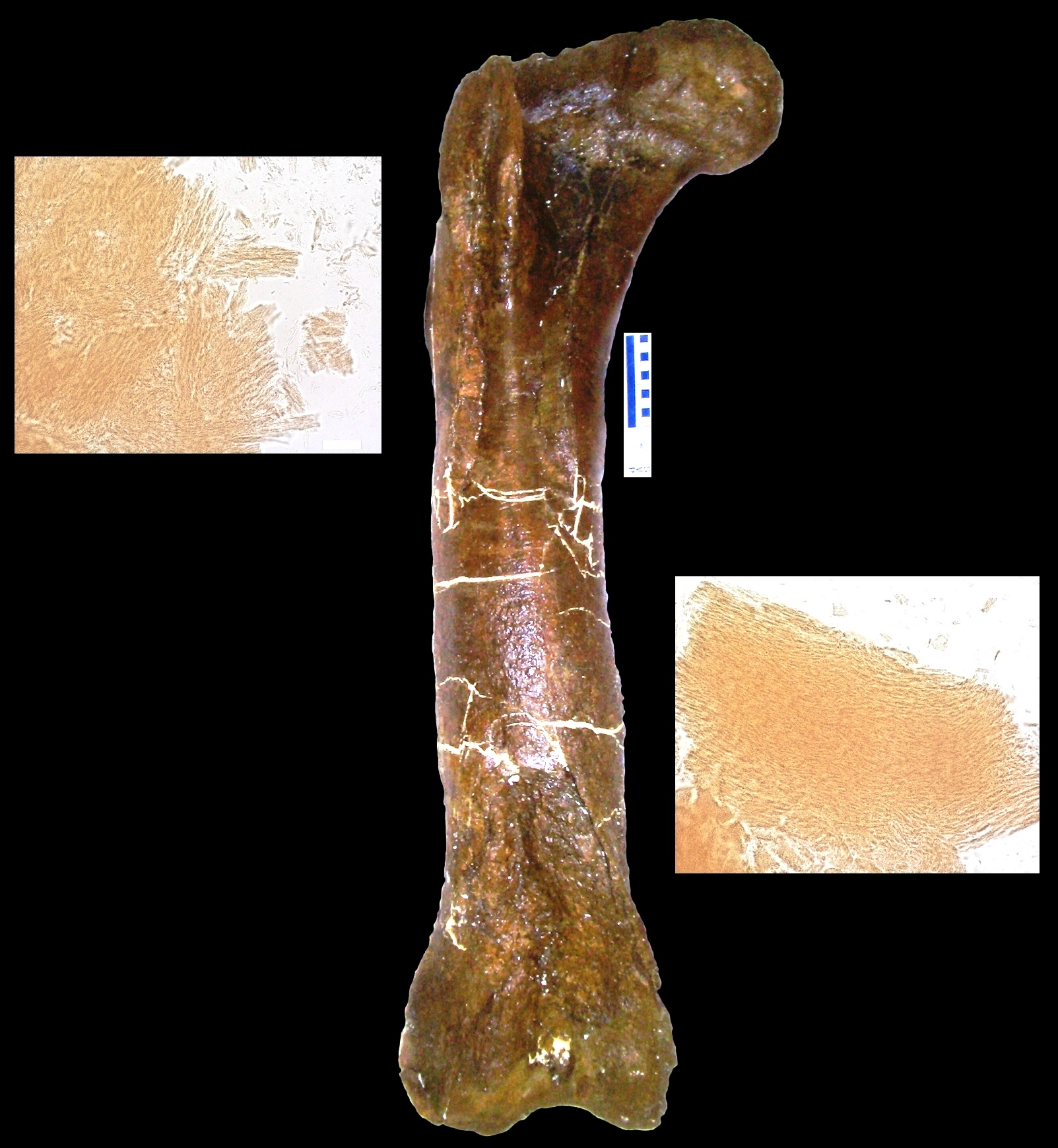
Fémur del espécimen MOR 1125 de T. rex, del cual se obtuvieron la matriz desmineralizada y péptidos (en los recuadros).

En 2005 se anunció la recuperación de tejido blando de la cavidad medular de un hueso de la pata fosilizada de un T. rex, que databa aproximadamente de hace 68 millones de años. El hueso había sido roto intencionadamente aunque con renuencia para ser enviado y no fue conservado de la manera habitual porque su descubridora estaba deseando investigar el tejido blando. Designado como el espécimen MOR 1125 del Museo de las Rocosas, el dinosaurio había sido desenterrado previamente en la Formación de Hell Creek. Se pudieron reconocer vasos sanguíneos flexibles y bifurcados, y el tejido de la fibrosa pero elástica matriz del hueso. Además, se encontraron microestructuras parecidas a las células de la sangre dentro de la matriz y los vasos sanguíneos. Las estructuras son semejantes a las células y vasos sanguíneos del avestruz actual. Sin embargo, ya que este material parece haber sido conservado por un proceso desconocido y distinto al de la fosilización normal, los investigadores tienen cuidado de no afirmar que este se trata de material original del dinosaurio.
Un equipo científico ha afirmado que lo que realmente se encontró en el interior del hueso de Tyrannosaurus no era tejido original sino una biopelícula pegajosa creada por bacterias que cubrían los huecos ocupados originalmente por vasos sanguíneos y células. Sin embargo no hay evidencia de que una biopelícula pueda producir ramificaciones y tubos huecos como los observados en este caso.
Si resultase ser el material original, cualquier proteína sobreviviente podría usarse para estimar indirectamente algunos de los contenidos del ADN, ácido desoxirribonucleico, de los dinosaurios involucrados, porque cada proteína se crea típicamente por un gen específico. La ausencia de hallazgos anteriores puede ser meramente consecuencia de que los paleontólogos asumían que la conservación del tejido era imposible, y simplemente no lo observaron. Desde este hallazgo, se han encontrado otros dos tiranosaurios y un hadrosaurio que presentaban este tipo de estructuras y tejidos blandos. La investigación sobre algunos de los tejidos involucrados ha sugerido que las aves están más cerca de los tiranosaurios en el árbol evolutivo que de otros animales modernos.
En 2006 la Universidad Estatal de Montana reveló que estaba en posesión del mayor cráneo de tiranosaurio hallado hasta ahora. Descubierto en los años 1960, MOR-008, recientemente reconstruido, el cráneo mide 149,9 centímetros de largo; comparado con el cráneo de Sue, 140,7 centímetros, es un 6,5 % mayor.
El 16 de abril de 2021, un estudio de la Universidad de Berkeley estimó que el número total de T. rex que habitó en el planeta rondaba los 2 500 millones, repartidos a lo largo de 127 000 generaciones.

### Otras especies

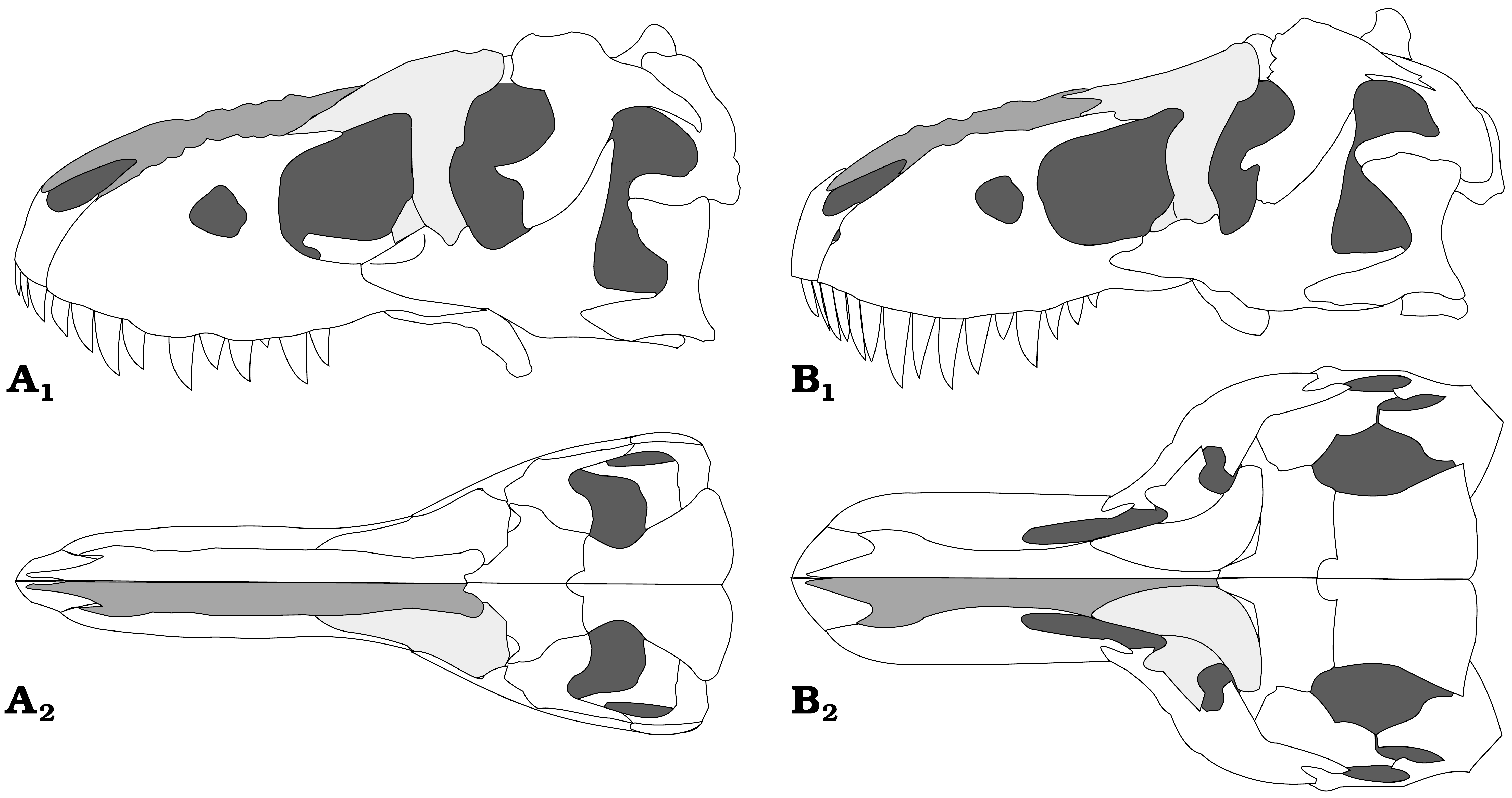
Diagrama que muestra las diferencias entre los cráneos de Tarbosaurus (A) y de Tyrannosaurus (B).

En 1955 el paleontólogo soviético Evgeny Maleev nombró a Tyrannosaurus bataar como una nueva especie de Mongolia. En 1965 esta especie fue renombrada Tarbosaurus bataar. A pesar del cambio de nombre, Tarbosaurus de Mongolia a veces es clasificado dentro del género Tyrannosaurus como T. bataar, aunque la mayor parte de los especialistas de tiranosaurios, como Tom Holtz, ven suficientes diferencias entre esas dos especies como para asegurar que se trata de géneros separados, mientras que otros lo consideran la especie asiática de Tyrannosaurus. Una reciente descripción del cráneo de Tarbosaurus bataar ha mostrado que es más estrecho que el de Tyrannosaurus rex y que durante la mordida, la distribución de las tensiones en los huesos del cráneo eran muy distintas, siendo más cercana a la de Alioramus, otro tiranosáurido asiático. Un reciente análisis cladístico encontró que Alioramus, y no Tyrannosaurus, es el taxón hermano de Tarbosaurus, lo que sugiere que Tarbosaurus y Tyrannosaurus deben permanecer separados.
Otros fósiles de tiranosáuridos encontrados en las mismas formaciones que Tyrannosaurus rex han sido originalmente atribuidos a diferentes taxones, como Aublysodon y Albertosaurus megagracilis, que fue llamado posteriormente Dinotyrannus megagracilis en 1995. Sin embargo, en la actualidad estos fósiles son universalmente considerados como ejemplares juveniles de Tyrannosaurus rex.
En 2001, varios dientes de tiranosaurio y un metatarso desenterrados en una cantera cerca de Zhucheng, China, fueron asignados por el paleontólogo chino Hu Chengzhi a la especie recién erigida Tyrannosaurus zhuchengensis. Sin embargo, en un sitio cercano, en 2011 se asignaron un maxilar derecho y una mandíbula izquierda al género de tiranosáuridos recién erigido Zhuchengtyrannus. Es posible que T. zhuchengensis sea sinónimo de Zhuchengtyrannus. En cualquier caso, se considera que T. zhuchengensis es un nomen dubium, ya que el holotipo carece de características de diagnóstico por debajo del nivel de Tyrannosaurinae.

#### Nanotyranus

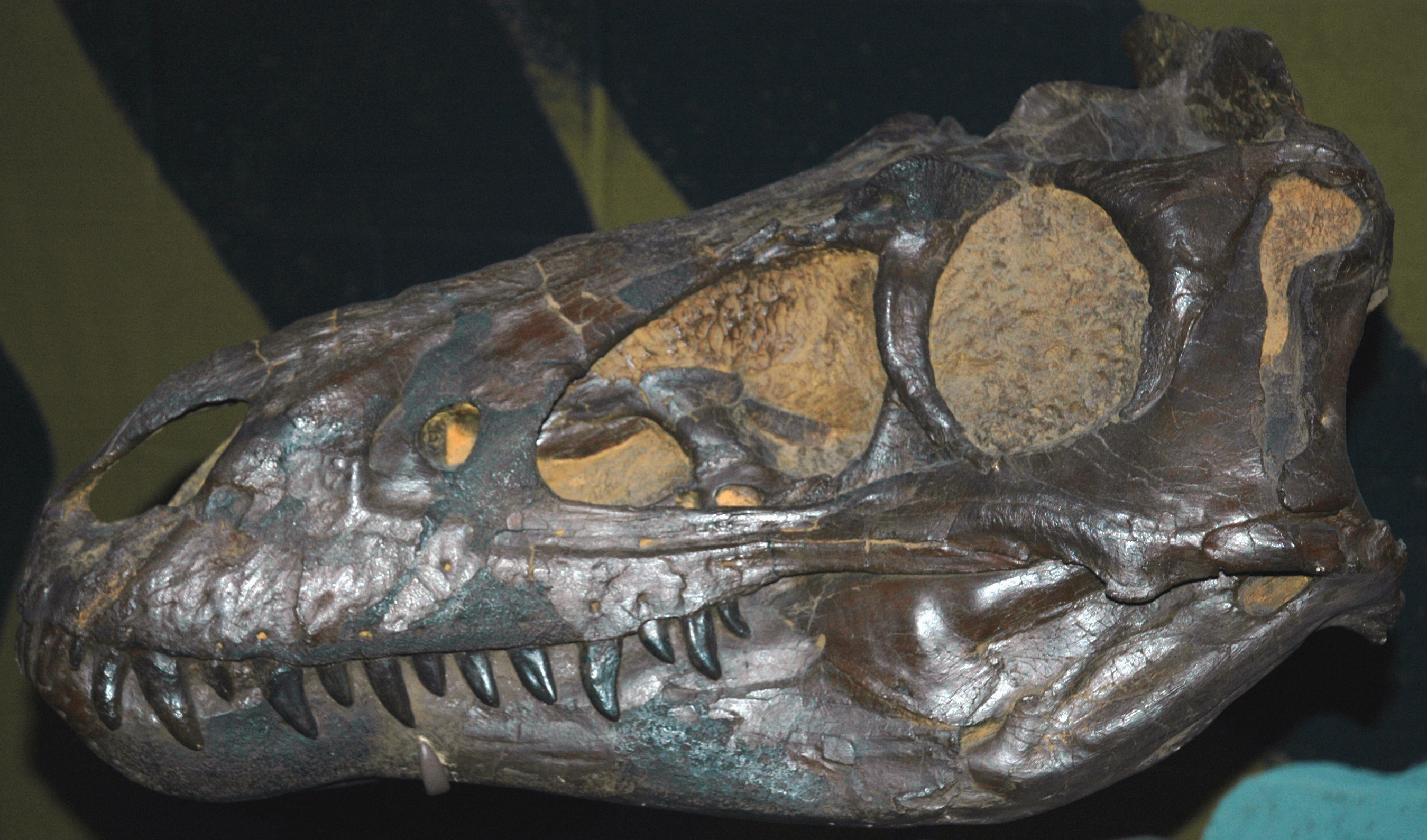
Cráneo holotipo de Nanotyrannus lancensis, posible ejemplar juvenil de Tyrannosaurus.

Fósiles de tiranosáuridos encontrados en las mismas formaciones que T. rex se clasificaron originalmente como taxones separados, incluidos Aublysodon y Albertosaurus megagracilis, este último se denominó Dinotyrannus megagracilis en 1995. Estos fósiles ahora se consideran universalmente como pertenecientes a Tyrannosaurus rex juveniles. Un cráneo pequeño pero muy completo encontrado en Montana, de 60 centímetros de largo, puede ser una excepción. Originalmente, este cráneo, CMNH 7541, fue clasificado como una especie de Gorgosaurus, G. lancensis, por Charles W. Gilmore en 1946, En 1988, el espécimen fue redescrito por Robert T. Bakker, Phil Currie y Michael Williams, entonces curador de paleontología en el Museo de Historia Natural de Cleveland, donde se encontraba el espécimen original y ahora está en exhibición. Su investigación inicial indicó que los huesos del cráneo estaban fusionados y que, por lo tanto, representaba un espécimen adulto. A la luz de esto, Bakker y sus colegas asignaron el cráneo a un nuevo género llamado Nanotyrannus, que significa "tirano enano", por su tamaño adulto aparentemente pequeño. Se estima que el espécimen medía alrededor de 5,2 metros de largo cuando murió. Sin embargo, en 1999, un análisis detallado de Thomas Carr reveló que el espécimen era un juvenil, lo que llevó a Carr y a muchos otros paleontólogos a considerarlo un individuo juvenil de T. rex. Las opiniones sobre la validez de N. lancensis están divididas. Muchos paleontólogos consideran que el cráneo pertenece a un ejemplar juvenil de Tyrannosaurus rex. Existen diferencias menores entre los dos, incluyendo un mayor número de dientes en N. lancensis, lo que ha llevado a los científicos a recomendar que ambos géneros se mantengan separados, hasta que nuevos descubrimientos ayuden a clarificar estas cuestiones.
En 2001 se descubrió un Tyrannosaurus juvenil más completo, apodado Jane, número de catálogo BMRP 2002.4.1, perteneciente a la misma especie que el espécimen original de Nanotyrannus. Este descubrimiento provocó una conferencia sobre tiranosáurios centrada en los problemas de validez de Nanotyrannus en el Museo de Historia Natural de Burpee en 2005. Varios paleontólogos que habían publicado previamente opiniones de que N. lancensis era una especie válida, incluidos Currie y Williams, vieron el descubrimiento de Jane como una confirmación de que Nanotyrannus era, de hecho, un T. rex juvenil. Peter Larson continuó apoyando la hipótesis de que N. lancensis era una especie separada pero estrechamente relacionada, según las características del cráneo, como dos dientes más en ambas mandíbulas que T. rex, así como manos proporcionalmente más grandes con falanges en el tercer metacarpiano y diferente anatomía de espoleta en un espécimen no descrito. También argumentó que Stygivenator, generalmente considerado como un T. rex juvenil, puede ser un espécimen de Nanotyrannus más joven. Investigaciones posteriores revelaron que otros tiranosáuridos como Gorgosaurus también experimentaron una reducción en el número de dientes durante el crecimiento, y dada la disparidad en el conteo de dientes entre individuos del mismo grupo de edad en este género y Tyrannosaurus, esta característica también puede deberse a la variación individual. En 2013, Carr señaló que todas las diferencias afirmadas para respaldar a Nanotyrannus resultaron ser características individuales u ontogenéticamente variables o productos de distorsión de los huesos.
En 2016, el análisis de las proporciones de las extremidades realizado por Persons y Currie sugirió que los especímenes de Nanotyrannus tenían diferentes niveles de cursorialidad, lo que podría separarlo de T. rex. Sin embargo, el paleontólogo Manabu Sakomoto ha comentado que esta conclusión puede verse afectada por el bajo tamaño de la muestra y la discrepancia no refleja necesariamente una distinción taxonómica. En 2016, Joshua Schmerge defendió la validez de Nanotyrannus basándose en las características del cráneo, incluido un surco dentario en el cráneo de BMRP 2002.4.1. Según Schmerge, como esa característica está ausente en T. rex y solo se encuentra en Dryptosaurus y albertosaurinos, esto sugiere que Nanotyrannus es un taxón distinto dentro de Albertosaurinae. El mismo año, Carr y sus colegas notaron que esto no era suficiente para aclarar la validez o clasificación de Nanotyrannus, siendo una característica común y ontogenéticamente variable entre los tiranosauroides.
Un estudio de 2020 realizado por Holly Woodward y sus colegas mostró que los especímenes referidos a Nanotyrannus eran todos ontogenéticamente inmaduros y encontraron probable que estos especímenes pertenecieran a T. rex. El mismo año, Carr publicó un artículo sobre T. rex. El historial de crecimiento de CMNH 7541 se ajusta a la variación ontogenética esperada del taxón y muestra características juveniles que se encuentran en otros especímenes. Fue clasificado como juvenil, menor de trece años con un cráneo de menos de 80 centímetros. No se percibió ninguna variación sexual o filogenética significativa entre ninguno de los 44 especímenes estudiados, y Carr afirmó que los caracteres de importancia filogenética potencial disminuyen a lo largo de la edad al mismo ritmo que ocurre el crecimiento. Al discutir los resultados del artículo, Carr describió cómo todos los especímenes de Nanotyrannus formaron una transición de crecimiento continuo entre los juveniles más pequeños y los subadultos, a diferencia de lo que se esperaría si fuera un taxón distinto donde los especímenes se agruparían hasta la exclusión de Tyrannosaurus. Carr concluyó que "los 'nanomorfos' no son tan similares entre sí y, en cambio, forman un puente importante en la serie de crecimiento de T. rex que captura los comienzos del cambio profundo del cráneo superficial de los juveniles al cráneo profundo que es visto en adultos completamente desarrollados".

#### T. rex,T. reginayT. imperator
En un estudio de 2022, Gregory S. Paul y sus colegas argumentaron que Tyrannosaurus rex, como se entiende tradicionalmente, en realidad representa tres especies: la especie tipo Tyrannosaurus rex y dos nuevas especies, Tyrannosaurus imperator, que significa "lagarto tirano emperador" y Tyrannosaurus regina, que significa "reina de los lagartos tirano". El holotipo de T. imperator es el espécimen de Sue, y el holotipo de T. regina es Wankel rex. La división en múltiples especies se basó principalmente en la observación de un grado muy alto de variación en las proporciones y la robustez del fémur y otros elementos esqueléticos en los especímenes de T. rex catalogados, más que lo observado en otros terópodos reconocidos como una sola especie. Las diferencias de proporciones corporales generales que representan morfotipos robustos y gráciles también se utilizaron como línea de evidencia, además del número de dientes incisivos pequeños y delgados en el dentario, según los alveolos dentales. Específicamente, el T. rex del artículo se distinguía por su anatomía robusta, una relación moderada entre la longitud del fémur y la circunferencia, y la posesión de un diente dentario incisiforme delgado y singular. Se consideró que T. imperator era robusto con una pequeña relación entre la longitud del fémur y la circunferencia y dos de los dientes delgados. T. regina era una forma grácil con una alta proporción de fémur y uno de los dientes delgados. Se observó que la variación en las proporciones y la robustez se hicieron más extremas más arriba en la muestra, estratigráficamente. Esto se interpretó como una única población anterior, T. imperator, que se especiaba en más de un taxón, T. rex y T. regina.

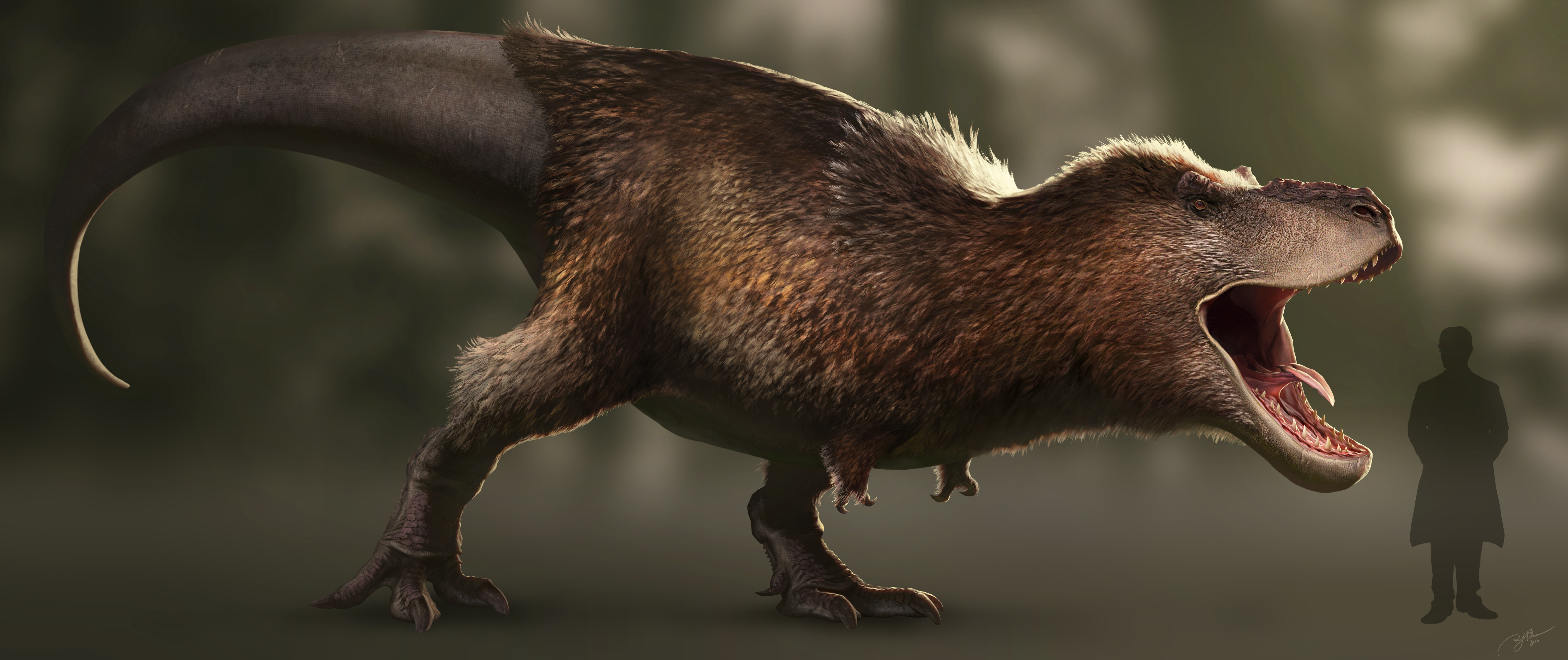
Modelo de Tyrannosaurus rex basado en los últimos hallazgos, de que poseía una complexión robusta con protoplumas.

Sin embargo, varios otros paleontólogos destacados, incluidos Stephen Brusatte, Thomas Carr, Thomas Holtz, David Hone, Jingmai O'Connor y Lindsay Zanno, criticaron el estudio o expresaron escepticismo sobre sus conclusiones cuando varios medios de comunicación se acercaron para hacer comentarios. Su crítica se publicó posteriormente en un documento técnico. Holtz y Zanno comentaron que era plausible que existiera más de una especie de Tyrannosaurus, pero sintieron que el nuevo estudio era insuficiente para respaldar la especie que proponía. Holtz comentó que, incluso si Tyrannosaurus imperator representó una especie distinta de Tyrannosaurus rex, puede representar la misma especie que Nanotyrannus lancensis y debería llamarse Tyrannosaurus lancensis. O'Connor, curador del Field Museum, donde se exhibe el holotipo Sue de T. imperator, consideró que la nueva especie estaba demasiado mal respaldada como para justificar la modificación de los carteles de exhibición. Brusatte, Carr y O'Connor vieron las características distintivas propuestas entre las especies como un reflejo de la variación natural dentro de una especie. Tanto Carr como O'Connor expresaron su preocupación por la incapacidad del estudio para determinar a cuál de las especies propuestas pertenecían varios especímenes bien conservados. Otro paleontólogo, Philip J. Currie, originalmente fue coautor del estudio, pero se retiró porque no quería participar en el nombramiento de la nueva especie.
En un artículo posterior, Paul mantuvo la conclusión de que el "Tyrannosaurus" consta de tres especies. Señaló que las críticas al estudio que nombra a T. imperator y T. regina solo se centró en dos de las características utilizadas para distinguir las dos nuevas especies, el número de dientes incisivos pequeños y la robustez del fémur, mientras que el estudio original también comparó la robustez de otros huesos, el maxilar superior, el dentario, el húmero, el ilion y metatarsianos. Además, Paul argumentó que el "Tyrannosaurus" se puede separar en tres especies diferentes según la forma de las protuberancias córneas, "protuberancias postorbitales", detrás de los ojos. Paul también argumentó que las investigaciones anteriores que concluyeron que el Tyrannosaurus solo consiste en una especie, T. rex, simplemente asumieron que todos los esqueletos de Tyrannosaurus son una sola especie, y que muchas nuevas especies de dinosaurios han sido nombradas sobre la base de menos diferencias de las que él y sus colegas usaron al proponer T. imperator y T. regina. Si se trata a Tyrannosaurus como a cualquier otro dinosaurio, debería separarse en diferentes especies.

## Clasificación
Tyrannosaurus es el género tipo, mundialmente aceptado, de la superfamilia Tyrannosauroidea, la familia Tyrannosauridae y la subfamilia Tyrannosaurinae. La subfamilia Tyrannosaurinae incluye a Daspletosaurus de América del Norte y a Tarbosaurus de Asia; los cuales son, ocasionalmente, clasificados dentro del género Tyrannosaurus. Los tiranosáuridos fueron considerados durante mucho tiempo como los descendientes de grandes terópodos anteriores como los megalosáuridos y los carnosaurios pero en 2021 se les encuadra entre los celurosaurios, que son generalmente más pequeños. De esta manera queda separado Tyrannosauridae para incluir una lista completa de tiranosaurios avanzados, como Gorgosaurus, Albertosaurus y Alectrosaurus de la más general Tyrannosauroidea en la que se incluyen tiranosaurios primitivos, tales como Dilong, Guanlong y Eotyrannus. 
Muchos análisis filogenéticos han encontrado que Tarbosaurus bataar es el taxón hermano de T. rex. El descubrimiento del tiranosáurido Lythronax indica además que Tarbosaurus y Tyrannosaurus están estrechamente relacionados, formando un clado con el tiranosáurido asiático Zhuchengtyrannus, siendo Lythronax su taxón hermano.  Otro estudio de 2016 realizado por Steve Brusatte, Thomas Carr y sus colegas también indica que Tyrannosaurus puede haber sido un inmigrante de Asia, así como un posible descendiente de Tarbosaurus.

### Filogenia
A continuación se muestra el cladograma de Tyrannosauridae basado en el análisis filogenético realizado por Loewen et al. en 2013.

|  | Gorgosaurus libratus      |
|  |                           |
|  | Albertosaurus sarcophagus |
|  |                           |

|  | Tyrannosaurus rex                                                              |
|  |                                                                                |
|  | \| \| Tarbosaurus bataar \| \| \| \| \| \| Zhuchengtyrannus magnus \| \| \| \| |
|  |                                                                                |
|  | Tarbosaurus bataar                                                             |
|  |                                                                                |
|  | Zhuchengtyrannus magnus                                                        |
|  |                                                                                |

|  | Tarbosaurus bataar      |
|  |                         |
|  | Zhuchengtyrannus magnus |
|  |                         |

|  | Tyrannosaurus rex                                                              |
|  |                                                                                |
|  | \| \| Tarbosaurus bataar \| \| \| \| \| \| Zhuchengtyrannus magnus \| \| \| \| |
|  |                                                                                |
|  | Tarbosaurus bataar                                                             |
|  |                                                                                |
|  | Zhuchengtyrannus magnus                                                        |
|  |                                                                                |

|  | Tarbosaurus bataar      |
|  |                         |
|  | Zhuchengtyrannus magnus |
|  |                         |

|  | Tyrannosaurus rex                                                              |
|  |                                                                                |
|  | \| \| Tarbosaurus bataar \| \| \| \| \| \| Zhuchengtyrannus magnus \| \| \| \| |
|  |                                                                                |
|  | Tarbosaurus bataar                                                             |
|  |                                                                                |
|  | Zhuchengtyrannus magnus                                                        |
|  |                                                                                |

|  | Tarbosaurus bataar      |
|  |                         |
|  | Zhuchengtyrannus magnus |
|  |                         |

|  | Tyrannosaurus rex                                                              |
|  |                                                                                |
|  | \| \| Tarbosaurus bataar \| \| \| \| \| \| Zhuchengtyrannus magnus \| \| \| \| |
|  |                                                                                |
|  | Tarbosaurus bataar                                                             |
|  |                                                                                |
|  | Zhuchengtyrannus magnus                                                        |
|  |                                                                                |

|  | Tarbosaurus bataar      |
|  |                         |
|  | Zhuchengtyrannus magnus |
|  |                         |

|  | Tyrannosaurus rex                                                              |
|  |                                                                                |
|  | \| \| Tarbosaurus bataar \| \| \| \| \| \| Zhuchengtyrannus magnus \| \| \| \| |
|  |                                                                                |
|  | Tarbosaurus bataar                                                             |
|  |                                                                                |
|  | Zhuchengtyrannus magnus                                                        |
|  |                                                                                |

|  | Tarbosaurus bataar      |
|  |                         |
|  | Zhuchengtyrannus magnus |
|  |                         |

|  | Tyrannosaurus rex                                                              |
|  |                                                                                |
|  | \| \| Tarbosaurus bataar \| \| \| \| \| \| Zhuchengtyrannus magnus \| \| \| \| |
|  |                                                                                |
|  | Tarbosaurus bataar                                                             |
|  |                                                                                |
|  | Zhuchengtyrannus magnus                                                        |
|  |                                                                                |

|  | Tarbosaurus bataar      |
|  |                         |
|  | Zhuchengtyrannus magnus |
|  |                         |

|  | Tyrannosaurus rex                                                              |
|  |                                                                                |
|  | \| \| Tarbosaurus bataar \| \| \| \| \| \| Zhuchengtyrannus magnus \| \| \| \| |
|  |                                                                                |
|  | Tarbosaurus bataar                                                             |
|  |                                                                                |
|  | Zhuchengtyrannus magnus                                                        |
|  |                                                                                |

|  | Tarbosaurus bataar      |
|  |                         |
|  | Zhuchengtyrannus magnus |
|  |                         |

|  | Tyrannosaurus rex                                                              |
|  |                                                                                |
|  | \| \| Tarbosaurus bataar \| \| \| \| \| \| Zhuchengtyrannus magnus \| \| \| \| |
|  |                                                                                |
|  | Tarbosaurus bataar                                                             |
|  |                                                                                |
|  | Zhuchengtyrannus magnus                                                        |
|  |                                                                                |

|  | Tarbosaurus bataar      |
|  |                         |
|  | Zhuchengtyrannus magnus |
|  |                         |

|  | Tyrannosaurus rex                                                              |
|  |                                                                                |
|  | \| \| Tarbosaurus bataar \| \| \| \| \| \| Zhuchengtyrannus magnus \| \| \| \| |
|  |                                                                                |
|  | Tarbosaurus bataar                                                             |
|  |                                                                                |
|  | Zhuchengtyrannus magnus                                                        |
|  |                                                                                |

|  | Tarbosaurus bataar      |
|  |                         |
|  | Zhuchengtyrannus magnus |
|  |                         |

|  | Tyrannosaurus rex                                                              |
|  |                                                                                |
|  | \| \| Tarbosaurus bataar \| \| \| \| \| \| Zhuchengtyrannus magnus \| \| \| \| |
|  |                                                                                |
|  | Tarbosaurus bataar                                                             |
|  |                                                                                |
|  | Zhuchengtyrannus magnus                                                        |
|  |                                                                                |

|  | Tarbosaurus bataar      |
|  |                         |
|  | Zhuchengtyrannus magnus |
|  |                         |

|  | Tyrannosaurus rex                                                              |
|  |                                                                                |
|  | \| \| Tarbosaurus bataar \| \| \| \| \| \| Zhuchengtyrannus magnus \| \| \| \| |
|  |                                                                                |
|  | Tarbosaurus bataar                                                             |
|  |                                                                                |
|  | Zhuchengtyrannus magnus                                                        |
|  |                                                                                |

|  | Tarbosaurus bataar      |
|  |                         |
|  | Zhuchengtyrannus magnus |
|  |                         |

|  | Tyrannosaurus rex                                                              |
|  |                                                                                |
|  | \| \| Tarbosaurus bataar \| \| \| \| \| \| Zhuchengtyrannus magnus \| \| \| \| |
|  |                                                                                |
|  | Tarbosaurus bataar                                                             |
|  |                                                                                |
|  | Zhuchengtyrannus magnus                                                        |
|  |                                                                                |

|  | Tarbosaurus bataar      |
|  |                         |
|  | Zhuchengtyrannus magnus |
|  |                         |

|  | Tyrannosaurus rex                                                              |
|  |                                                                                |
|  | \| \| Tarbosaurus bataar \| \| \| \| \| \| Zhuchengtyrannus magnus \| \| \| \| |
|  |                                                                                |
|  | Tarbosaurus bataar                                                             |
|  |                                                                                |
|  | Zhuchengtyrannus magnus                                                        |
|  |                                                                                |

|  | Tarbosaurus bataar      |
|  |                         |
|  | Zhuchengtyrannus magnus |
|  |                         |

|  | Tyrannosaurus rex                                                              |
|  |                                                                                |
|  | \| \| Tarbosaurus bataar \| \| \| \| \| \| Zhuchengtyrannus magnus \| \| \| \| |
|  |                                                                                |
|  | Tarbosaurus bataar                                                             |
|  |                                                                                |
|  | Zhuchengtyrannus magnus                                                        |
|  |                                                                                |

|  | Tarbosaurus bataar      |
|  |                         |
|  | Zhuchengtyrannus magnus |
|  |                         |

|  | Tyrannosaurus rex                                                              |
|  |                                                                                |
|  | \| \| Tarbosaurus bataar \| \| \| \| \| \| Zhuchengtyrannus magnus \| \| \| \| |
|  |                                                                                |
|  | Tarbosaurus bataar                                                             |
|  |                                                                                |
|  | Zhuchengtyrannus magnus                                                        |
|  |                                                                                |

|  | Tarbosaurus bataar      |
|  |                         |
|  | Zhuchengtyrannus magnus |
|  |                         |

|  | Tyrannosaurus rex                                                              |
|  |                                                                                |
|  | \| \| Tarbosaurus bataar \| \| \| \| \| \| Zhuchengtyrannus magnus \| \| \| \| |
|  |                                                                                |
|  | Tarbosaurus bataar                                                             |
|  |                                                                                |
|  | Zhuchengtyrannus magnus                                                        |
|  |                                                                                |

|  | Tarbosaurus bataar      |
|  |                         |
|  | Zhuchengtyrannus magnus |
|  |                         |

|  | Tyrannosaurus rex                                                              |
|  |                                                                                |
|  | \| \| Tarbosaurus bataar \| \| \| \| \| \| Zhuchengtyrannus magnus \| \| \| \| |
|  |                                                                                |
|  | Tarbosaurus bataar                                                             |
|  |                                                                                |
|  | Zhuchengtyrannus magnus                                                        |
|  |                                                                                |

|  | Tarbosaurus bataar      |
|  |                         |
|  | Zhuchengtyrannus magnus |
|  |                         |

|  | Tyrannosaurus rex                                                              |
|  |                                                                                |
|  | \| \| Tarbosaurus bataar \| \| \| \| \| \| Zhuchengtyrannus magnus \| \| \| \| |
|  |                                                                                |
|  | Tarbosaurus bataar                                                             |
|  |                                                                                |
|  | Zhuchengtyrannus magnus                                                        |
|  |                                                                                |

|  | Tarbosaurus bataar      |
|  |                         |
|  | Zhuchengtyrannus magnus |
|  |                         |

|  | Tyrannosaurus rex                                                              |
|  |                                                                                |
|  | \| \| Tarbosaurus bataar \| \| \| \| \| \| Zhuchengtyrannus magnus \| \| \| \| |
|  |                                                                                |
|  | Tarbosaurus bataar                                                             |
|  |                                                                                |
|  | Zhuchengtyrannus magnus                                                        |
|  |                                                                                |

|  | Tarbosaurus bataar      |
|  |                         |
|  | Zhuchengtyrannus magnus |
|  |                         |

|  | Tyrannosaurus rex                                                              |
|  |                                                                                |
|  | \| \| Tarbosaurus bataar \| \| \| \| \| \| Zhuchengtyrannus magnus \| \| \| \| |
|  |                                                                                |
|  | Tarbosaurus bataar                                                             |
|  |                                                                                |
|  | Zhuchengtyrannus magnus                                                        |
|  |                                                                                |

|  | Tarbosaurus bataar      |
|  |                         |
|  | Zhuchengtyrannus magnus |
|  |                         |

|  | Tyrannosaurus rex                                                              |
|  |                                                                                |
|  | \| \| Tarbosaurus bataar \| \| \| \| \| \| Zhuchengtyrannus magnus \| \| \| \| |
|  |                                                                                |
|  | Tarbosaurus bataar                                                             |
|  |                                                                                |
|  | Zhuchengtyrannus magnus                                                        |
|  |                                                                                |

|  | Tarbosaurus bataar      |
|  |                         |
|  | Zhuchengtyrannus magnus |
|  |                         |

|  | Tyrannosaurus rex                                                              |
|  |                                                                                |
|  | \| \| Tarbosaurus bataar \| \| \| \| \| \| Zhuchengtyrannus magnus \| \| \| \| |
|  |                                                                                |
|  | Tarbosaurus bataar                                                             |
|  |                                                                                |
|  | Zhuchengtyrannus magnus                                                        |
|  |                                                                                |

|  | Tarbosaurus bataar      |
|  |                         |
|  | Zhuchengtyrannus magnus |
|  |                         |

|  | Tyrannosaurus rex                                                              |
|  |                                                                                |
|  | \| \| Tarbosaurus bataar \| \| \| \| \| \| Zhuchengtyrannus magnus \| \| \| \| |
|  |                                                                                |
|  | Tarbosaurus bataar                                                             |
|  |                                                                                |
|  | Zhuchengtyrannus magnus                                                        |
|  |                                                                                |

|  | Tarbosaurus bataar      |
|  |                         |
|  | Zhuchengtyrannus magnus |
|  |                         |

|  | Tyrannosaurus rex                                                              |
|  |                                                                                |
|  | \| \| Tarbosaurus bataar \| \| \| \| \| \| Zhuchengtyrannus magnus \| \| \| \| |
|  |                                                                                |
|  | Tarbosaurus bataar                                                             |
|  |                                                                                |
|  | Zhuchengtyrannus magnus                                                        |
|  |                                                                                |

|  | Tarbosaurus bataar      |
|  |                         |
|  | Zhuchengtyrannus magnus |
|  |                         |

|  | Tyrannosaurus rex                                                              |
|  |                                                                                |
|  | \| \| Tarbosaurus bataar \| \| \| \| \| \| Zhuchengtyrannus magnus \| \| \| \| |
|  |                                                                                |
|  | Tarbosaurus bataar                                                             |
|  |                                                                                |
|  | Zhuchengtyrannus magnus                                                        |
|  |                                                                                |

|  | Tarbosaurus bataar      |
|  |                         |
|  | Zhuchengtyrannus magnus |
|  |                         |

|  | Tyrannosaurus rex                                                              |
|  |                                                                                |
|  | \| \| Tarbosaurus bataar \| \| \| \| \| \| Zhuchengtyrannus magnus \| \| \| \| |
|  |                                                                                |
|  | Tarbosaurus bataar                                                             |
|  |                                                                                |
|  | Zhuchengtyrannus magnus                                                        |
|  |                                                                                |

|  | Tarbosaurus bataar      |
|  |                         |
|  | Zhuchengtyrannus magnus |
|  |                         |

|  | Tyrannosaurus rex                                                              |
|  |                                                                                |
|  | \| \| Tarbosaurus bataar \| \| \| \| \| \| Zhuchengtyrannus magnus \| \| \| \| |
|  |                                                                                |
|  | Tarbosaurus bataar                                                             |
|  |                                                                                |
|  | Zhuchengtyrannus magnus                                                        |
|  |                                                                                |

|  | Tarbosaurus bataar      |
|  |                         |
|  | Zhuchengtyrannus magnus |
|  |                         |

|  | Tyrannosaurus rex                                                              |
|  |                                                                                |
|  | \| \| Tarbosaurus bataar \| \| \| \| \| \| Zhuchengtyrannus magnus \| \| \| \| |
|  |                                                                                |
|  | Tarbosaurus bataar                                                             |
|  |                                                                                |
|  | Zhuchengtyrannus magnus                                                        |
|  |                                                                                |

|  | Tarbosaurus bataar      |
|  |                         |
|  | Zhuchengtyrannus magnus |
|  |                         |

|  | Tyrannosaurus rex                                                              |
|  |                                                                                |
|  | \| \| Tarbosaurus bataar \| \| \| \| \| \| Zhuchengtyrannus magnus \| \| \| \| |
|  |                                                                                |
|  | Tarbosaurus bataar                                                             |
|  |                                                                                |
|  | Zhuchengtyrannus magnus                                                        |
|  |                                                                                |

|  | Tarbosaurus bataar      |
|  |                         |
|  | Zhuchengtyrannus magnus |
|  |                         |

|  | Tyrannosaurus rex                                                              |
|  |                                                                                |
|  | \| \| Tarbosaurus bataar \| \| \| \| \| \| Zhuchengtyrannus magnus \| \| \| \| |
|  |                                                                                |
|  | Tarbosaurus bataar                                                             |
|  |                                                                                |
|  | Zhuchengtyrannus magnus                                                        |
|  |                                                                                |

|  | Tarbosaurus bataar      |
|  |                         |
|  | Zhuchengtyrannus magnus |
|  |                         |

|  | Tyrannosaurus rex                                                              |
|  |                                                                                |
|  | \| \| Tarbosaurus bataar \| \| \| \| \| \| Zhuchengtyrannus magnus \| \| \| \| |
|  |                                                                                |
|  | Tarbosaurus bataar                                                             |
|  |                                                                                |
|  | Zhuchengtyrannus magnus                                                        |
|  |                                                                                |

|  | Tarbosaurus bataar      |
|  |                         |
|  | Zhuchengtyrannus magnus |
|  |                         |

|  | Tyrannosaurus rex                                                              |
|  |                                                                                |
|  | \| \| Tarbosaurus bataar \| \| \| \| \| \| Zhuchengtyrannus magnus \| \| \| \| |
|  |                                                                                |
|  | Tarbosaurus bataar                                                             |
|  |                                                                                |
|  | Zhuchengtyrannus magnus                                                        |
|  |                                                                                |

|  | Tarbosaurus bataar      |
|  |                         |
|  | Zhuchengtyrannus magnus |
|  |                         |

|  | Tyrannosaurus rex                                                              |
|  |                                                                                |
|  | \| \| Tarbosaurus bataar \| \| \| \| \| \| Zhuchengtyrannus magnus \| \| \| \| |
|  |                                                                                |
|  | Tarbosaurus bataar                                                             |
|  |                                                                                |
|  | Zhuchengtyrannus magnus                                                        |
|  |                                                                                |

|  | Tarbosaurus bataar      |
|  |                         |
|  | Zhuchengtyrannus magnus |
|  |                         |

|  | Tyrannosaurus rex                                                              |
|  |                                                                                |
|  | \| \| Tarbosaurus bataar \| \| \| \| \| \| Zhuchengtyrannus magnus \| \| \| \| |
|  |                                                                                |
|  | Tarbosaurus bataar                                                             |
|  |                                                                                |
|  | Zhuchengtyrannus magnus                                                        |
|  |                                                                                |

|  | Tarbosaurus bataar      |
|  |                         |
|  | Zhuchengtyrannus magnus |
|  |                         |

|  | Tyrannosaurus rex                                                              |
|  |                                                                                |
|  | \| \| Tarbosaurus bataar \| \| \| \| \| \| Zhuchengtyrannus magnus \| \| \| \| |
|  |                                                                                |
|  | Tarbosaurus bataar                                                             |
|  |                                                                                |
|  | Zhuchengtyrannus magnus                                                        |
|  |                                                                                |

|  | Tarbosaurus bataar      |
|  |                         |
|  | Zhuchengtyrannus magnus |
|  |                         |

|  | Tyrannosaurus rex                                                              |
|  |                                                                                |
|  | \| \| Tarbosaurus bataar \| \| \| \| \| \| Zhuchengtyrannus magnus \| \| \| \| |
|  |                                                                                |
|  | Tarbosaurus bataar                                                             |
|  |                                                                                |
|  | Zhuchengtyrannus magnus                                                        |
|  |                                                                                |

|  | Tarbosaurus bataar      |
|  |                         |
|  | Zhuchengtyrannus magnus |
|  |                         |

|  | Tyrannosaurus rex                                                              |
|  |                                                                                |
|  | \| \| Tarbosaurus bataar \| \| \| \| \| \| Zhuchengtyrannus magnus \| \| \| \| |
|  |                                                                                |
|  | Tarbosaurus bataar                                                             |
|  |                                                                                |
|  | Zhuchengtyrannus magnus                                                        |
|  |                                                                                |

|  | Tarbosaurus bataar      |
|  |                         |
|  | Zhuchengtyrannus magnus |
|  |                         |

|  | Tyrannosaurus rex                                                              |
|  |                                                                                |
|  | \| \| Tarbosaurus bataar \| \| \| \| \| \| Zhuchengtyrannus magnus \| \| \| \| |
|  |                                                                                |
|  | Tarbosaurus bataar                                                             |
|  |                                                                                |
|  | Zhuchengtyrannus magnus                                                        |
|  |                                                                                |

|  | Tarbosaurus bataar      |
|  |                         |
|  | Zhuchengtyrannus magnus |
|  |                         |

|  | Tyrannosaurus rex                                                              |
|  |                                                                                |
|  | \| \| Tarbosaurus bataar \| \| \| \| \| \| Zhuchengtyrannus magnus \| \| \| \| |
|  |                                                                                |
|  | Tarbosaurus bataar                                                             |
|  |                                                                                |
|  | Zhuchengtyrannus magnus                                                        |
|  |                                                                                |

|  | Tarbosaurus bataar      |
|  |                         |
|  | Zhuchengtyrannus magnus |
|  |                         |

|  | Tyrannosaurus rex                                                              |
|  |                                                                                |
|  | \| \| Tarbosaurus bataar \| \| \| \| \| \| Zhuchengtyrannus magnus \| \| \| \| |
|  |                                                                                |
|  | Tarbosaurus bataar                                                             |
|  |                                                                                |
|  | Zhuchengtyrannus magnus                                                        |
|  |                                                                                |

|  | Tarbosaurus bataar      |
|  |                         |
|  | Zhuchengtyrannus magnus |
|  |                         |

|  | Tyrannosaurus rex                                                              |
|  |                                                                                |
|  | \| \| Tarbosaurus bataar \| \| \| \| \| \| Zhuchengtyrannus magnus \| \| \| \| |
|  |                                                                                |
|  | Tarbosaurus bataar                                                             |
|  |                                                                                |
|  | Zhuchengtyrannus magnus                                                        |
|  |                                                                                |

|  | Tarbosaurus bataar      |
|  |                         |
|  | Zhuchengtyrannus magnus |
|  |                         |

|  | Tyrannosaurus rex                                                              |
|  |                                                                                |
|  | \| \| Tarbosaurus bataar \| \| \| \| \| \| Zhuchengtyrannus magnus \| \| \| \| |
|  |                                                                                |
|  | Tarbosaurus bataar                                                             |
|  |                                                                                |
|  | Zhuchengtyrannus magnus                                                        |
|  |                                                                                |

|  | Tarbosaurus bataar      |
|  |                         |
|  | Zhuchengtyrannus magnus |
|  |                         |

|  | Tyrannosaurus rex                                                              |
|  |                                                                                |
|  | \| \| Tarbosaurus bataar \| \| \| \| \| \| Zhuchengtyrannus magnus \| \| \| \| |
|  |                                                                                |
|  | Tarbosaurus bataar                                                             |
|  |                                                                                |
|  | Zhuchengtyrannus magnus                                                        |
|  |                                                                                |

|  | Tarbosaurus bataar      |
|  |                         |
|  | Zhuchengtyrannus magnus |
|  |                         |

|  | Tyrannosaurus rex                                                              |
|  |                                                                                |
|  | \| \| Tarbosaurus bataar \| \| \| \| \| \| Zhuchengtyrannus magnus \| \| \| \| |
|  |                                                                                |
|  | Tarbosaurus bataar                                                             |
|  |                                                                                |
|  | Zhuchengtyrannus magnus                                                        |
|  |                                                                                |

|  | Tarbosaurus bataar      |
|  |                         |
|  | Zhuchengtyrannus magnus |
|  |                         |

|  | Tyrannosaurus rex                                                              |
|  |                                                                                |
|  | \| \| Tarbosaurus bataar \| \| \| \| \| \| Zhuchengtyrannus magnus \| \| \| \| |
|  |                                                                                |
|  | Tarbosaurus bataar                                                             |
|  |                                                                                |
|  | Zhuchengtyrannus magnus                                                        |
|  |                                                                                |

|  | Tarbosaurus bataar      |
|  |                         |
|  | Zhuchengtyrannus magnus |
|  |                         |

|  | Tyrannosaurus rex                                                              |
|  |                                                                                |
|  | \| \| Tarbosaurus bataar \| \| \| \| \| \| Zhuchengtyrannus magnus \| \| \| \| |
|  |                                                                                |
|  | Tarbosaurus bataar                                                             |
|  |                                                                                |
|  | Zhuchengtyrannus magnus                                                        |
|  |                                                                                |

|  | Tarbosaurus bataar      |
|  |                         |
|  | Zhuchengtyrannus magnus |
|  |                         |

|  | Tyrannosaurus rex                                                              |
|  |                                                                                |
|  | \| \| Tarbosaurus bataar \| \| \| \| \| \| Zhuchengtyrannus magnus \| \| \| \| |
|  |                                                                                |
|  | Tarbosaurus bataar                                                             |
|  |                                                                                |
|  | Zhuchengtyrannus magnus                                                        |
|  |                                                                                |

|  | Tarbosaurus bataar      |
|  |                         |
|  | Zhuchengtyrannus magnus |
|  |                         |

|  | Tyrannosaurus rex                                                              |
|  |                                                                                |
|  | \| \| Tarbosaurus bataar \| \| \| \| \| \| Zhuchengtyrannus magnus \| \| \| \| |
|  |                                                                                |
|  | Tarbosaurus bataar                                                             |
|  |                                                                                |
|  | Zhuchengtyrannus magnus                                                        |
|  |                                                                                |

|  | Tarbosaurus bataar      |
|  |                         |
|  | Zhuchengtyrannus magnus |
|  |                         |

|  | Tyrannosaurus rex                                                              |
|  |                                                                                |
|  | \| \| Tarbosaurus bataar \| \| \| \| \| \| Zhuchengtyrannus magnus \| \| \| \| |
|  |                                                                                |
|  | Tarbosaurus bataar                                                             |
|  |                                                                                |
|  | Zhuchengtyrannus magnus                                                        |
|  |                                                                                |

|  | Tarbosaurus bataar      |
|  |                         |
|  | Zhuchengtyrannus magnus |
|  |                         |

|  | Tyrannosaurus rex                                                              |
|  |                                                                                |
|  | \| \| Tarbosaurus bataar \| \| \| \| \| \| Zhuchengtyrannus magnus \| \| \| \| |
|  |                                                                                |
|  | Tarbosaurus bataar                                                             |
|  |                                                                                |
|  | Zhuchengtyrannus magnus                                                        |
|  |                                                                                |

|  | Tarbosaurus bataar      |
|  |                         |
|  | Zhuchengtyrannus magnus |
|  |                         |

|  | Tyrannosaurus rex                                                              |
|  |                                                                                |
|  | \| \| Tarbosaurus bataar \| \| \| \| \| \| Zhuchengtyrannus magnus \| \| \| \| |
|  |                                                                                |
|  | Tarbosaurus bataar                                                             |
|  |                                                                                |
|  | Zhuchengtyrannus magnus                                                        |
|  |                                                                                |

|  | Tarbosaurus bataar      |
|  |                         |
|  | Zhuchengtyrannus magnus |
|  |                         |

|  | Tyrannosaurus rex                                                              |
|  |                                                                                |
|  | \| \| Tarbosaurus bataar \| \| \| \| \| \| Zhuchengtyrannus magnus \| \| \| \| |
|  |                                                                                |
|  | Tarbosaurus bataar                                                             |
|  |                                                                                |
|  | Zhuchengtyrannus magnus                                                        |
|  |                                                                                |

|  | Tarbosaurus bataar      |
|  |                         |
|  | Zhuchengtyrannus magnus |
|  |                         |

|  | Tyrannosaurus rex                                                              |
|  |                                                                                |
|  | \| \| Tarbosaurus bataar \| \| \| \| \| \| Zhuchengtyrannus magnus \| \| \| \| |
|  |                                                                                |
|  | Tarbosaurus bataar                                                             |
|  |                                                                                |
|  | Zhuchengtyrannus magnus                                                        |
|  |                                                                                |

|  | Tarbosaurus bataar      |
|  |                         |
|  | Zhuchengtyrannus magnus |
|  |                         |

|  | Tyrannosaurus rex                                                              |
|  |                                                                                |
|  | \| \| Tarbosaurus bataar \| \| \| \| \| \| Zhuchengtyrannus magnus \| \| \| \| |
|  |                                                                                |
|  | Tarbosaurus bataar                                                             |
|  |                                                                                |
|  | Zhuchengtyrannus magnus                                                        |
|  |                                                                                |

|  | Tarbosaurus bataar      |
|  |                         |
|  | Zhuchengtyrannus magnus |
|  |                         |

|  | Tyrannosaurus rex                                                              |
|  |                                                                                |
|  | \| \| Tarbosaurus bataar \| \| \| \| \| \| Zhuchengtyrannus magnus \| \| \| \| |
|  |                                                                                |
|  | Tarbosaurus bataar                                                             |
|  |                                                                                |
|  | Zhuchengtyrannus magnus                                                        |
|  |                                                                                |

|  | Tarbosaurus bataar      |
|  |                         |
|  | Zhuchengtyrannus magnus |
|  |                         |

|  | Tyrannosaurus rex                                                              |
|  |                                                                                |
|  | \| \| Tarbosaurus bataar \| \| \| \| \| \| Zhuchengtyrannus magnus \| \| \| \| |
|  |                                                                                |
|  | Tarbosaurus bataar                                                             |
|  |                                                                                |
|  | Zhuchengtyrannus magnus                                                        |
|  |                                                                                |

|  | Tarbosaurus bataar      |
|  |                         |
|  | Zhuchengtyrannus magnus |
|  |                         |

|  | Tyrannosaurus rex                                                              |
|  |                                                                                |
|  | \| \| Tarbosaurus bataar \| \| \| \| \| \| Zhuchengtyrannus magnus \| \| \| \| |
|  |                                                                                |
|  | Tarbosaurus bataar                                                             |
|  |                                                                                |
|  | Zhuchengtyrannus magnus                                                        |
|  |                                                                                |

|  | Tarbosaurus bataar      |
|  |                         |
|  | Zhuchengtyrannus magnus |
|  |                         |

|  | Tyrannosaurus rex                                                              |
|  |                                                                                |
|  | \| \| Tarbosaurus bataar \| \| \| \| \| \| Zhuchengtyrannus magnus \| \| \| \| |
|  |                                                                                |
|  | Tarbosaurus bataar                                                             |
|  |                                                                                |
|  | Zhuchengtyrannus magnus                                                        |
|  |                                                                                |

|  | Tarbosaurus bataar      |
|  |                         |
|  | Zhuchengtyrannus magnus |
|  |                         |

|  | Tyrannosaurus rex                                                              |
|  |                                                                                |
|  | \| \| Tarbosaurus bataar \| \| \| \| \| \| Zhuchengtyrannus magnus \| \| \| \| |
|  |                                                                                |
|  | Tarbosaurus bataar                                                             |
|  |                                                                                |
|  | Zhuchengtyrannus magnus                                                        |
|  |                                                                                |

|  | Tarbosaurus bataar      |
|  |                         |
|  | Zhuchengtyrannus magnus |
|  |                         |

|  | Tyrannosaurus rex                                                              |
|  |                                                                                |
|  | \| \| Tarbosaurus bataar \| \| \| \| \| \| Zhuchengtyrannus magnus \| \| \| \| |
|  |                                                                                |
|  | Tarbosaurus bataar                                                             |
|  |                                                                                |
|  | Zhuchengtyrannus magnus                                                        |
|  |                                                                                |

|  | Tarbosaurus bataar      |
|  |                         |
|  | Zhuchengtyrannus magnus |
|  |                         |

|  | Tyrannosaurus rex                                                              |
|  |                                                                                |
|  | \| \| Tarbosaurus bataar \| \| \| \| \| \| Zhuchengtyrannus magnus \| \| \| \| |
|  |                                                                                |
|  | Tarbosaurus bataar                                                             |
|  |                                                                                |
|  | Zhuchengtyrannus magnus                                                        |
|  |                                                                                |

|  | Tarbosaurus bataar      |
|  |                         |
|  | Zhuchengtyrannus magnus |
|  |                         |

|  | Tyrannosaurus rex                                                              |
|  |                                                                                |
|  | \| \| Tarbosaurus bataar \| \| \| \| \| \| Zhuchengtyrannus magnus \| \| \| \| |
|  |                                                                                |
|  | Tarbosaurus bataar                                                             |
|  |                                                                                |
|  | Zhuchengtyrannus magnus                                                        |
|  |                                                                                |

|  | Tarbosaurus bataar      |
|  |                         |
|  | Zhuchengtyrannus magnus |
|  |                         |

|  | Tyrannosaurus rex                                                              |
|  |                                                                                |
|  | \| \| Tarbosaurus bataar \| \| \| \| \| \| Zhuchengtyrannus magnus \| \| \| \| |
|  |                                                                                |
|  | Tarbosaurus bataar                                                             |
|  |                                                                                |
|  | Zhuchengtyrannus magnus                                                        |
|  |                                                                                |

|  | Tarbosaurus bataar      |
|  |                         |
|  | Zhuchengtyrannus magnus |
|  |                         |

|  | Tyrannosaurus rex                                                              |
|  |                                                                                |
|  | \| \| Tarbosaurus bataar \| \| \| \| \| \| Zhuchengtyrannus magnus \| \| \| \| |
|  |                                                                                |
|  | Tarbosaurus bataar                                                             |
|  |                                                                                |
|  | Zhuchengtyrannus magnus                                                        |
|  |                                                                                |

|  | Tarbosaurus bataar      |
|  |                         |
|  | Zhuchengtyrannus magnus |
|  |                         |

|  | Gorgosaurus libratus      |
|  |                           |
|  | Albertosaurus sarcophagus |
|  |                           |

|  | Tyrannosaurus rex                                                              |
|  |                                                                                |
|  | \| \| Tarbosaurus bataar \| \| \| \| \| \| Zhuchengtyrannus magnus \| \| \| \| |
|  |                                                                                |
|  | Tarbosaurus bataar                                                             |
|  |                                                                                |
|  | Zhuchengtyrannus magnus                                                        |
|  |                                                                                |

|  | Tarbosaurus bataar      |
|  |                         |
|  | Zhuchengtyrannus magnus |
|  |                         |

|  | Tyrannosaurus rex                                                              |
|  |                                                                                |
|  | \| \| Tarbosaurus bataar \| \| \| \| \| \| Zhuchengtyrannus magnus \| \| \| \| |
|  |                                                                                |
|  | Tarbosaurus bataar                                                             |
|  |                                                                                |
|  | Zhuchengtyrannus magnus                                                        |
|  |                                                                                |

|  | Tarbosaurus bataar      |
|  |                         |
|  | Zhuchengtyrannus magnus |
|  |                         |

|  | Tyrannosaurus rex                                                              |
|  |                                                                                |
|  | \| \| Tarbosaurus bataar \| \| \| \| \| \| Zhuchengtyrannus magnus \| \| \| \| |
|  |                                                                                |
|  | Tarbosaurus bataar                                                             |
|  |                                                                                |
|  | Zhuchengtyrannus magnus                                                        |
|  |                                                                                |

|  | Tarbosaurus bataar      |
|  |                         |
|  | Zhuchengtyrannus magnus |
|  |                         |

|  | Tyrannosaurus rex                                                              |
|  |                                                                                |
|  | \| \| Tarbosaurus bataar \| \| \| \| \| \| Zhuchengtyrannus magnus \| \| \| \| |
|  |                                                                                |
|  | Tarbosaurus bataar                                                             |
|  |                                                                                |
|  | Zhuchengtyrannus magnus                                                        |
|  |                                                                                |

|  | Tarbosaurus bataar      |
|  |                         |
|  | Zhuchengtyrannus magnus |
|  |                         |

|  | Tyrannosaurus rex                                                              |
|  |                                                                                |
|  | \| \| Tarbosaurus bataar \| \| \| \| \| \| Zhuchengtyrannus magnus \| \| \| \| |
|  |                                                                                |
|  | Tarbosaurus bataar                                                             |
|  |                                                                                |
|  | Zhuchengtyrannus magnus                                                        |
|  |                                                                                |

|  | Tarbosaurus bataar      |
|  |                         |
|  | Zhuchengtyrannus magnus |
|  |                         |

|  | Tyrannosaurus rex                                                              |
|  |                                                                                |
|  | \| \| Tarbosaurus bataar \| \| \| \| \| \| Zhuchengtyrannus magnus \| \| \| \| |
|  |                                                                                |
|  | Tarbosaurus bataar                                                             |
|  |                                                                                |
|  | Zhuchengtyrannus magnus                                                        |
|  |                                                                                |

|  | Tarbosaurus bataar      |
|  |                         |
|  | Zhuchengtyrannus magnus |
|  |                         |

|  | Tyrannosaurus rex                                                              |
|  |                                                                                |
|  | \| \| Tarbosaurus bataar \| \| \| \| \| \| Zhuchengtyrannus magnus \| \| \| \| |
|  |                                                                                |
|  | Tarbosaurus bataar                                                             |
|  |                                                                                |
|  | Zhuchengtyrannus magnus                                                        |
|  |                                                                                |

|  | Tarbosaurus bataar      |
|  |                         |
|  | Zhuchengtyrannus magnus |
|  |                         |

|  | Tyrannosaurus rex                                                              |
|  |                                                                                |
|  | \| \| Tarbosaurus bataar \| \| \| \| \| \| Zhuchengtyrannus magnus \| \| \| \| |
|  |                                                                                |
|  | Tarbosaurus bataar                                                             |
|  |                                                                                |
|  | Zhuchengtyrannus magnus                                                        |
|  |                                                                                |

|  | Tarbosaurus bataar      |
|  |                         |
|  | Zhuchengtyrannus magnus |
|  |                         |

|  | Tyrannosaurus rex                                                              |
|  |                                                                                |
|  | \| \| Tarbosaurus bataar \| \| \| \| \| \| Zhuchengtyrannus magnus \| \| \| \| |
|  |                                                                                |
|  | Tarbosaurus bataar                                                             |
|  |                                                                                |
|  | Zhuchengtyrannus magnus                                                        |
|  |                                                                                |

|  | Tarbosaurus bataar      |
|  |                         |
|  | Zhuchengtyrannus magnus |
|  |                         |

|  | Tyrannosaurus rex                                                              |
|  |                                                                                |
|  | \| \| Tarbosaurus bataar \| \| \| \| \| \| Zhuchengtyrannus magnus \| \| \| \| |
|  |                                                                                |
|  | Tarbosaurus bataar                                                             |
|  |                                                                                |
|  | Zhuchengtyrannus magnus                                                        |
|  |                                                                                |

|  | Tarbosaurus bataar      |
|  |                         |
|  | Zhuchengtyrannus magnus |
|  |                         |

|  | Tyrannosaurus rex                                                              |
|  |                                                                                |
|  | \| \| Tarbosaurus bataar \| \| \| \| \| \| Zhuchengtyrannus magnus \| \| \| \| |
|  |                                                                                |
|  | Tarbosaurus bataar                                                             |
|  |                                                                                |
|  | Zhuchengtyrannus magnus                                                        |
|  |                                                                                |

|  | Tarbosaurus bataar      |
|  |                         |
|  | Zhuchengtyrannus magnus |
|  |                         |

|  | Tyrannosaurus rex                                                              |
|  |                                                                                |
|  | \| \| Tarbosaurus bataar \| \| \| \| \| \| Zhuchengtyrannus magnus \| \| \| \| |
|  |                                                                                |
|  | Tarbosaurus bataar                                                             |
|  |                                                                                |
|  | Zhuchengtyrannus magnus                                                        |
|  |                                                                                |

|  | Tarbosaurus bataar      |
|  |                         |
|  | Zhuchengtyrannus magnus |
|  |                         |

|  | Tyrannosaurus rex                                                              |
|  |                                                                                |
|  | \| \| Tarbosaurus bataar \| \| \| \| \| \| Zhuchengtyrannus magnus \| \| \| \| |
|  |                                                                                |
|  | Tarbosaurus bataar                                                             |
|  |                                                                                |
|  | Zhuchengtyrannus magnus                                                        |
|  |                                                                                |

|  | Tarbosaurus bataar      |
|  |                         |
|  | Zhuchengtyrannus magnus |
|  |                         |

|  | Tyrannosaurus rex                                                              |
|  |                                                                                |
|  | \| \| Tarbosaurus bataar \| \| \| \| \| \| Zhuchengtyrannus magnus \| \| \| \| |
|  |                                                                                |
|  | Tarbosaurus bataar                                                             |
|  |                                                                                |
|  | Zhuchengtyrannus magnus                                                        |
|  |                                                                                |

|  | Tarbosaurus bataar      |
|  |                         |
|  | Zhuchengtyrannus magnus |
|  |                         |

|  | Tyrannosaurus rex                                                              |
|  |                                                                                |
|  | \| \| Tarbosaurus bataar \| \| \| \| \| \| Zhuchengtyrannus magnus \| \| \| \| |
|  |                                                                                |
|  | Tarbosaurus bataar                                                             |
|  |                                                                                |
|  | Zhuchengtyrannus magnus                                                        |
|  |                                                                                |

|  | Tarbosaurus bataar      |
|  |                         |
|  | Zhuchengtyrannus magnus |
|  |                         |

|  | Tyrannosaurus rex                                                              |
|  |                                                                                |
|  | \| \| Tarbosaurus bataar \| \| \| \| \| \| Zhuchengtyrannus magnus \| \| \| \| |
|  |                                                                                |
|  | Tarbosaurus bataar                                                             |
|  |                                                                                |
|  | Zhuchengtyrannus magnus                                                        |
|  |                                                                                |

|  | Tarbosaurus bataar      |
|  |                         |
|  | Zhuchengtyrannus magnus |
|  |                         |

|  | Tyrannosaurus rex                                                              |
|  |                                                                                |
|  | \| \| Tarbosaurus bataar \| \| \| \| \| \| Zhuchengtyrannus magnus \| \| \| \| |
|  |                                                                                |
|  | Tarbosaurus bataar                                                             |
|  |                                                                                |
|  | Zhuchengtyrannus magnus                                                        |
|  |                                                                                |

|  | Tarbosaurus bataar      |
|  |                         |
|  | Zhuchengtyrannus magnus |
|  |                         |

|  | Tyrannosaurus rex                                                              |
|  |                                                                                |
|  | \| \| Tarbosaurus bataar \| \| \| \| \| \| Zhuchengtyrannus magnus \| \| \| \| |
|  |                                                                                |
|  | Tarbosaurus bataar                                                             |
|  |                                                                                |
|  | Zhuchengtyrannus magnus                                                        |
|  |                                                                                |

|  | Tarbosaurus bataar      |
|  |                         |
|  | Zhuchengtyrannus magnus |
|  |                         |

|  | Tyrannosaurus rex                                                              |
|  |                                                                                |
|  | \| \| Tarbosaurus bataar \| \| \| \| \| \| Zhuchengtyrannus magnus \| \| \| \| |
|  |                                                                                |
|  | Tarbosaurus bataar                                                             |
|  |                                                                                |
|  | Zhuchengtyrannus magnus                                                        |
|  |                                                                                |

|  | Tarbosaurus bataar      |
|  |                         |
|  | Zhuchengtyrannus magnus |
|  |                         |

|  | Tyrannosaurus rex                                                              |
|  |                                                                                |
|  | \| \| Tarbosaurus bataar \| \| \| \| \| \| Zhuchengtyrannus magnus \| \| \| \| |
|  |                                                                                |
|  | Tarbosaurus bataar                                                             |
|  |                                                                                |
|  | Zhuchengtyrannus magnus                                                        |
|  |                                                                                |

|  | Tarbosaurus bataar      |
|  |                         |
|  | Zhuchengtyrannus magnus |
|  |                         |

|  | Tyrannosaurus rex                                                              |
|  |                                                                                |
|  | \| \| Tarbosaurus bataar \| \| \| \| \| \| Zhuchengtyrannus magnus \| \| \| \| |
|  |                                                                                |
|  | Tarbosaurus bataar                                                             |
|  |                                                                                |
|  | Zhuchengtyrannus magnus                                                        |
|  |                                                                                |

|  | Tarbosaurus bataar      |
|  |                         |
|  | Zhuchengtyrannus magnus |
|  |                         |

|  | Tyrannosaurus rex                                                              |
|  |                                                                                |
|  | \| \| Tarbosaurus bataar \| \| \| \| \| \| Zhuchengtyrannus magnus \| \| \| \| |
|  |                                                                                |
|  | Tarbosaurus bataar                                                             |
|  |                                                                                |
|  | Zhuchengtyrannus magnus                                                        |
|  |                                                                                |

|  | Tarbosaurus bataar      |
|  |                         |
|  | Zhuchengtyrannus magnus |
|  |                         |

|  | Tyrannosaurus rex                                                              |
|  |                                                                                |
|  | \| \| Tarbosaurus bataar \| \| \| \| \| \| Zhuchengtyrannus magnus \| \| \| \| |
|  |                                                                                |
|  | Tarbosaurus bataar                                                             |
|  |                                                                                |
|  | Zhuchengtyrannus magnus                                                        |
|  |                                                                                |

|  | Tarbosaurus bataar      |
|  |                         |
|  | Zhuchengtyrannus magnus |
|  |                         |

|  | Tyrannosaurus rex                                                              |
|  |                                                                                |
|  | \| \| Tarbosaurus bataar \| \| \| \| \| \| Zhuchengtyrannus magnus \| \| \| \| |
|  |                                                                                |
|  | Tarbosaurus bataar                                                             |
|  |                                                                                |
|  | Zhuchengtyrannus magnus                                                        |
|  |                                                                                |

|  | Tarbosaurus bataar      |
|  |                         |
|  | Zhuchengtyrannus magnus |
|  |                         |

|  | Tyrannosaurus rex                                                              |
|  |                                                                                |
|  | \| \| Tarbosaurus bataar \| \| \| \| \| \| Zhuchengtyrannus magnus \| \| \| \| |
|  |                                                                                |
|  | Tarbosaurus bataar                                                             |
|  |                                                                                |
|  | Zhuchengtyrannus magnus                                                        |
|  |                                                                                |

|  | Tarbosaurus bataar      |
|  |                         |
|  | Zhuchengtyrannus magnus |
|  |                         |

|  | Tyrannosaurus rex                                                              |
|  |                                                                                |
|  | \| \| Tarbosaurus bataar \| \| \| \| \| \| Zhuchengtyrannus magnus \| \| \| \| |
|  |                                                                                |
|  | Tarbosaurus bataar                                                             |
|  |                                                                                |
|  | Zhuchengtyrannus magnus                                                        |
|  |                                                                                |

|  | Tarbosaurus bataar      |
|  |                         |
|  | Zhuchengtyrannus magnus |
|  |                         |

|  | Tyrannosaurus rex                                                              |
|  |                                                                                |
|  | \| \| Tarbosaurus bataar \| \| \| \| \| \| Zhuchengtyrannus magnus \| \| \| \| |
|  |                                                                                |
|  | Tarbosaurus bataar                                                             |
|  |                                                                                |
|  | Zhuchengtyrannus magnus                                                        |
|  |                                                                                |

|  | Tarbosaurus bataar      |
|  |                         |
|  | Zhuchengtyrannus magnus |
|  |                         |

|  | Tyrannosaurus rex                                                              |
|  |                                                                                |
|  | \| \| Tarbosaurus bataar \| \| \| \| \| \| Zhuchengtyrannus magnus \| \| \| \| |
|  |                                                                                |
|  | Tarbosaurus bataar                                                             |
|  |                                                                                |
|  | Zhuchengtyrannus magnus                                                        |
|  |                                                                                |

|  | Tarbosaurus bataar      |
|  |                         |
|  | Zhuchengtyrannus magnus |
|  |                         |

|  | Tyrannosaurus rex                                                              |
|  |                                                                                |
|  | \| \| Tarbosaurus bataar \| \| \| \| \| \| Zhuchengtyrannus magnus \| \| \| \| |
|  |                                                                                |
|  | Tarbosaurus bataar                                                             |
|  |                                                                                |
|  | Zhuchengtyrannus magnus                                                        |
|  |                                                                                |

|  | Tarbosaurus bataar      |
|  |                         |
|  | Zhuchengtyrannus magnus |
|  |                         |

|  | Tyrannosaurus rex                                                              |
|  |                                                                                |
|  | \| \| Tarbosaurus bataar \| \| \| \| \| \| Zhuchengtyrannus magnus \| \| \| \| |
|  |                                                                                |
|  | Tarbosaurus bataar                                                             |
|  |                                                                                |
|  | Zhuchengtyrannus magnus                                                        |
|  |                                                                                |

|  | Tarbosaurus bataar      |
|  |                         |
|  | Zhuchengtyrannus magnus |
|  |                         |

|  | Tyrannosaurus rex                                                              |
|  |                                                                                |
|  | \| \| Tarbosaurus bataar \| \| \| \| \| \| Zhuchengtyrannus magnus \| \| \| \| |
|  |                                                                                |
|  | Tarbosaurus bataar                                                             |
|  |                                                                                |
|  | Zhuchengtyrannus magnus                                                        |
|  |                                                                                |

|  | Tarbosaurus bataar      |
|  |                         |
|  | Zhuchengtyrannus magnus |
|  |                         |

|  | Tyrannosaurus rex                                                              |
|  |                                                                                |
|  | \| \| Tarbosaurus bataar \| \| \| \| \| \| Zhuchengtyrannus magnus \| \| \| \| |
|  |                                                                                |
|  | Tarbosaurus bataar                                                             |
|  |                                                                                |
|  | Zhuchengtyrannus magnus                                                        |
|  |                                                                                |

|  | Tarbosaurus bataar      |
|  |                         |
|  | Zhuchengtyrannus magnus |
|  |                         |

|  | Tyrannosaurus rex                                                              |
|  |                                                                                |
|  | \| \| Tarbosaurus bataar \| \| \| \| \| \| Zhuchengtyrannus magnus \| \| \| \| |
|  |                                                                                |
|  | Tarbosaurus bataar                                                             |
|  |                                                                                |
|  | Zhuchengtyrannus magnus                                                        |
|  |                                                                                |

|  | Tarbosaurus bataar      |
|  |                         |
|  | Zhuchengtyrannus magnus |
|  |                         |

|  | Tyrannosaurus rex                                                              |
|  |                                                                                |
|  | \| \| Tarbosaurus bataar \| \| \| \| \| \| Zhuchengtyrannus magnus \| \| \| \| |
|  |                                                                                |
|  | Tarbosaurus bataar                                                             |
|  |                                                                                |
|  | Zhuchengtyrannus magnus                                                        |
|  |                                                                                |

|  | Tarbosaurus bataar      |
|  |                         |
|  | Zhuchengtyrannus magnus |
|  |                         |

|  | Tyrannosaurus rex                                                              |
|  |                                                                                |
|  | \| \| Tarbosaurus bataar \| \| \| \| \| \| Zhuchengtyrannus magnus \| \| \| \| |
|  |                                                                                |
|  | Tarbosaurus bataar                                                             |
|  |                                                                                |
|  | Zhuchengtyrannus magnus                                                        |
|  |                                                                                |

|  | Tarbosaurus bataar      |
|  |                         |
|  | Zhuchengtyrannus magnus |
|  |                         |

|  | Tyrannosaurus rex                                                              |
|  |                                                                                |
|  | \| \| Tarbosaurus bataar \| \| \| \| \| \| Zhuchengtyrannus magnus \| \| \| \| |
|  |                                                                                |
|  | Tarbosaurus bataar                                                             |
|  |                                                                                |
|  | Zhuchengtyrannus magnus                                                        |
|  |                                                                                |

|  | Tarbosaurus bataar      |
|  |                         |
|  | Zhuchengtyrannus magnus |
|  |                         |

|  | Tyrannosaurus rex                                                              |
|  |                                                                                |
|  | \| \| Tarbosaurus bataar \| \| \| \| \| \| Zhuchengtyrannus magnus \| \| \| \| |
|  |                                                                                |
|  | Tarbosaurus bataar                                                             |
|  |                                                                                |
|  | Zhuchengtyrannus magnus                                                        |
|  |                                                                                |

|  | Tarbosaurus bataar      |
|  |                         |
|  | Zhuchengtyrannus magnus |
|  |                         |

|  | Tyrannosaurus rex                                                              |
|  |                                                                                |
|  | \| \| Tarbosaurus bataar \| \| \| \| \| \| Zhuchengtyrannus magnus \| \| \| \| |
|  |                                                                                |
|  | Tarbosaurus bataar                                                             |
|  |                                                                                |
|  | Zhuchengtyrannus magnus                                                        |
|  |                                                                                |

|  | Tarbosaurus bataar      |
|  |                         |
|  | Zhuchengtyrannus magnus |
|  |                         |

|  | Tyrannosaurus rex                                                              |
|  |                                                                                |
|  | \| \| Tarbosaurus bataar \| \| \| \| \| \| Zhuchengtyrannus magnus \| \| \| \| |
|  |                                                                                |
|  | Tarbosaurus bataar                                                             |
|  |                                                                                |
|  | Zhuchengtyrannus magnus                                                        |
|  |                                                                                |

|  | Tarbosaurus bataar      |
|  |                         |
|  | Zhuchengtyrannus magnus |
|  |                         |

|  | Tyrannosaurus rex                                                              |
|  |                                                                                |
|  | \| \| Tarbosaurus bataar \| \| \| \| \| \| Zhuchengtyrannus magnus \| \| \| \| |
|  |                                                                                |
|  | Tarbosaurus bataar                                                             |
|  |                                                                                |
|  | Zhuchengtyrannus magnus                                                        |
|  |                                                                                |

|  | Tarbosaurus bataar      |
|  |                         |
|  | Zhuchengtyrannus magnus |
|  |                         |

|  | Tyrannosaurus rex                                                              |
|  |                                                                                |
|  | \| \| Tarbosaurus bataar \| \| \| \| \| \| Zhuchengtyrannus magnus \| \| \| \| |
|  |                                                                                |
|  | Tarbosaurus bataar                                                             |
|  |                                                                                |
|  | Zhuchengtyrannus magnus                                                        |
|  |                                                                                |

|  | Tarbosaurus bataar      |
|  |                         |
|  | Zhuchengtyrannus magnus |
|  |                         |

|  | Tyrannosaurus rex                                                              |
|  |                                                                                |
|  | \| \| Tarbosaurus bataar \| \| \| \| \| \| Zhuchengtyrannus magnus \| \| \| \| |
|  |                                                                                |
|  | Tarbosaurus bataar                                                             |
|  |                                                                                |
|  | Zhuchengtyrannus magnus                                                        |
|  |                                                                                |

|  | Tarbosaurus bataar      |
|  |                         |
|  | Zhuchengtyrannus magnus |
|  |                         |

|  | Tyrannosaurus rex                                                              |
|  |                                                                                |
|  | \| \| Tarbosaurus bataar \| \| \| \| \| \| Zhuchengtyrannus magnus \| \| \| \| |
|  |                                                                                |
|  | Tarbosaurus bataar                                                             |
|  |                                                                                |
|  | Zhuchengtyrannus magnus                                                        |
|  |                                                                                |

|  | Tarbosaurus bataar      |
|  |                         |
|  | Zhuchengtyrannus magnus |
|  |                         |

|  | Tyrannosaurus rex                                                              |
|  |                                                                                |
|  | \| \| Tarbosaurus bataar \| \| \| \| \| \| Zhuchengtyrannus magnus \| \| \| \| |
|  |                                                                                |
|  | Tarbosaurus bataar                                                             |
|  |                                                                                |
|  | Zhuchengtyrannus magnus                                                        |
|  |                                                                                |

|  | Tarbosaurus bataar      |
|  |                         |
|  | Zhuchengtyrannus magnus |
|  |                         |

|  | Tyrannosaurus rex                                                              |
|  |                                                                                |
|  | \| \| Tarbosaurus bataar \| \| \| \| \| \| Zhuchengtyrannus magnus \| \| \| \| |
|  |                                                                                |
|  | Tarbosaurus bataar                                                             |
|  |                                                                                |
|  | Zhuchengtyrannus magnus                                                        |
|  |                                                                                |

|  | Tarbosaurus bataar      |
|  |                         |
|  | Zhuchengtyrannus magnus |
|  |                         |

|  | Tyrannosaurus rex                                                              |
|  |                                                                                |
|  | \| \| Tarbosaurus bataar \| \| \| \| \| \| Zhuchengtyrannus magnus \| \| \| \| |
|  |                                                                                |
|  | Tarbosaurus bataar                                                             |
|  |                                                                                |
|  | Zhuchengtyrannus magnus                                                        |
|  |                                                                                |

|  | Tarbosaurus bataar      |
|  |                         |
|  | Zhuchengtyrannus magnus |
|  |                         |

|  | Tyrannosaurus rex                                                              |
|  |                                                                                |
|  | \| \| Tarbosaurus bataar \| \| \| \| \| \| Zhuchengtyrannus magnus \| \| \| \| |
|  |                                                                                |
|  | Tarbosaurus bataar                                                             |
|  |                                                                                |
|  | Zhuchengtyrannus magnus                                                        |
|  |                                                                                |

|  | Tarbosaurus bataar      |
|  |                         |
|  | Zhuchengtyrannus magnus |
|  |                         |

|  | Tyrannosaurus rex                                                              |
|  |                                                                                |
|  | \| \| Tarbosaurus bataar \| \| \| \| \| \| Zhuchengtyrannus magnus \| \| \| \| |
|  |                                                                                |
|  | Tarbosaurus bataar                                                             |
|  |                                                                                |
|  | Zhuchengtyrannus magnus                                                        |
|  |                                                                                |

|  | Tarbosaurus bataar      |
|  |                         |
|  | Zhuchengtyrannus magnus |
|  |                         |

|  | Tyrannosaurus rex                                                              |
|  |                                                                                |
|  | \| \| Tarbosaurus bataar \| \| \| \| \| \| Zhuchengtyrannus magnus \| \| \| \| |
|  |                                                                                |
|  | Tarbosaurus bataar                                                             |
|  |                                                                                |
|  | Zhuchengtyrannus magnus                                                        |
|  |                                                                                |

|  | Tarbosaurus bataar      |
|  |                         |
|  | Zhuchengtyrannus magnus |
|  |                         |

|  | Tyrannosaurus rex                                                              |
|  |                                                                                |
|  | \| \| Tarbosaurus bataar \| \| \| \| \| \| Zhuchengtyrannus magnus \| \| \| \| |
|  |                                                                                |
|  | Tarbosaurus bataar                                                             |
|  |                                                                                |
|  | Zhuchengtyrannus magnus                                                        |
|  |                                                                                |

|  | Tarbosaurus bataar      |
|  |                         |
|  | Zhuchengtyrannus magnus |
|  |                         |

|  | Tyrannosaurus rex                                                              |
|  |                                                                                |
|  | \| \| Tarbosaurus bataar \| \| \| \| \| \| Zhuchengtyrannus magnus \| \| \| \| |
|  |                                                                                |
|  | Tarbosaurus bataar                                                             |
|  |                                                                                |
|  | Zhuchengtyrannus magnus                                                        |
|  |                                                                                |

|  | Tarbosaurus bataar      |
|  |                         |
|  | Zhuchengtyrannus magnus |
|  |                         |

|  | Tyrannosaurus rex                                                              |
|  |                                                                                |
|  | \| \| Tarbosaurus bataar \| \| \| \| \| \| Zhuchengtyrannus magnus \| \| \| \| |
|  |                                                                                |
|  | Tarbosaurus bataar                                                             |
|  |                                                                                |
|  | Zhuchengtyrannus magnus                                                        |
|  |                                                                                |

|  | Tarbosaurus bataar      |
|  |                         |
|  | Zhuchengtyrannus magnus |
|  |                         |

|  | Tyrannosaurus rex                                                              |
|  |                                                                                |
|  | \| \| Tarbosaurus bataar \| \| \| \| \| \| Zhuchengtyrannus magnus \| \| \| \| |
|  |                                                                                |
|  | Tarbosaurus bataar                                                             |
|  |                                                                                |
|  | Zhuchengtyrannus magnus                                                        |
|  |                                                                                |

|  | Tarbosaurus bataar      |
|  |                         |
|  | Zhuchengtyrannus magnus |
|  |                         |

|  | Tyrannosaurus rex                                                              |
|  |                                                                                |
|  | \| \| Tarbosaurus bataar \| \| \| \| \| \| Zhuchengtyrannus magnus \| \| \| \| |
|  |                                                                                |
|  | Tarbosaurus bataar                                                             |
|  |                                                                                |
|  | Zhuchengtyrannus magnus                                                        |
|  |                                                                                |

|  | Tarbosaurus bataar      |
|  |                         |
|  | Zhuchengtyrannus magnus |
|  |                         |

|  | Tyrannosaurus rex                                                              |
|  |                                                                                |
|  | \| \| Tarbosaurus bataar \| \| \| \| \| \| Zhuchengtyrannus magnus \| \| \| \| |
|  |                                                                                |
|  | Tarbosaurus bataar                                                             |
|  |                                                                                |
|  | Zhuchengtyrannus magnus                                                        |
|  |                                                                                |

|  | Tarbosaurus bataar      |
|  |                         |
|  | Zhuchengtyrannus magnus |
|  |                         |

|  | Tyrannosaurus rex                                                              |
|  |                                                                                |
|  | \| \| Tarbosaurus bataar \| \| \| \| \| \| Zhuchengtyrannus magnus \| \| \| \| |
|  |                                                                                |
|  | Tarbosaurus bataar                                                             |
|  |                                                                                |
|  | Zhuchengtyrannus magnus                                                        |
|  |                                                                                |

|  | Tarbosaurus bataar      |
|  |                         |
|  | Zhuchengtyrannus magnus |
|  |                         |

|  | Tyrannosaurus rex                                                              |
|  |                                                                                |
|  | \| \| Tarbosaurus bataar \| \| \| \| \| \| Zhuchengtyrannus magnus \| \| \| \| |
|  |                                                                                |
|  | Tarbosaurus bataar                                                             |
|  |                                                                                |
|  | Zhuchengtyrannus magnus                                                        |
|  |                                                                                |

|  | Tarbosaurus bataar      |
|  |                         |
|  | Zhuchengtyrannus magnus |
|  |                         |

|  | Tyrannosaurus rex                                                              |
|  |                                                                                |
|  | \| \| Tarbosaurus bataar \| \| \| \| \| \| Zhuchengtyrannus magnus \| \| \| \| |
|  |                                                                                |
|  | Tarbosaurus bataar                                                             |
|  |                                                                                |
|  | Zhuchengtyrannus magnus                                                        |
|  |                                                                                |

|  | Tarbosaurus bataar      |
|  |                         |
|  | Zhuchengtyrannus magnus |
|  |                         |

|  | Tyrannosaurus rex                                                              |
|  |                                                                                |
|  | \| \| Tarbosaurus bataar \| \| \| \| \| \| Zhuchengtyrannus magnus \| \| \| \| |
|  |                                                                                |
|  | Tarbosaurus bataar                                                             |
|  |                                                                                |
|  | Zhuchengtyrannus magnus                                                        |
|  |                                                                                |

|  | Tarbosaurus bataar      |
|  |                         |
|  | Zhuchengtyrannus magnus |
|  |                         |

|  | Tyrannosaurus rex                                                              |
|  |                                                                                |
|  | \| \| Tarbosaurus bataar \| \| \| \| \| \| Zhuchengtyrannus magnus \| \| \| \| |
|  |                                                                                |
|  | Tarbosaurus bataar                                                             |
|  |                                                                                |
|  | Zhuchengtyrannus magnus                                                        |
|  |                                                                                |

|  | Tarbosaurus bataar      |
|  |                         |
|  | Zhuchengtyrannus magnus |
|  |                         |

|  | Tyrannosaurus rex                                                              |
|  |                                                                                |
|  | \| \| Tarbosaurus bataar \| \| \| \| \| \| Zhuchengtyrannus magnus \| \| \| \| |
|  |                                                                                |
|  | Tarbosaurus bataar                                                             |
|  |                                                                                |
|  | Zhuchengtyrannus magnus                                                        |
|  |                                                                                |

|  | Tarbosaurus bataar      |
|  |                         |
|  | Zhuchengtyrannus magnus |
|  |                         |

|  | Tyrannosaurus rex                                                              |
|  |                                                                                |
|  | \| \| Tarbosaurus bataar \| \| \| \| \| \| Zhuchengtyrannus magnus \| \| \| \| |
|  |                                                                                |
|  | Tarbosaurus bataar                                                             |
|  |                                                                                |
|  | Zhuchengtyrannus magnus                                                        |
|  |                                                                                |

|  | Tarbosaurus bataar      |
|  |                         |
|  | Zhuchengtyrannus magnus |
|  |                         |

|  | Tyrannosaurus rex                                                              |
|  |                                                                                |
|  | \| \| Tarbosaurus bataar \| \| \| \| \| \| Zhuchengtyrannus magnus \| \| \| \| |
|  |                                                                                |
|  | Tarbosaurus bataar                                                             |
|  |                                                                                |
|  | Zhuchengtyrannus magnus                                                        |
|  |                                                                                |

|  | Tarbosaurus bataar      |
|  |                         |
|  | Zhuchengtyrannus magnus |
|  |                         |

|  | Tyrannosaurus rex                                                              |
|  |                                                                                |
|  | \| \| Tarbosaurus bataar \| \| \| \| \| \| Zhuchengtyrannus magnus \| \| \| \| |
|  |                                                                                |
|  | Tarbosaurus bataar                                                             |
|  |                                                                                |
|  | Zhuchengtyrannus magnus                                                        |
|  |                                                                                |

|  | Tarbosaurus bataar      |
|  |                         |
|  | Zhuchengtyrannus magnus |
|  |                         |

## Paleobiología

### Cerebro y sentidos
Un estudio realizado por Lawrence Witmer y Ryan Ridgely, de la Universidad de Ohio, descubrió que Tyrannosaurus compartía las habilidades sensoriales mejoradas de otros celurosaurios, destacando movimientos oculares y de cabeza relativamente rápidos y coordinados, una capacidad mejorada para detectar sonidos de baja frecuencia, lo que permitiría a los Tyrannosaurus rastrear los movimientos de sus presas desde largas distancias, y un mayor sentido del olfato. Un estudio publicado por Kent Stevens concluyó que Tyrannosaurus tenía una visión aguda. Al aplicar la perimetría modificada a las reconstrucciones faciales de varios dinosaurios, incluido el Tyrannosaurus, el estudio encontró que el Tyrannosaurus tenía un alcance binocular de 55 grados, superando al de los halcones modernos. Stevens estimó que Tyrannosaurus tenía trece veces la agudeza visual de un humano y superaba la agudeza visual de un águila, que es 3,6 veces la de una persona. Stevens estimó un punto lejano límite, es decir, la distancia a la que un objeto puede verse separado del horizonte, hasta 6000 metros de distancia, que es mayor que los 1600 m que un ser humano puede ver.
Thomas Holtz Jr. señalaría que la percepción de alta profundidad de Tyrannosaurus puede deberse a la presa que tenía que cazar, señalando que tenía que cazar dinosaurios con cuernos como Triceratops, dinosaurios acorazados como Ankylosaurus y los dinosaurios con pico de pato y sus comportamientos sociales posiblemente complejos. Él sugeriría que esto hizo que la precisión fuera más crucial para que a Tyrannosaurus le permitiera "entrar, dar ese golpe y derribarlo". Por el contrario, Acrocanthosaurus tenía una percepción de profundidad limitada porque cazaban grandes saurópodos, que eran relativamente raros durante la época de Tyrannosaurus.
Tyrannosaurus tenía bulbos olfativos muy grandes y nervios olfativos en relación con el tamaño de su cerebro, los órganos responsables de un mayor sentido del olfato. Esto sugiere que el sentido del olfato estaba muy desarrollado e implica que los Tyrannosaurus podían detectar cadáveres solo por el olor a grandes distancias. El sentido del olfato en los Tyrannosaurus puede haber sido comparable al de los buitres modernos, que usan el olor para rastrear los cadáveres para buscar comida. La investigación sobre los bulbos olfativos ha demostrado que T. rex tenía el sentido del olfato más desarrollado de las 21 especies de dinosaurios no aviares muestreadas.

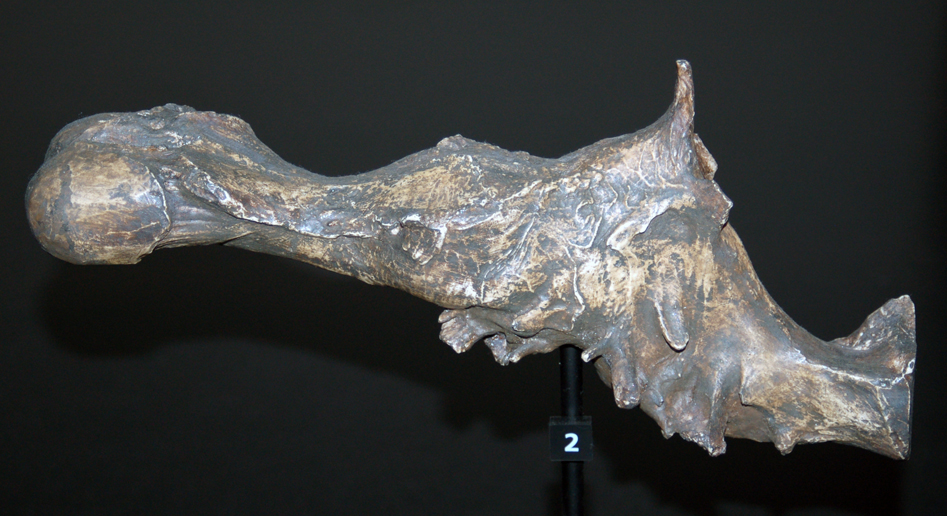
Molde de la caja craneana en el Museo Australiano, Sídney.

Algo inusual entre los terópodos, T. rex tenía una cóclea muy larga. La longitud de la cóclea a menudo se relaciona con la agudeza auditiva, o al menos con la importancia de la audición en el comportamiento, lo que implica que la audición era un sentido particularmente importante para los Tyrannosaurus. Específicamente, los datos sugieren que T. rex escuchaba mejor en el rango de baja frecuencia y que los sonidos de baja frecuencia eran una parte importante del comportamiento del Tyrannosaurus. Un estudio de 2017 realizado por Thomas Carr y sus colegas encontró que el hocico de los tiranosáuridos era muy sensible, basado en una gran cantidad de pequeñas aberturas en los huesos faciales del relacionado Daspletosaurus que contenían neuronas sensoriales. El estudio especuló que los tiranosáuridos podrían haber usado sus sensibles hocicos para medir la temperatura de sus nidos y recoger suavemente los huevos y las crías, como se ve en los cocodrilos modernos.  Otro estudio publicado en 2021 sugiere además que Tyrannosaurus tenía un agudo sentido del tacto, basado en canales neurovasculares en la parte delantera de sus mandíbulas, que podría utilizar para detectar y consumir mejor a sus presas. El estudio, publicado por Kawabe y Hittori et al., sugiere que Tyrannosaurus también podría sentir con precisión ligeras diferencias en el material y el movimiento, lo que le permite utilizar diferentes estrategias de alimentación en diferentes partes de los cadáveres de sus presas según la situación. Los sensibles canales neurovasculares de Tyrannosaurus también probable que se haya adaptado para realizar movimientos y comportamientos finos, como la construcción de nidos, el cuidado de crías y otros comportamientos sociales, como la comunicación intraespecífica. Los resultados de este estudio también se alinean con los resultados obtenidos al estudiar el tiranosáurido relacionado Daspletosaurus horneri y el alosauroide Neovenator, que tienen adaptaciones neurovasculares similares, lo que sugiere que las caras de los terópodos eran muy sensibles a la presión y al tacto. Sin embargo, un estudio más reciente que revisa la evolución de los canales del trigémino entre los saurópsidos señala que una red mucho más densa de canales neurovasculares en el hocico y la mandíbula inferior se encuentra más comúnmente en taxones acuáticos o semiacuáticos; por ejemplo, Spinosaurus, Halszkaraptor, Plesiosaurus  y taxones que desarrollaron una ramfoteca como Caenagnathasia, mientras que la red de canales en Tyrannosaurus parece más simple, aunque aún más derivada que en la mayoría de los ornitisquios, y los taxones terrestres en general, como los tiranosáuridos y Neovenator, pueden haber tenido sensibilidad facial promedio para terópodos terrestres no desdentados, aunque se necesita más investigación. En cambio, los canales neurovasculares en Tyrannosaurus pueden haber soportado estructuras de tejido blando para la termorregulación o la señalización social, lo último de lo cual podría confirmarse por el hecho de que la red de canales neurovasculares puede haber cambiado durante la ontogenia.
Un estudio realizado por Grant R. Hurlburt, Ryan C. Ridgely y Lawrence Witmer obtuvo estimaciones de los cocientes de encefalización (EQ), basadas en reptiles y aves, así como estimaciones de la proporción de cerebro y masa cerebral. El estudio concluyó que Tyrannosaurus tenía el cerebro relativamente más grande de todos los dinosaurios adultos no aviares con la excepción de ciertos pequeños maniraptoriformes, Bambiraptor, Troodon y Ornithomimus. El estudio encontró que el tamaño relativo del cerebro de Tyrannosaurus todavía estaba dentro del rango de los reptiles modernos, siendo como máximo dos desviaciones estándar por encima de la media de los ecualizadores de reptiles no aviares. Las estimaciones de la relación entre las masas cerebrales oscilarían entre 47,5 y 49,53 %. Según el estudio, esto es más que las estimaciones más bajas para las aves existentes, de 44,6 por ciento, pero sigue estando cerca de las proporciones típicas de los caimanes sexualmente maduros más pequeños, que oscilan entre 45,9 y 47,9 %. Otros estudios, como los de Steve Brusatte, indican que el cociente de encefalización de Tyrannosaurus era similar en rango, 2,0 a 2,4, al de un chimpancé, 2,2 a 2,5, aunque esto puede ser discutible ya que los cocientes de encefalización de reptiles y mamíferos no son equivalentes.

### Postura

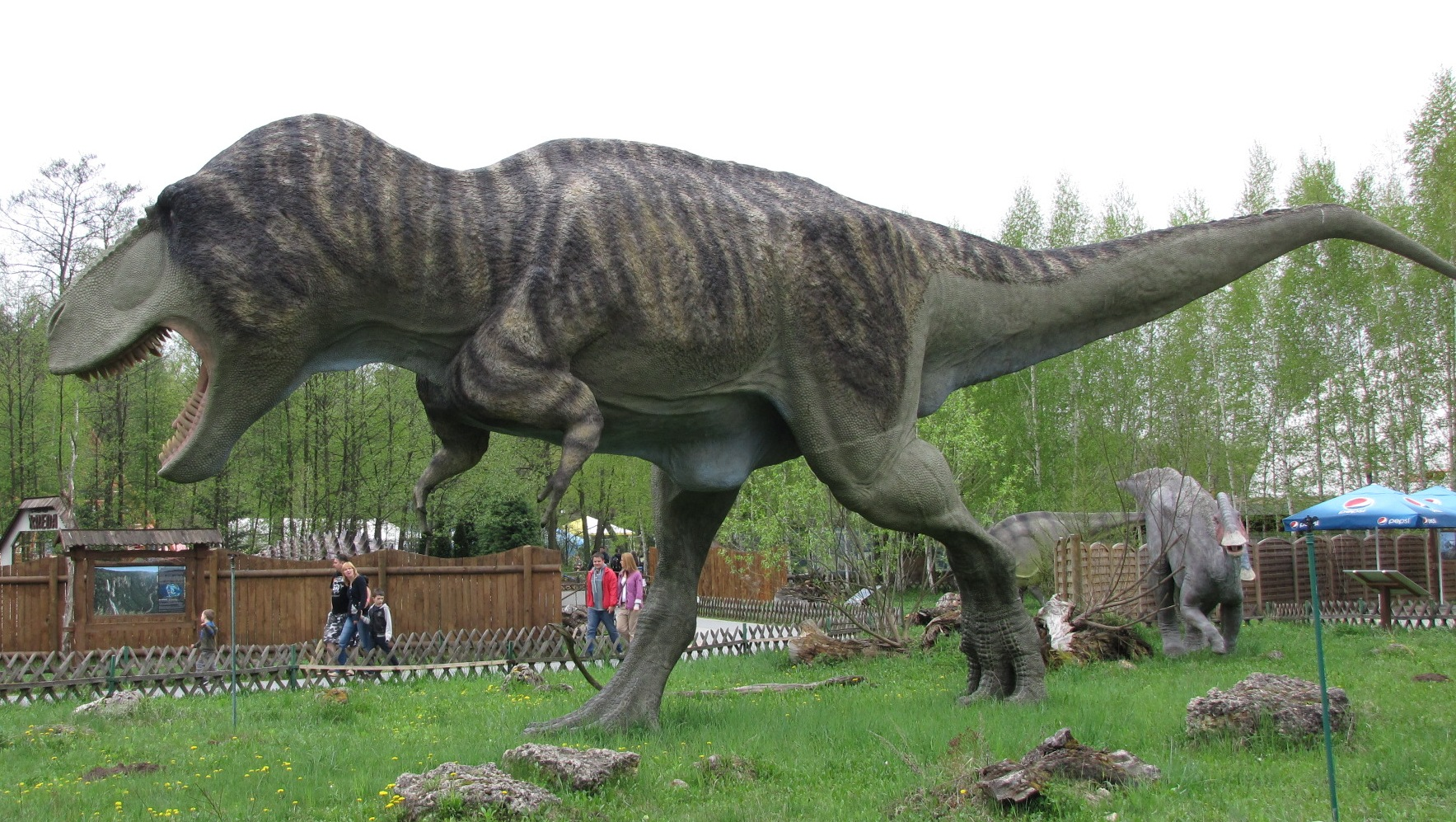
Recreación de un Tyrannosaurus rex basado en los últimos estudios, con la postura correcta

Tyrannosaurus, al igual que todos los terópodos, era bípedo. Sus patas estaban dotadas de un tejido almohadillado que también funcionaba como un resorte. Los huesos largos de las patas estaban fusionados entre sí para transmitir las fuerzas generadas por sus fuertes pisadas, por las piernas, hacia el resto del cuerpo. Al igual que muchos otros dinosaurios bípedos, en los siglos XIX y XX Tyrannosaurus rex fue descrito erróneamente con tres puntos de apoyo en el suelo, posición de trípode, con el cuerpo a 45 grados o menos en postura vertical y la cola arrastrando por el suelo, de modo similar a un canguro. Este concepto data de 1865, cuando Joseph Leidy realizó la reconstrucción de Hadrosaurus, la primera descripción de un dinosaurio en una postura bípeda. Henry Fairfield Osborn, expresidente del Museo Americano de Historia Natural en Nueva York, creyó que la criatura podría colocarse en posición vertical y reforzó aún más esta idea cuando el primer esqueleto completo de Tyrannosaurus rex fue expuesto al público en 1915, que se mantuvo en esta posición vertical durante 77 años, hasta que fue desmantelado en 1992.
En 1970, los científicos se dieron cuenta de que esta postura era incorrecta ya que no podría haber sido mantenida por un animal vivo; habría dado lugar a la dislocación o debilitamiento de varias articulaciones, incluyendo femoroisquiática de las caderas y la articulación atlantoccipital, entre la cabeza y la columna vertebral. El montaje inexacto del Museo Americano ha inspirado muchas representaciones similares en películas y pinturas, como el mural La edad de los reptiles en el Museo Peabody de la Universidad de Yale. Esto sucedió hasta la década de 1990, cuando películas como Parque Jurásico presentaron una postura más exacta al público en general. Las representaciones modernas de T. rex en los museos, el arte y el cine muestran su cuerpo aproximadamente paralelo al suelo y la cola extendida por detrás para equilibrar la cabeza.

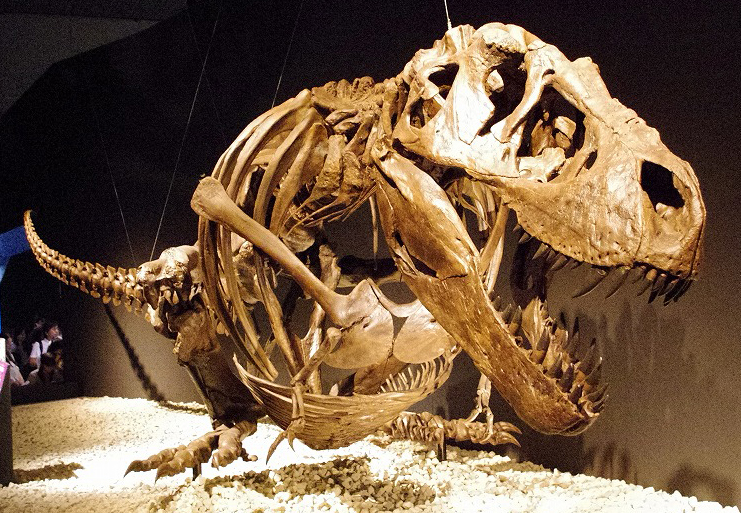
T. rex podría haber usado sus patas delanteras para levantarse después de haber estado en una postura de descanso, como se ve aquí

Para sentarse, Tyrannosaurus pudo haber asentado su peso hacia atrás y apoyado su peso sobre una bota púbica, la amplia expansión al final del pubis en algunos dinosaurios. Con su peso descansando sobre la pelvis, puede haber tenido libertad para mover las patas traseras. Volver a levantarse podría haber implicado cierta estabilización de las diminutas extremidades anteriores. Se ha debatido esta última, conocida como la teoría de las flexiones de Newman. No obstante, Tyrannosaurus probablemente podría levantarse si se caía, lo que solo habría requerido colocar las extremidades debajo del centro de gravedad, con la cola como un contrapeso efectivo. Las fracturas por estrés curadas en las extremidades anteriores se han presentado como evidencia de que los brazos no pueden haber sido muy útiles y como prueba de que efectivamente fueron heridas usadas y adquiridas, como el resto del cuerpo.

### Extremidades superiores
Las extremidades superiores de los tiranosaurios eran relativamente pequeñas en comparación con el resto del cuerpo, pero no eran órganos vestigiales, ya que presentaban grandes áreas para la inserción de los músculos, lo que les brindaba considerable fuerza. Tenían dos dedos y no tres como se creyó erróneamente, hasta que fue confirmado en 1989, cuando se produjo el hallazgo de patas delanteras relativamente completas de Tyrannosaurus rex, perteneciente a MOR 555, el Wankel rex. Los restos de Sue también incluyen patas delanteras completas.

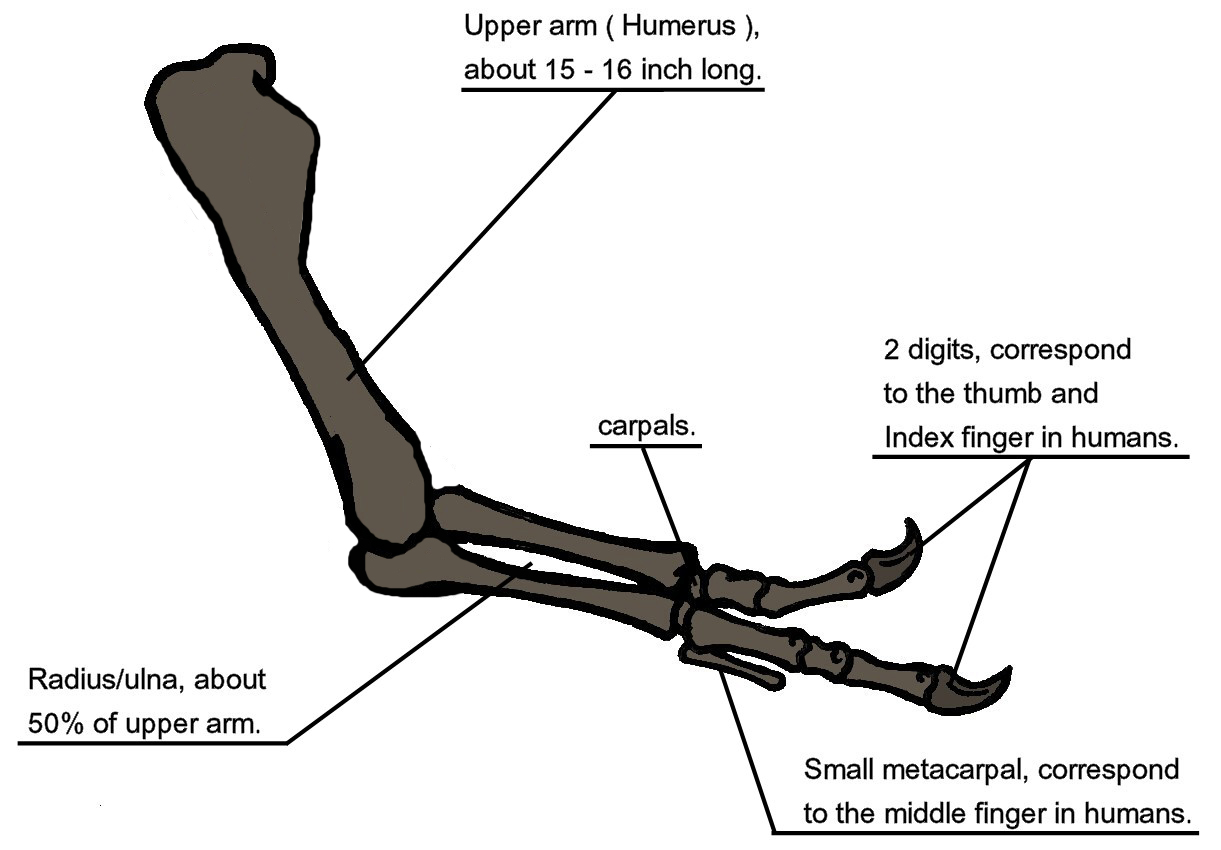
Diagrama que ilustra la anatomía del brazo

Cuando se descubrió el primer ejemplar de Tyrannosaurus rex no se hallaron las extremidades superiores. Para completar el esqueleto original, que fue montado para ser mostrado al público, Osborn sustituyó esa parte restante por los más largos brazos con tres dedos de un Allosaurus. Sin embargo, en 1914, Lawrence Lambe describió una pata delantera de dos dedos para el estrechamente relacionado Gorgosaurus. Esto sugería fuertemente que T. rex tenía extremidades anteriores similares, pero esta hipótesis no se confirmó hasta que se identificaron las primeras extremidades anteriores completas en 1989, pertenecientes a MOR 555, el Wankel rex. Los brazos de T. rex son muy pequeños en relación con el tamaño total del cuerpo; miden solo un metro de largo, y algunos estudiosos los han etiquetado como vestigiales. Sin embargo, los huesos muestran grandes áreas de inserción muscular, lo que indica una fuerza considerable. Los restos de Sue también incluyen miembros anteriores completos. La función de las extremidades superiores es objeto de discusión. En 1906 Osborn especuló que podrían haber servido para atrapar a la pareja durante la copulación. También se ha sugerido que los miembros anteriores se utilizaron para ayudar a los animales a levantarse de una posición de decúbito esternal. Desde entonces, se han propuesto otras funciones, aunque algunos estudiosos las encuentran inverosímiles.
Otra posibilidad es que los miembros anteriores sujetaran a la presa durante la lucha, mientras las enormes mandíbulas del tiranosaurio la mataban. Esta hipótesis se apoya en el análisis biomecánico. Los huesos de las extremidades anteriores de Tyrannosaurus rex presentan un hueso cortical muy grueso, que indica que se desarrollaron para soportar cargas pesadas. El músculo bíceps braquial de un Tyrannosaurus rex adulto era capaz de levantar 199 kilogramos por sí solo, número que aumentaría al actuar con otros músculos, como el músculo braquial. Este último músculo en T. rex era 3,5 veces más poderoso que el equivalente humano. Por otra parte, el antebrazo de Tyrannosaurus tenía una libertad de rotación limitada, con el hombro y codo permitiendo giros de solo hasta 40 y 45 grados, respectivamente. En comparación, las mismas dos articulaciones en Deinonychus permitían movimientos de hasta 88 y 130 grados, respectivamente, mientras que un brazo humano puede girar 360 grados en el hombro y moverse alrededor de 165 grados a nivel del codo. Los pesados huesos de las patas delanteras, la fuerza extrema de sus músculos y la rotación limitada pueden indicar un sistema evolucionado para mantenerse firme a pesar de las tensiones provocadas por una presa que forcejea por liberarse. En la primera descripción científica detallada de las extremidades anteriores de Tyrannosaurus, los paleontólogos Kenneth Carpenter y Matt Smith descartaron las nociones de que las extremidades anteriores eran inútiles o que Tyrannosaurus era un carroñero obligado. La idea de que los brazos sirvieron como armas para cazar presas también ha sido propuesta por Steven M. Stanley, quien sugirió que los brazos se usaban para cortar presas, especialmente usando las garras para infligir rápidamente cortes largos y profundos a su presa. Esto fue rechazado por Padian, quien argumentó que Stanley basó su conclusión en el tamaño y el rango de movimiento de las extremidades anteriores estimados incorrectamente. Padian, en 2022, argumentó que la reducción de los brazos en los tiranosáuridos no cumplía una función particular sino que era una adaptación secundaria, afirmando que a medida que los tiranosáuridos desarrollaron cráneos y mandíbulas más grandes y poderosos, los brazos se hicieron más pequeños para evitar ser mordidos o desgarrados por otros individuos, particularmente durante la alimentación en grupo.

### Crecimiento

Curva de crecimiento de T. rex comparada con la de otros tiranosáuridos. Basada en Erickson et al. (2004).

La identificación de varios ejemplares juveniles de tiranosaurio ha permitido a los científicos documentar los cambios ontogénicos en la especie, estimar su esperanza de vida y determinar con qué rapidez crecían estos animales. El ejemplar más pequeño conocido, LACM 28471, el terópodo Jordan, se estima que solo pesaba 30 kilogramos, mientras que el de mayor tamaño, FMNH PR2081 apodado Sue, probablemente pesase más de 5400. El análisis histológico de los huesos de LACM 28471 mostró que solo tenía dos años cuando murió, mientras que Sue tenía 28 años, una edad que podría ser cercana al máximo de la especie.
La histología también ha permitido calcular la edad de otros ejemplares. Las curvas de crecimiento pueden desarrollarse trazando la masa corporal de diferentes especímenes frente a su edad. La curva de crecimiento para Tyrannosaurus rex tiene forma de S. Los jóvenes no pasan de 1800 kg hasta aproximadamente los catorce años de edad, cuando el tamaño del cuerpo comienza a aumentar dramáticamente. Durante esta fase de crecimiento rápido, un joven Tyrannosaurus debía ganar un promedio de 600 kg al año durante los siguientes cuatro años. A los dieciocho años de edad, la curva se vuelve casi horizontal, lo que indica un frenazo drástico del crecimiento. Por ejemplo, solo 600 kg separan los 28 años de edad de Sue de los 22 años de un ejemplar canadiense, el RTMP 81.12.1. Otro estudio histológico reciente realizado por científicos diferentes corrobora estos resultados, encontrándose que el crecimiento rápido comenzaba a frenarse alrededor de los dieciséis años de edad. Este repentino cambio en la tasa de crecimiento podría ser signo de madurez física, una hipótesis que es apoyada por el descubrimiento de tejido medular en el fémur de un Tyrannosaurus de dieciséis a veinte años de edad, de Montana, MOR 1125, también conocida como B-rex. El tejido medular se encuentra solo en las hembras de aves durante la ovulación, lo que indica que B-rex podría ser una hembra en su edad reproductiva. La edad de B-rex ha sido estimada en unos dieciocho años. En 2016, Mary Higby Schweitzer y Lindsay Zanno y sus colegas finalmente confirmaron que el tejido blando dentro del fémur de MOR 1125 era tejido medular. Esto también confirmó la identidad del espécimen como hembra. El descubrimiento de tejido óseo medular dentro de Tyrannosaurus puede resultar valioso para determinar el sexo de otras especies de dinosaurios en exámenes futuros, ya que la composición química del tejido medular es inconfundible.  Otros tiranosáuridos presentan curvas de crecimiento similares, aunque con menores tasas de crecimiento que resultan en tamaños más pequeños en la edad adulta.

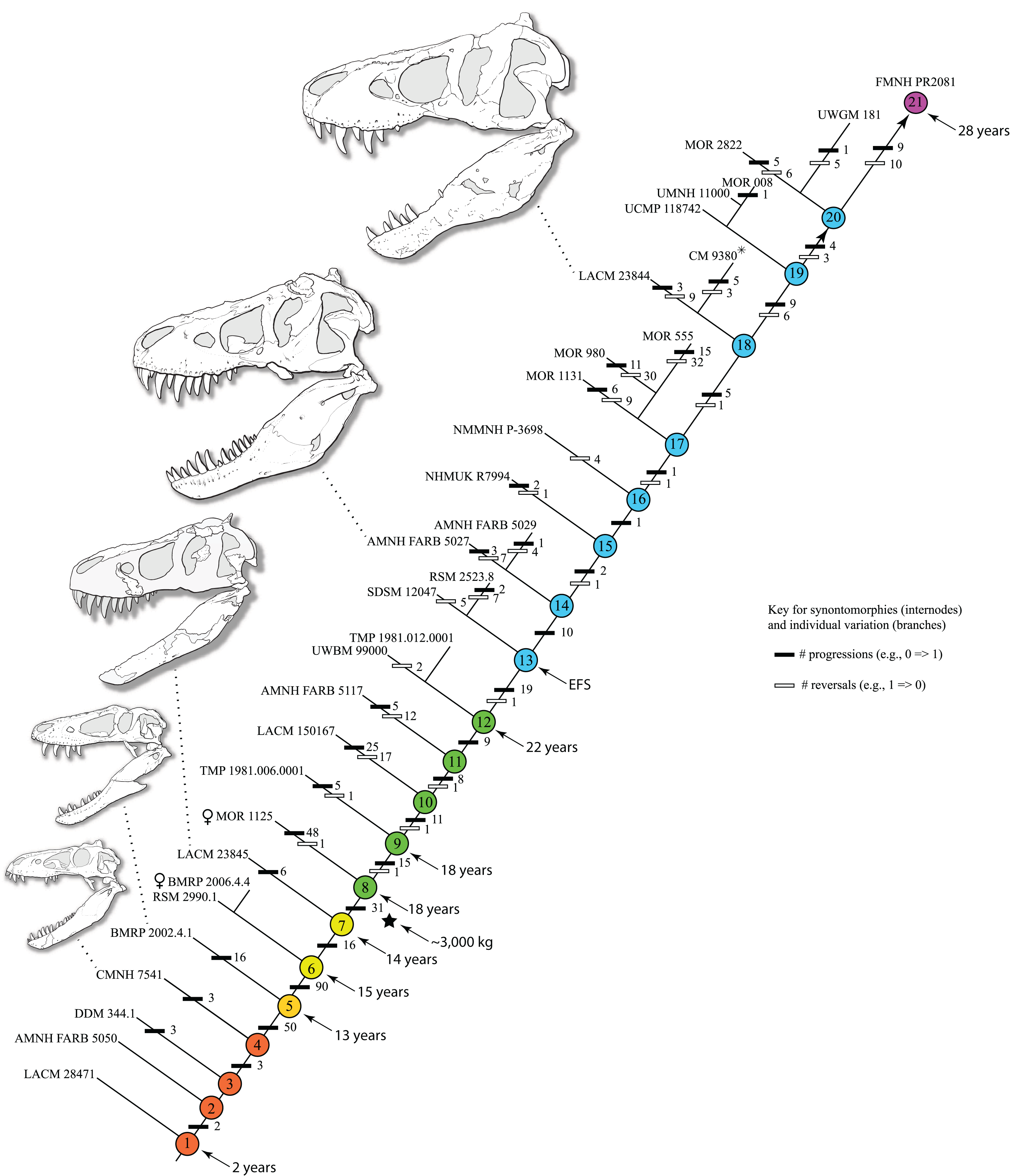
Diagrama que muestra las etapas de crecimiento

Un estudio realizado por Hutchinson y sus colegas en 2011 corroboró los métodos de estimación anteriores en general, pero su estimación de las tasas máximas de crecimiento es significativamente mayor. Encontró que las "tasas de crecimiento máximas para T. rex durante la etapa exponencial son 1790 kg por año". Aunque estos resultados fueron mucho más altos que las estimaciones anteriores, los autores notaron que estos resultados redujeron significativamente la gran diferencia entre su tasa de crecimiento real y la que se esperaría de un animal de su tamaño.
Un estudio adicional publicado en 2020 por Woodward y sus colegas para la revista Science Advances indica que durante su crecimiento de juvenil a adulto, Tyrannosaurus fue capaz de ralentizar su crecimiento para contrarrestar factores ambientales como la falta de alimentos. El estudio, centrado en dos especímenes juveniles de entre trece y quince años alojados en el Museo Burpee en Illinois, indica que la tasa de maduración de Tyrannosaurus dependía de la abundancia de recursos. Este estudio también indica que en ambientes tan cambiantes, Tyrannosaurus se adaptaba particularmente bien a un entorno que cambiaba cada año en cuanto a la abundancia de recursos, lo que indicaba que otros depredadores medianos podrían haber tenido dificultades para sobrevivir en condiciones tan duras y explicaba la división de nichos entre Tyrannosaurus juveniles y adultos. El estudio indica además que Tyrannosaurus y el dudoso género Nanotyrannus son sinónimos, debido al análisis de los anillos de crecimiento en los huesos de los dos especímenes estudiados.
Más de la mitad de los ejemplares conocidos de Tyrannosaurus parecen haber muerto menos de seis años después de alcanzar la madurez sexual, un patrón que se observa también en otros tiranosáuridos y actualmente en algunos mamíferos y aves grandes de larga vida. Estas especies se caracterizan por altas tasas de mortalidad infantil, seguidas de una mortalidad relativamente baja entre los jóvenes. La mortalidad aumenta de nuevo después de la madurez sexual, en parte debido a las tensiones de la reproducción. Un estudio sugiere que la escasez de fósiles juveniles de Tyrannosaurus rex se debe en parte a las bajas tasas de mortalidad juveniles. Sin embargo, esta escasez también podría deberse a lo incompleto del registro fósil o también al sesgo de los recolectores hacia ejemplares fósiles más grandes y espectaculares. En una conferencia de 2013, Thomas Holtz Jr. sugirió que los dinosaurios "vivían rápido y morían jóvenes" porque se reproducían rápidamente, mientras que los mamíferos tienen una vida prolongada porque tardan más en reproducirse. Gregory S. Paul también escribe que Tyrannosaurus se reprodujo rápidamente y murió joven, pero atribuye su corta vida a las condiciones peligrosas en que vivieron.

### Dimorfismo sexual
Existen dudas sobre la existencia de dimorfismo sexual, es decir, diferencias físicas externas significativas entre machos y hembras, en Tyrannosaurus.

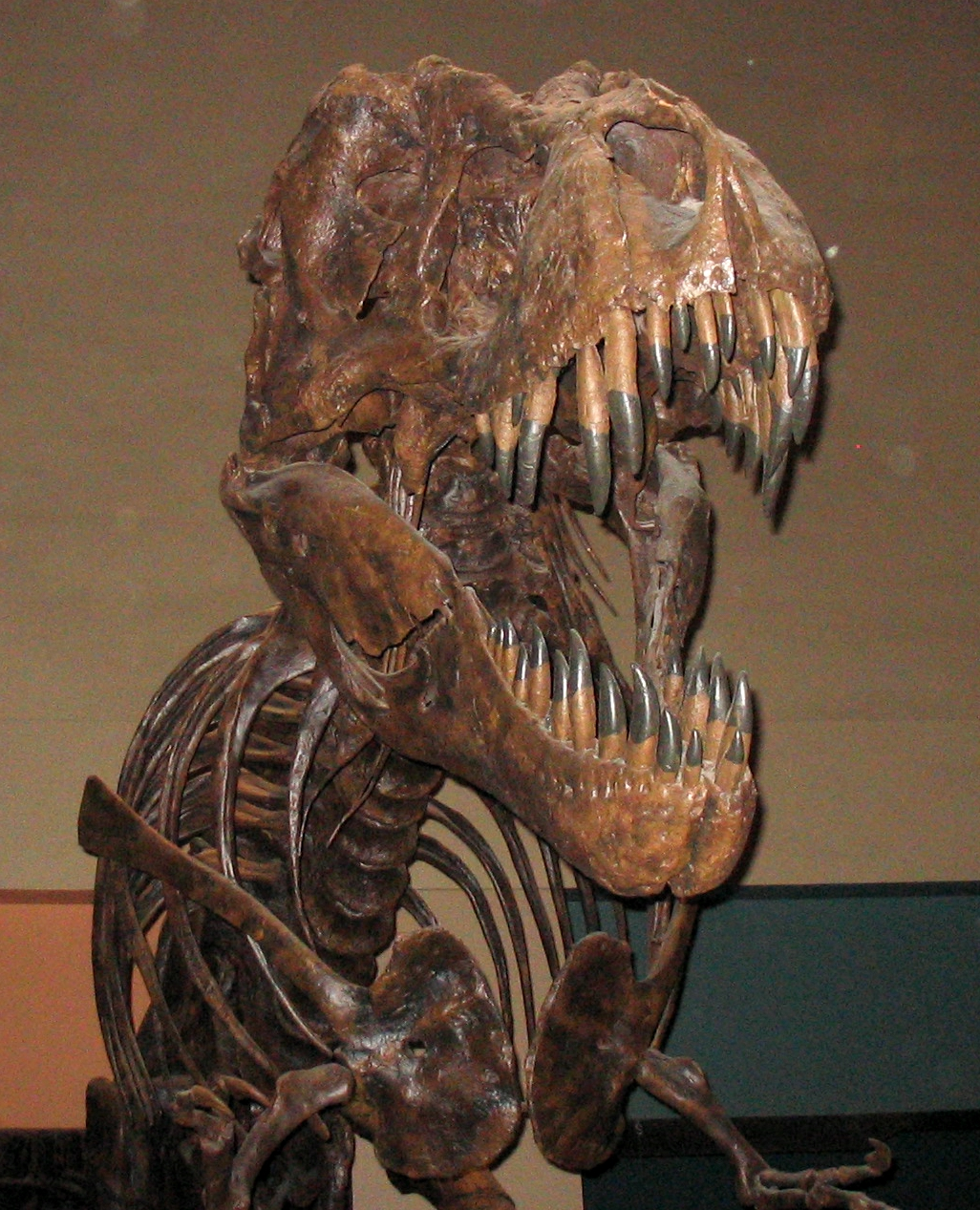
Esqueleto fósil de Tyrannosaurus rex en el Museo Nacional de Historia Natural del Instituto Smithsoniano, Washington D. C.

En los años 1990 el aumento del número de ejemplares descubierto permitió analizar las diferencias entre individuos y descubrir lo que parecían ser dos tipos de conformaciones distintas, llamadas morfotipos: uno denominado «robusto», construido sólidamente, y el otro denominado «grácil». Se creyó que el morfotipo «robusto» podría ser propio de las hembras, ya que la mayor amplitud de su pelvis podría haber servido para permitir el paso de los huevos. Además, se consideró que la morfología «robusta» estaba correlacionada con un cheurón reducido en la primera vértebra de la cola, algo que en aquella época se pensaba erróneamente que en el caso de los cocodrilos también facilitaba la salida de los huevos. También se pensó que la morfología 'robusta' se correlacionaba con un cheurón reducido en la primera vértebra de la cola, también aparentemente para permitir que los huevos salieran del tracto reproductivo, como se había informado erróneamente para los cocodrilos.
En los últimos años, los argumentos a favor de dimorfismo sexual se han debilitado. En 2005 se informó de que las afirmaciones anteriores sobre dimorfismo sexual en la anatomía del cheurón de los cocodrilos eran erróneas. Por otra parte se encontró un cheurón de tamaño natural en la primera vértebra de la cola de Sue, un individuo muy robusto, lo que indica que de todos modos esta característica no puede utilizarse para diferenciar los dos morfotipos de Tyrannosaurus rex. Como los ejemplares de esta especie se han encontrado en un amplio espacio geográfico que va de Saskatchewan (Canadá) a Nuevo México (sudoeste de los Estados Unidos), podría ser que las diferencias morfológicas entre individuos sean debidas a la variación geográfica en lugar de al dimorfismo sexual. Las diferencias también podrían estar relacionadas con la edad, siendo los ejemplares robustos los animales más viejos.
Solo se ha podido determinar de manera concluyente el género, hembra o macho, de un único ejemplar de Tyrannosaurus, el apodado B-rex. Se ha identificado parte del tejido blando preservado dentro de sus huesos como tejido medular, un tejido especializado encontrado exclusivamente en las aves modernas, como fuente de calcio para la producción de la cáscara de huevo durante la ovulación. Puesto que solo las hembras ponen huevos, el tejido medular solo se encuentra naturalmente en las hembras, aunque los machos son capaces de producirlo cuando son inyectados con hormonas reproductivas femeninas como el estrógeno. Esto sugiere fuertemente que B-rex era una hembra, y que murió durante la ovulación. La investigación reciente ha demostrado que el tejido medular no se encuentra en cocodrilos, que se cree que son los parientes vivos más cercanos de los dinosaurios, además de las aves. La presencia compartida de tejido medular en las aves y los dinosaurios terópodos es una prueba más de la estrecha relación evolutiva entre los dos.

### Tejido suave
En la edición de marzo de 2005 de Science, Mary Higby Schweitzer, de la Universidad Estatal de Carolina del Norte, y sus colegas anunciaron la recuperación de tejido blando de la cavidad medular de un hueso fosilizado de la pierna de un Tyrannosaurus rex. El hueso había sido roto intencionalmente, aunque de mala gana, para el envío y luego no se conservó de la manera normal, específicamente porque Schweitzer esperaba probarlo en busca de tejido blando. Designado como el espécimen MOR 1125, el dinosaurio fue excavado previamente en la Formación Hell Creek. Vasos sanguíneos flexibles y bifurcados, y hueso fibroso pero elástico. Se reconocieron tejidos de matriz. Además, se encontraron microestructuras que se asemejan a células sanguíneas dentro de la matriz y los vasos. Las estructuras tienen semejanza con los glóbulos y vasos sanguíneos de avestruz. Si un proceso desconocido, distinto de la fosilización normal, preservó el material, o si el material es original, los investigadores no lo saben y tienen cuidado de no hacer afirmaciones sobre la preservación. Si se encuentra que es material original, cualquier proteína sobreviviente puede usarse como un medio para adivinar indirectamente parte del contenido de ADN de los dinosaurios involucrados, porque cada proteína generalmente es creada por un gen específico. La ausencia de hallazgos previos puede ser el resultado de que las personas asumieran que el tejido conservado era imposible y, por lo tanto, no buscaron. Desde el primero, también se ha descubierto que otros dos Tyrannosaurus y un hadrodáurido tienen estructuras parecidas a tejidos. La investigación sobre algunos de los tejidos involucrados ha sugerido que las aves son parientes más cercanos de los tiranosáuridos que otros animales modernos.
En estudios informados en Science en abril de 2007, Asara y sus colegas concluyeron que siete trazas de proteínas de colágeno detectadas en huesos purificados de T. rex se asemejan más a las reportadas en pollos, seguidos de ranas y tritones. El descubrimiento de proteínas de una criatura de decenas de millones de años, junto con rastros similares que el equipo encontró en un hueso de mastodonte de al menos 160.000 años, cambia la visión convencional de los fósiles y puede cambiar el enfoque de los paleontólogos de la búsqueda de huesos a la bioquímica. Hasta estos hallazgos, la mayoría de los científicos suponían que la fosilización reemplazaba todo el tejido vivo con minerales inertes. El paleontólogo Hans Larsson, de la Universidad McGill en Montreal, que no formó parte de los estudios, calificó los hallazgos como "un hito" y sugirió que los dinosaurios podrían "ingresar al campo de la biología molecular y realmente lanzar la paleontología al mundo moderno".
El presunto tejido blando fue cuestionado por Thomas Kaye, de la Universidad de Washington, y sus coautores en 2008. Sostienen que lo que realmente había dentro del hueso del Tyrannosaurus era una biopelícula viscosa creada por bacterias que cubrían los huecos que alguna vez ocuparon los vasos sanguíneos y células. Los investigadores descubrieron que lo que anteriormente se había identificado como restos de células sanguíneas, debido a la presencia de hierro, en realidad eran framboides, esferas minerales microscópicas que contenían hierro. Encontraron esferas similares en una variedad de otros fósiles de varios períodos, incluida una amonita. En la amonita encontraron las esferas en un lugar donde el hierro que contienen no pudo tener ninguna relación con la presencia de sangre. Schweitzer ha criticado fuertemente las afirmaciones de Kaye y argumenta que no hay evidencia reportada de que las biopelículas puedan producir tubos huecos ramificados como los que se observaron en su estudio. San Antonio, Schweitzer y sus colegas publicaron un análisis en 2011 de qué partes del colágeno se habían recuperado y encontraron que eran las partes internas de la bobina de colágeno las que se habían conservado, como se esperaba después de un largo período de degradación de proteínas. Otra investigación desafía la identificación de tejido blando como biopelícula y confirma el hallazgo de "estructuras ramificadas similares a vasos" dentro del hueso fosilizado.

### Piel y plumas

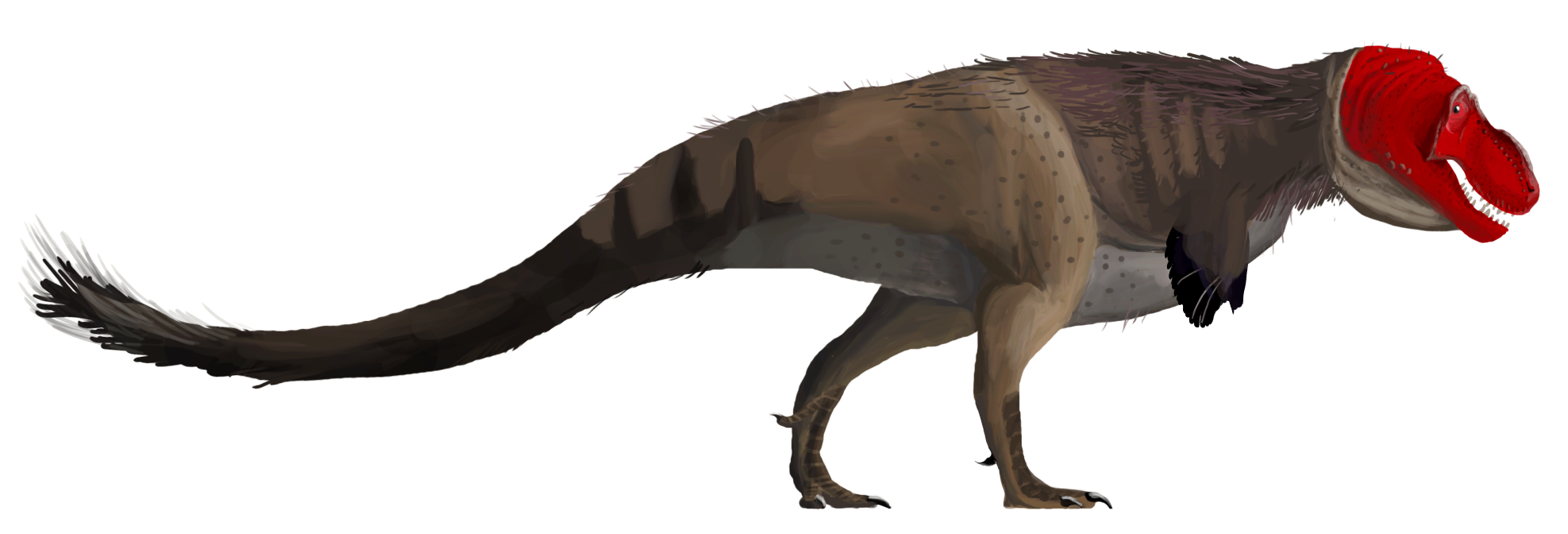
Recreación de Tyrannosaurus rex con plumas, basado en el espécimen AMNH 5027.

A la fecha, 2022, no existen pruebas directas ni a favor ni en contra de que T. rex haya tenido plumas. Sin embargo, muchos de sus parientes próximos sí las tenían y los científicos reconocen la posibilidad de que ellos también las tuvieran. Se han encontrado restos de pequeños celurosaurianos, el grupo de dinosaurios al que pertenece Tyrannosaurus, en la Formación Yixian de Liaoning (China), que presentaban plumas penáceas o un antiguo pelaje de protoplumas, lo que sugiere la posibilidad de que los tiranosáuridos también pudieran haber tenido plumas. El tiranosauroide antiguo Dilong paradoxus, descubierto en la misma formación, también mostró filamentos de protoplumas en la cola. Sin embargo, impresiones de la piel de tiranosaurios adultos de Alberta y Mongolia parecen mostrar las escamas escaladas típicas de otros dinosaurios. Se ha emitido la hipótesis de que la presencia de plumas o de escamas podría ser función del tamaño del animal o de su ubicación geográfica. En climas fríos las plumas habrían sido útiles como aislamiento térmico, pero no en climas cálidos. Del mismo modo, una cubierta de plumas habría sobrecalentado a los animales más voluminosos, ya que en los animales de sangre caliente la cantidad de calor generada es función del volumen del animal mientras que su refrigeración es función de la superficie exterior, y el cociente entre la superficie expuesta y el volumen corporal disminuye cuanto mayor es el tamaño del animal. Es posible que T. rex presentara plumas o protoplumas en otras regiones del cuerpo, pero, tal como ocurre con el pelo de los elefantes y rinocerontes modernos, en áreas reducidas. Las protoplumas podrían haberse perdido durante la evolución de los tiranosáuridos grandes como Tyrannosaurus, especialmente en climas cálidos del Cretácico.
El descubrimiento posterior de la especie gigante Yutyrannus huali, también del Yixian, mostró que incluso algunos tiranosauroides grandes tenían plumas que cubrían gran parte de sus cuerpos, lo que arrojó dudas sobre la hipótesis de que eran una característica relacionada con el tamaño. Un estudio de 2017 revisó las impresiones conocidas de la piel de los tiranosáuridos, incluidas las de un espécimen de Tyrannosaurus apodado Wyrex, BHI 6230, que conserva parches de escamas de mosaico en la cola, la cadera y el cuello. El estudio concluyó que la cubierta de plumas de los grandes tiranosáuridos como Tyrannosaurus estaba, si presente, limitado a la parte superior del tronco.
Un resumen de la conferencia publicado en 2016 postuló que los terópodos como Tyrannosaurus tenían los dientes superiores cubiertos con labios, en lugar de los dientes desnudos como se ve en los cocodrilos. Esto se basó en la presencia de esmalte, que según el estudio necesita permanecer hidratado, un problema al que no se enfrentan los animales acuáticos como los cocodrilos. Un estudio analítico de 2017 propuso que los tiranosáuridos tenían escamas grandes y planas en el hocico en lugar de los labios.  Sin embargo, ha habido críticas que favorecen la idea de los labios. Los cocodrilos en realidad no tienen escamas planas sino piel queratinizada agrietada. Al observar la rugosidad de los montículos de los tiranosáuridos y compararla con los lagartos existentes, descubrieron que los tiranosáuridos tenían escamas escamosas en lugar de una piel similar a la de los cocodrilos.

### Termorregulación
No está claro si los tiranosaurios eran ectotérmicos, es decir, de «sangre fría», o endotérmicos, de «sangre caliente». Hasta los años 1960 se pensaba que los tiranosaurios, y la mayoría de los dinosaurios, eran ectotérmicos, de «sangre fría», con un metabolismo de reptil. La idea de la ectotermia de los dinosaurios fue cuestionada por científicos como Robert T. Bakker y John Ostrom en los primeros años del "Renacimiento de los dinosaurios". Bakker y Ostrom sostuvieron que Tyrannosaurus debió de haber sido endotérmico, de "sangre caliente", lo que implica un estilo de vida muy activo. Los paleontólogos siguen tratando de determinar la capacidad de Tyrannosaurus para regular su temperatura corporal. Las altas tasas de crecimiento de los jóvenes Tyrannosaurus rex, medidas por análisis histológico, son comparables a las de mamíferos y aves, y apoyan por tanto la hipótesis de un metabolismo alto. Las curvas de crecimiento indican que, al igual que en los mamíferos y las aves, el crecimiento de T. rex se limitó principalmente a los animales inmaduros, en lugar del crecimiento indeterminado observado en la mayoría de los otros vertebrados.
Las proporciones de isótopos de oxígeno en los huesos fosilizados se utilizan a veces para determinar la temperatura a la que se depositan en el hueso, ya que la relación entre ciertos isótopos se correlaciona con la temperatura. Un estudio de huesos de tiranosaurio encontró que las proporciones de isótopos indicaban una diferencia de temperatura de no más de cuatro a cinco °C entre las vértebras del tronco y la tibia de la pierna. Este rango pequeño de temperatura entre el núcleo del cuerpo y las extremidades fue usado por el paleontólogo Reese Barrick y el geoquímico William Showers para indicar que Tyrannosaurus rex mantenía una temperatura constante del cuerpo, homeotermia, y que disfrutaban de un metabolismo intermedio entre el de los reptiles ectotérmicos y el de los mamíferos endotérmicos. Otros científicos han señalado, sin embargo, que la proporción de isótopos de oxígeno en los fósiles de hoy no presenta necesariamente la misma relación que en el pasado distante, y puede haber sido alterada durante o después de la fosilización, en el proceso llamado diagénesis. Barrick y Showers han defendido sus conclusiones en trabajos posteriores, encontrando resultados similares en otro dinosaurio terópodo de un continente diferente y separado decenas de millones de años, Giganotosaurus. Los dinosaurios ornitisquios también mostraron evidencia de homeotermia, mientras que los varanos de la misma formación no. En 2022, Wiemann y sus colegas utilizaron un enfoque diferente. La espectroscopia de las señales de lipoxidación, que son subproductos de la fosforilación oxidativa y se correlacionan con las tasas metabólicas, para demostrar que varios géneros de dinosaurios, incluido Tyrannosaurus, tenían metabolismos endotérmicos, a la par con el de los dinosaurios modernos, las aves, y mayor que la de los mamíferos. También sugirieron que tal metabolismo era ancestralmente común a todos los dinosaurios.
Aunque Tyrannosaurus rex muestre indicios de homeotermia, ello no significa necesariamente que sea endotérmico. La termorregulación pueden también explicarse por gigantotermia, como ocurre en algunas especies de tortugas marinas actuales. Como en los cocodrilos contemporáneos, las aberturas, fenestras dorsotemporales, en los techos del cráneo de Tyrannosaurus pueden haber ayudado a la termorregulación.

### Locomoción
Tyrannosaurus tenía unas patas bastante largas pero existe desacuerdo sobre con qué rapidez podría desplazarse. Algunos científicos piensan que en los animales pesados las patas que están ubicadas debajo del cuerpo son como pilares, con huesos grandes para soportar el peso pero que no les permiten correr. Los cálculos oscilan entre una velocidad pausada de 1 m/s (5 km/h) y una muy rápida de 5 m/s (19 km/h). Los científicos que consideran que T. rex se movía rápidamente indican que sus patas eran semejantes a las de ornitomímidos tan veloces como el Struthiomimus. Un estudio reciente concluyó, sin embargo, que T. rex no tenía suficiente masa muscular en las piernas como para ser tan veloz; lo que hacía era caminar dando zancadas de 4 m por cada paso dándole una velocidad de 5 m/s. Se han encontrado muchas huellas de pisadas de terópodos caminando pero hasta ahora ninguna de terópodos corriendo. Esto impide calcular su velocidad y por otra parte podría indicar que en efecto no eran capaces de correr. Los científicos han producido una amplia gama de posibles velocidades máximas de carrera para Tyrannosaurus, en su mayoría alrededor de 9 m/s (32 km/h), siendo las más bajas de alrededor de 4,5 a 6,8 m/s (16 a 24 km/h) y tan altas como 20 m/s (72 km/h), aunque es muy poco probable que corriese a esta velocidad. Tyrannosaurus era un carnívoro voluminoso y pesado, por lo que es poco probable que corriese muy rápido en comparación con otros terópodos como Carnotaurus o Giganotosaurus. Los investigadores se han basado en varias técnicas de estimación, porque, si bien hay muchas huellas de grandes terópodos caminando, ninguna mostró evidencia de carrera.

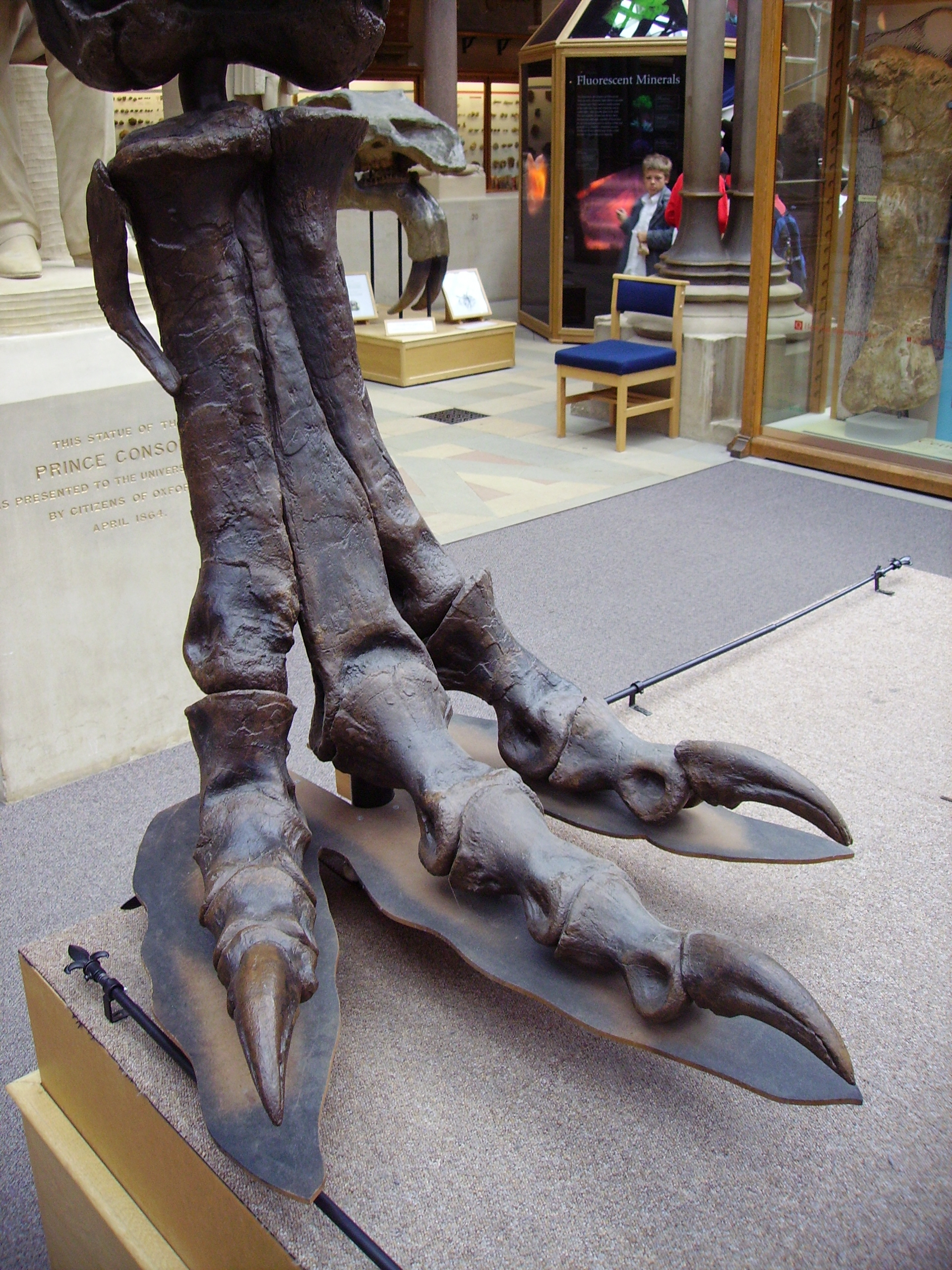
La pata derecha de T. rex (lateral) fotografiada en el Museo de Historia Natural de la Universidad de Oxford.

Los bípedos tienen mayor riesgo de caerse, si durante un arranque se tropiezan, y no pueden acomodar sus patas debajo del cuerpo. Las caídas eran muy peligrosas para T. rex porque la cabeza recorría más de 3 m en el desplome, y las patas delanteras no podían detener su caída. Las avestruces tienen un problema similar, pero el riesgo de caída de un avestruz o de otras aves corredoras es muchísimo menor que el que habría tenido un tiranosaurio incluso siendo este depredador (si cazaba presas vivas). Si T. rex se caía duramente podía lesionarse e incluso morir. Unos investigadores calcularon que si un T. rex de seis toneladas corriera a una velocidad de 19 km/h y tropezara, golpearía el suelo con tanta fuerza que supondría la rotura de músculos y huesos, lo que le causaría la muerte. Pero otro equipo de investigadores dio una propuesta más aceptable. Se trata de la posibilidad de que T. rex se moviera entre los 7 y 19 km/h, parecida a la velocidad máxima de un elefante africano. Christiansen, en 1998, estima que los huesos de la pierna de Tyrannosaurus no fueron significativamente más fuertes que los de los elefantes, que están relativamente limitados en su velocidad máxima y nunca corren, ya que no presentan la fase de aire, y por lo tanto propone que la velocidad máxima de los dinosaurios ha sido de cerca de 4 m/s (19 km/h), lo que se refiere a la velocidad de un velocista humano. Pero también señaló que estas estimaciones dependen de muchos supuestos dudosos.
Farlow y sus colegas en 1995 han argumentado que un Tyrannosaurus de un peso 5,4 a 7,3 toneladas habría resultado gravemente o incluso fatalmente herido si se hubiese caído mientras se movía con rapidez, ya que su torso se habría estrellado contra el suelo con una desaceleración de 6 g (seis veces la aceleración de la gravedad, o alrededor de 60 m/s²) y las patas delanteras pequeñas no podrían haber reducido el impacto. Sin embargo, se conoce que las jirafas galopan a 13,8 m/s (50 km/h), a pesar del riesgo de que se puedan romper una pierna o algo peor, llegando a ser mortal, incluso en un ambiente "seguro" como un zoológico. Por lo tanto, es muy posible que también Tyrannosaurus se trasladara rápidamente cuando fuera necesario y aceptaba tales riesgos.

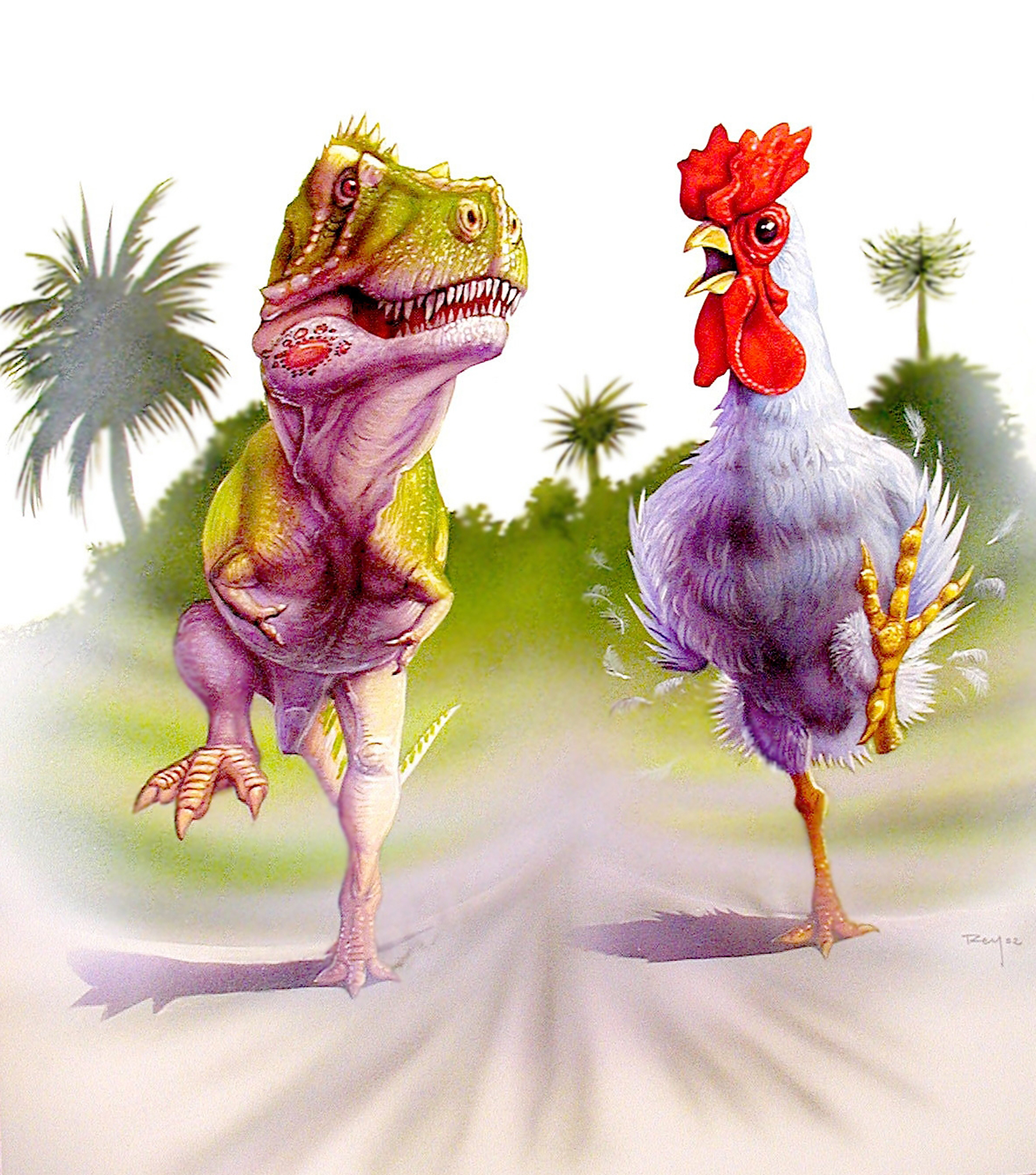
Un ave de seis toneladas habría necesitado músculos de las piernas que constituyeran casi el 100 % de su masa corporal para correr. Siendo realistas, T. rex tenía los músculos para correr a unos 18 km/h.

La mayoría de las investigaciones recientes sobre la locomoción de Tyrannosaurus no son compatibles con una velocidad de 11,1 m/s (40 km/h), es decir, desarrollando una moderada velocidad. Por ejemplo, un trabajo de 2002 en la revista Nature utilizó un modelo matemático, validado por aplicación a tres clases de seres vivos: caimanes, aves y seres humanos. Más adelante se incluyeron otras ocho especies, incluyendo emúes y avestruces, para medir la masa del músculo de la pierna necesario para una rápida carrera de más de 11 m/s. Los científicos que creen que Tyrannosaurus podía correr señalan que los huesos huecos y otras características que habrían aligerado su cuerpo pueden haber mantenido el peso adulto en apenas 4,5 toneladas métricas más o menos, o que otros animales como los avestruces y los caballos con patas largas y flexibles pueden alcanzar altas velocidades con zancadas más lentas pero más largas. Encontraron que proponer una velocidad máxima de más de 11 m/s (40 km/h) era inviable, porque requeriría músculos de las piernas muy grandes, de aproximadamente el 40-86 % de la masa total del cuerpo. Incluso velocidades moderadamente rápidas habrían requerido grandes músculos de la pierna. Esta discusión es difícil de resolver, ya que no se sabe cuán grandes eran los músculos de las piernas en Tyrannosaurus; si fueron pequeños, solo habría alcanzado 5 m/s (18 km/h), posiblemente apenas una velocidad apta para caminar o trotar. Holtz observó que los tiranosáuridos y algunos grupos estrechamente relacionados tenían componentes distales de las patas traseras significativamente más largos (espinilla, pie y dedos de los pies) en relación con la longitud del fémur que la mayoría de los otros terópodos, y que los tiranosáuridos y sus parientes cercanos tenían un metatarso, los huesos del pie, estrechamente entrelazado. El tercer metatarsiano se comprimió entre el segundo y el cuarto metatarsiano para formar una sola unidad llamada arctometatarsos. Esta característica del tobillo puede haber ayudado al animal a correr de manera más eficiente. Juntas, estas características de las patas permitieron que Tyrannosaurus transmitiera las fuerzas locomotoras desde el pie a la parte inferior de la pierna con más eficacia que en los terópodos anteriores.
Algunos argumentan que Tyrannosaurus era incapaz de correr, estimando la velocidad máxima en alrededor de 17 km/h. Esta velocidad menor sigue siendo superior a las de sus probables presas, los hadrosáuridos y ceratopsianos. Además, algunos defensores de la idea de que Tyrannosaurus era un depredador afirman que la velocidad de los Tyrannosaurus en persecución no es importante, ya que puede haber sido lento, pero aún más rápido que sus presas. Sin embargo, Paul y Christiansen, en 2000, argumentaron que al menos los ceratopsianos más tardíos tuvieron patas delanteras en posición vertical y las especies más grandes pueden haber sido tan rápidas como los rinocerontes. Heridas de mordedura curadas en los fósiles de ceratopsianos se interpretan como evidencia de ataques de tiranosaurios a ceratopsianos durante la vida. Esto pone en duda el argumento de que Tyrannosaurus no tenía que ser rápido para atrapar a su presa, puesto que los ceratopsianos que vivieron junto a estos eran rápidos.
En un estudio realizado en 2007 se emplearon modelos informáticos para calcular la velocidad de marcha, basados en los datos obtenidos directamente de los fósiles, y se concluyó que Tyrannosaurus tenía una velocidad máxima de avance de ocho metros por segundo. El promedio de un futbolista profesional sería un poco más lento, mientras que un velocista humano puede alcanzar los 4 m/s (19 km/h). Hay que tener en cuenta que estos modelos de computadora predicen una velocidad máxima de 6 m/s (21 km/h) para un pequeño Compsognathus de 3 kg, probablemente un individuo juvenil.
Un estudio de 2017 estimó la velocidad máxima de carrera de Tyrannosaurus en 7,5 m/s (27 km/h), especulando que Tyrannosaurus agotó sus reservas de energía mucho antes de alcanzar la velocidad máxima, lo que resultó en una relación similar a una parábola entre el tamaño y la velocidad. Otro estudio de 2017 planteó la hipótesis de que un Tyrannosaurus adulto era incapaz de correr debido a las altas cargas esqueléticas. Utilizando una estimación de peso calculada de siete toneladas, el modelo mostró que velocidades superiores a 5 m/s (18 km/h) probablemente habrían destrozado los huesos de las piernas del Tyrannosaurus. El hallazgo puede significar que correr tampoco era posible para otros dinosaurios terópodos gigantes como Giganotosaurus, Mapusaurus y Acrocantosaurus. Sin embargo, los estudios de Eric Snively y sus colegas, publicados en 2019, indican que Tyrannosaurus y otros tiranosáuridos eran más maniobrables que los alosauroideos y otros terópodos de tamaño comparable debido a la baja inercia rotacional en comparación con su masa corporal combinada con músculos grandes en las piernas. Como resultado, se plantea la hipótesis de que Tyrannosaurus era capaz de hacer giros relativamente rápidos y probablemente podía pivotar su cuerpo más rápidamente cuando estaba cerca de su presa, o mientras giraba, el terópodo podía "hacer piruetas" sobre un solo pie plantado mientras la pierna alterna se sostenía en el aire. Los resultados de este estudio podrían arrojar luz sobre cómo la agilidad podría haber contribuido al éxito de la evolución de los tiranosáuridos.
Un estudio de 2020 indica que Tyrannosaurus y otros tiranosáuridos eran caminantes excepcionalmente eficientes. Estudios de Dececchi et al., comparó las proporciones de las patas, la masa corporal y la forma de andar de más de 70 especies de dinosaurios terópodos, incluido el Tyrannosaurus y sus parientes. Luego, el equipo de investigación aplicó una variedad de métodos para estimar la velocidad máxima de cada dinosaurio cuando corría, así como la cantidad de energía que gastó cada dinosaurio mientras se movía a velocidades más relajadas, como cuando caminaba. Entre las especies de tamaño más pequeño a mediano, como los dromeosáuridos, las piernas más largas parecen ser una adaptación para correr más rápido, en línea con los resultados anteriores de otros investigadores. Pero para los terópodos que pesan más de 1000 kg, la velocidad máxima de carrera está limitada por el tamaño del cuerpo, por lo que se descubrió que las piernas más largas se correlacionaban con caminar con poca energía. Los resultados indican además que los terópodos más pequeños desarrollaron patas largas como un medio tanto para ayudar en la caza como para escapar de los depredadores más grandes, mientras que los terópodos más grandes que desarrollaron patas largas lo hicieron para reducir los costos de energía y aumentar la eficiencia en la búsqueda de alimento. ya que se liberaron de las demandas de la presión de depredación debido a su papel como depredadores del ápice. En comparación con grupos más basales de terópodos en el estudio, los tiranosáuridos como el propio Tyrannosaurus mostraron un marcado aumento en la eficiencia de búsqueda de alimento debido a la reducción de los gastos de energía durante la caza o la recolección. Esto, a su vez, probablemente resultó en que los Tyrannosaurus tuvieran una necesidad reducida de incursiones de caza y, como resultado, requirieran menos comida para mantenerse. Además, la investigación, junto con estudios que muestran que los tiranosáuridos eran más ágiles que otros terópodos de cuerpo grande, indica que estaban bastante bien adaptados a un enfoque de acecho de larga distancia seguido de un rápido estallido de velocidad para matar. Como resultado, se pueden observar analogías entre los tiranosáuridos y los lobos modernos, respaldadas por la evidencia de que al menos algunos tiranosáuridos cazaban en grupos.
Un estudio publicado en 2021 por Pasha van Bijlert et al. calculó la velocidad de marcha preferida de Tyrannosaurus, informando una velocidad de 1,28 m/s (4,6 km/h). Mientras caminan, los animales reducen su gasto de energía eligiendo ciertos ritmos de paso en los que resuenan las partes de su cuerpo. Lo mismo habría sido cierto para los dinosaurios, pero estudios previos no explicaron completamente el impacto que tenía la cola en la velocidad de su marcha. Según los autores, cuando un dinosaurio caminaba, su cola se balanceaba ligeramente hacia arriba y hacia abajo con cada paso como resultado de los ligamentos interespinosos, suspendiendo la cola. Como bandas elásticas, estos ligamentos almacenan energía cuando se estiran debido al balanceo de la cola. Usando un modelo tridimensional del espécimen Trix de Tyrannosaurus, se reconstruyeron músculos y ligamentos para simular los movimientos de la cola. Esto da como resultado una velocidad de marcha rítmica y energéticamente eficiente para Tyrannosaurus similar a la que se observa en animales vivos como humanos, avestruces y jirafas.

#### Huellas

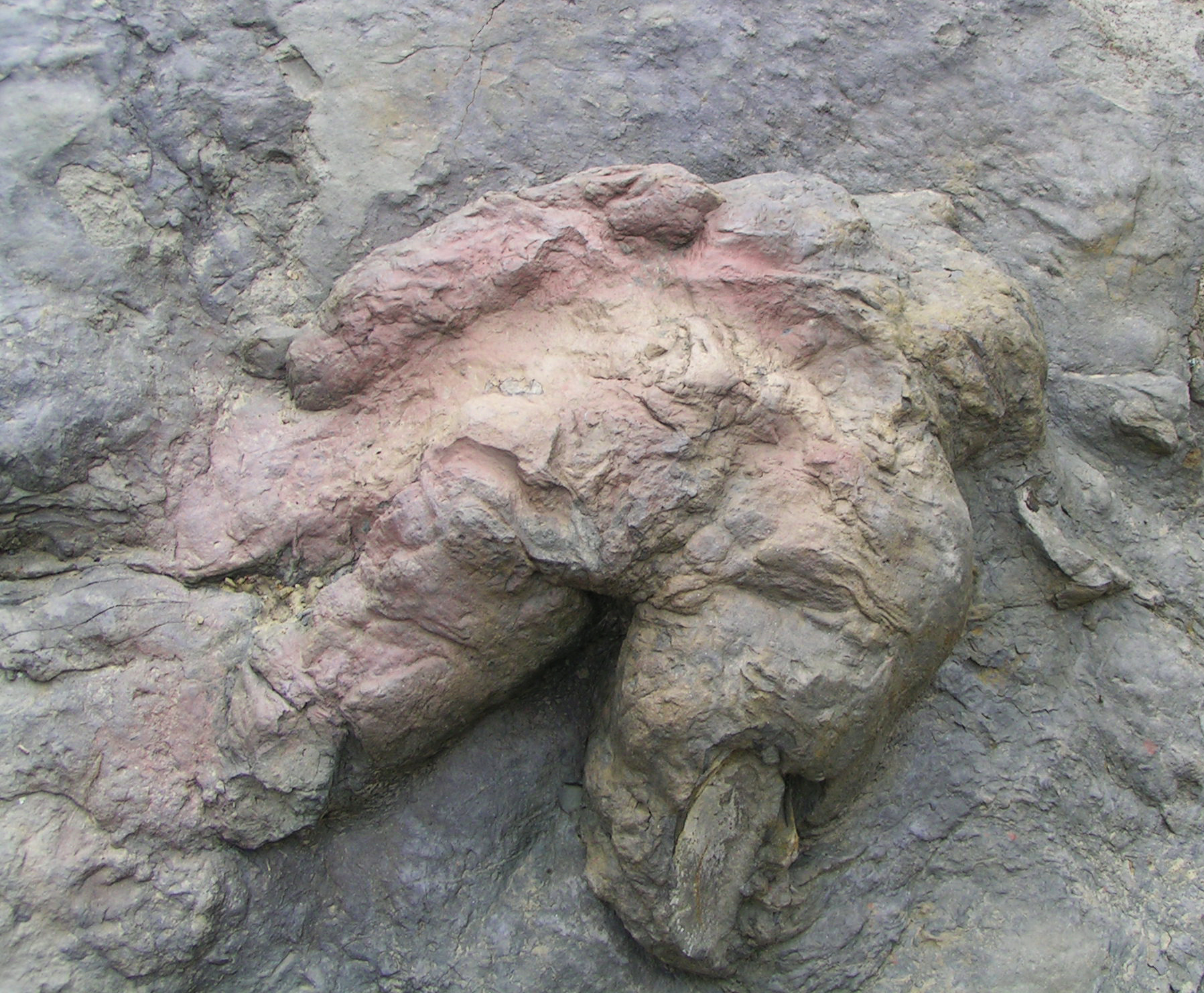
Posible huella en Nuevo México. Contramolde en relieve invertido (localizado en la cara inferior de un estrato).

Atribuir determinada huella a un Tyrannosaurus es aventurado, debido a que los pies de los diferentes terópodos dejan todos huellas tridáctilas, de tres dedos, muy similares. Sin embargo, se han asignado provisionalmente a Tyrannosaurus dos huellas fósiles aisladas.
La primera fue descubierta en Philmont Scout Ranch, Nuevo México, en 1983, por el geólogo estadounidense Charles Pillmore. Originalmente se pensó que pertenecían a un hadrosáurido; sin embargo, el examen de la huella reveló una gran "huella de talón", desconocida en ornitópodos, y los indicios de lo que pudo haber sido el espolón, como cuarto dígito del pie de un Tyrannosaurus. La huella dio lugar a unos nuevos icnogénero e icnoespecie, Tyrannosauripus pillmorei, publicados en 1994 por Martin Lockley y Adrian Hunt. Estos autores sugirieron que era muy probable que fuera hecha por un Tyrannosaurus rex, lo que la convertiría en la primera huella conocida de esta especie. La huella, de 83 centímetros de largo por 71 de ancho, se imprimió en lo que una vez fue el lecho fangoso de un humedal con vegetación.
Una segunda huella que pudo haber sido hecha por un Tyrannosaurus fue descubierta en 2007 por el paleontólogo británico Phil Manning, en la Formación Hell Creek de Montana y publicada en 2008 por Manning, Ott y Falkingham. Mide 72 centímetros de largo por 76 de ancho, más corta y algo más ancha que la descrita por Lockley y Hunt. No está claro si la huella fue hecha por Tyrannosaurus o no, aunque Tyrannosaurus es el único terópodo grande que se sabe con certeza que existió en la Formación Hell Creek. Los posibles candidatos a la autoría de esta huella son Tyrannosaurus o Nanotyrannus, si no es sinónimo de Tyrannosaurus, los únicos grandes terópodos conocidos en la Formación Hell Creek, si bien pudiera pertenecer a algún otro dinosaurio carnívoro aún desconocido.
Scott Persons, Phil Currie y sus colegas describieron un conjunto de huellas en Glenrock, Wyoming, que datan de la etapa Maastrichtiense del Cretácico superior y provienen de la Formación Lance en 2016, y se cree que pertenecen a un T. rex juvenil o al dudoso tiranosáurido Nanotyrannus lancensis. A partir de las mediciones y en función de las posiciones de las huellas, se creía que el animal viajaba a una velocidad de alrededor de 14 a 29 m/s y se estimó que tenía una altura de cadera de 1,56 metros. Un documento de seguimiento apareció en 2017, aumentando las estimaciones de velocidad en un 50-80%.
Raras huellas fósiles y rastros encontrados en Nuevo México y Wyoming que se asignan al icnogénero Tyrannosauripus se han atribuido a Tyrannosaurus, según la edad estratigráfica de las rocas en las que se conservan. El primer espécimen, encontrado en 1994, fue descrito por Lockley y Hunt y consta de una sola huella grande. Otro par de icnofósiles, descritos en 2021, muestran un gran tiranosáurido que se eleva desde una posición boca abajo al levantarse usando los codos junto con las almohadillas de sus pies para ponerse de pie. Estos dos conjuntos únicos de fósiles se encontraron en Ludlow, Colorado, y Cimarron, Nuevo México. Otro icnofósil descrito en 2018, quizás perteneciente a un tiranosaurio juvenil o al dudoso género Nanotyrannus, fue descubierto en la Formación Lance de Wyoming. El sendero en sí ofrece una rara visión de la velocidad al caminar de los tiranosáuridos, y se estima que el cazador se movía a una velocidad de 1,25 a 2,2 m/s (4,5 a 8,0 km/h), significativamente más rápido de lo que se suponía anteriormente para las estimaciones de la velocidad al caminar en Tyrannosaurus.

### Comportamiento social
Philip J. Currie sugirió que Tyrannosaurus pudo haber sido cazador en manada, comparando a T. rex con especies relacionadas (Tarbosaurus bataar y Albertosaurus sarcophagus), citando evidencia fósil que puede indicar un comportamiento gregario, que describe animales que viajan en manadas o grupos.  Un hallazgo en Dakota del Sur donde tres esqueletos de T. rex que estaban muy cerca puede sugerir la formación de una manada. La caza cooperativa en manada puede haber sido una estrategia eficaz para someter a la presa con adaptaciones avanzadas contra los depredadores que plantean una letalidad potencial, como Triceratops y Ankylosaurus.

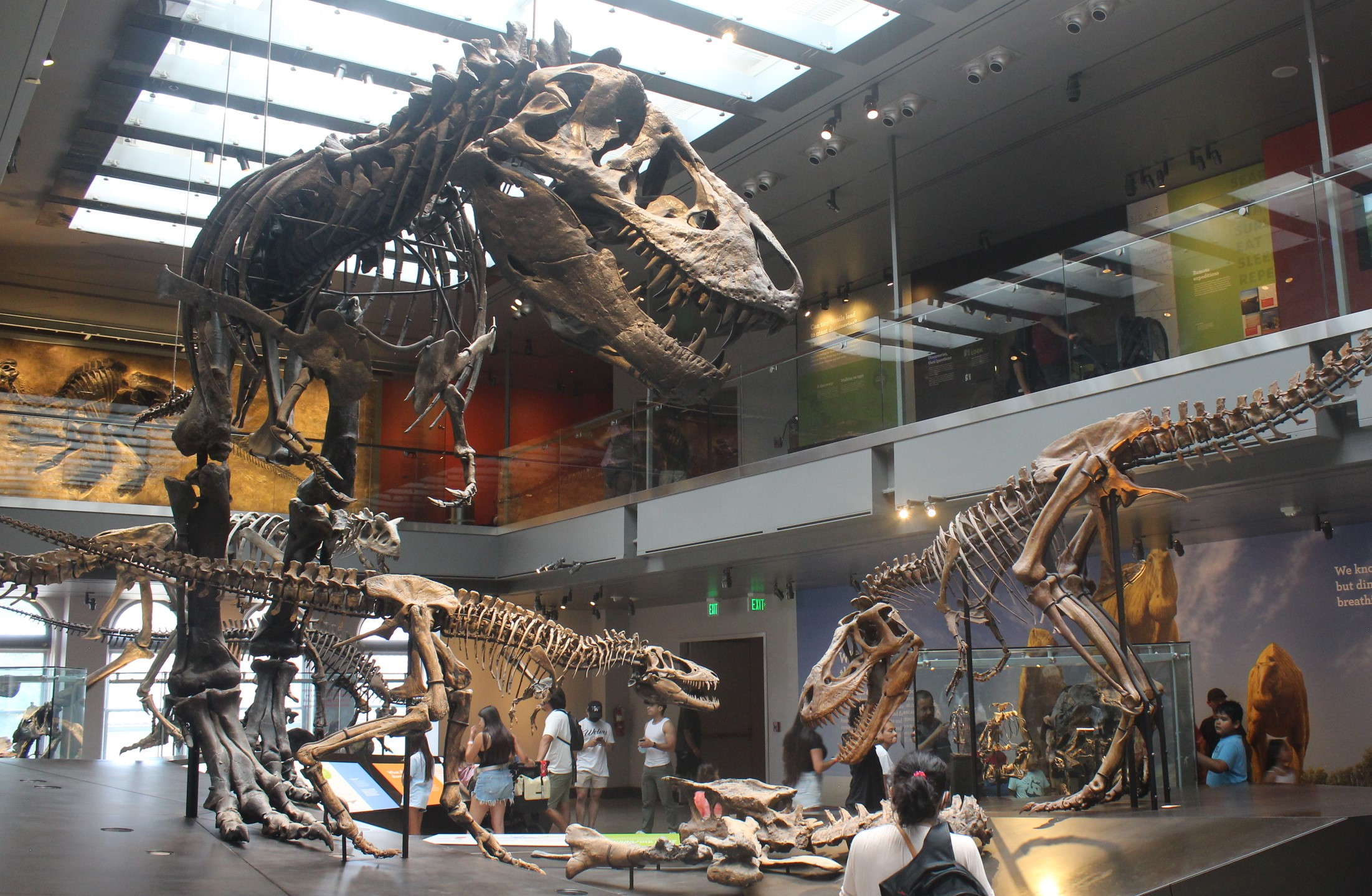
Esqueletos montados de diferentes grupos de edad, Museo de Historia Natural del Condado de Los Ángeles.

La hipótesis del T. rex cazador de manada de Currie ha sido criticada por no haber sido revisada por pares, sino que se discutió en una entrevista televisiva y un libro llamado Dino Gangs. La teoría de Currie para la caza en manada por T. rex se basa principalmente en la analogía con una especie diferente, Tarbosaurus bataar. La evidencia de gregarismo en T. bataar en sí no ha sido revisada por pares y, según admite Currie, solo puede interpretarse con referencia a la evidencia en otras especies estrechamente relacionadas. Según Currie el gregarismo en el Albertosaurus sarcophagus está respaldado por el descubrimiento de 26 individuos con edades variadas en el lecho óseo de Dry Island. Descartó la posibilidad de una trampa para depredadores debido al estado de conservación similar de los individuos y la casi ausencia de herbívoros.
Se puede encontrar apoyo adicional al gregarismo de los tiranosáuridos en las huellas fosilizadas de la Formación Wapiti del Cretácico Superior del noreste de la Columbia Británica, Canadá, dejadas por tres tiranosáuridos que viajaban en la misma dirección. Según los científicos que evalúan el programa Dino Gangs, la evidencia de la caza en manada en Tarbosaurus y Albertosaurus es débil y se basa en restos óseos grupales para los que se pueden aplicar explicaciones alternativas, como una sequía o una inundación que obligó a los dinosaurios a morir juntos en un lugar. Otros investigadores han especulado que, en lugar de grandes grupos sociales de terópodos, algunos de estos hallazgos representan un comportamiento más parecido al del dragón de Komodo, como el acoso de cadáveres, llegando incluso a decir que el verdadero comportamiento de caza en manada puede no existir en ningún dinosaurio no aviar debido a su rareza en los depredadores modernos.
Joseph Peterson y sus colegas encontraron evidencia de ataque intraespecífico en el Tyrannosaurus juvenil apodado Jane. Peterson y su equipo descubrieron que el cráneo de Jane mostraba heridas punzantes curadas en la mandíbula superior y el hocico que creen que provenían de otro Tyrannosaurus juvenil. Las tomografías computarizadas posteriores del cráneo de Jane confirmarían aún más la hipótesis del equipo, mostrando que las heridas punzantes provenían de una lesión traumática y que hubo una curación posterior. El equipo también afirmaría que las lesiones de Jane eran estructuralmente diferentes de las lesiones inducidas por parásitos encontradas en Sue y que las lesiones de Jane estaban en su cara mientras que el parásito que infectó a Sue causó lesiones en la mandíbula inferior.

### Alimentación

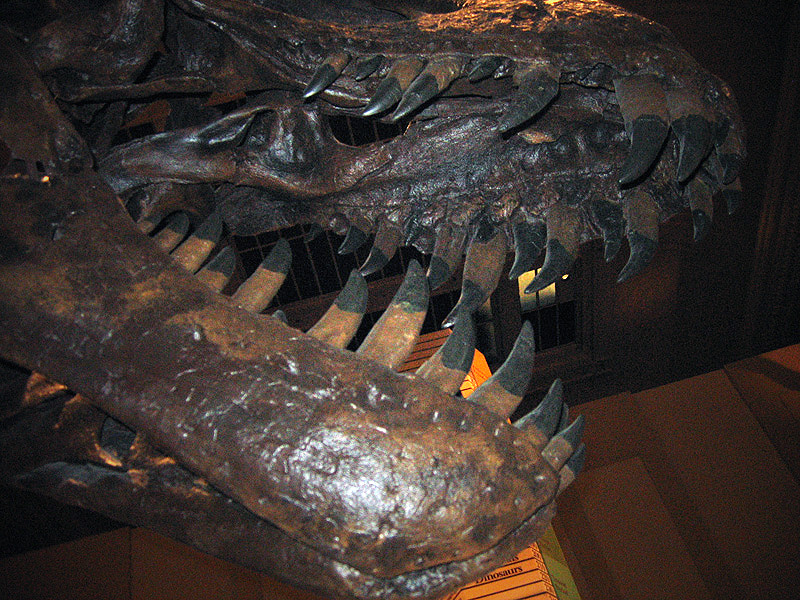
Mandíbula de tiranosaurio

Las grandes mandíbulas del tiranosaurio medían más de un metro y estaban llenas de afilados y macizos dientes curvos de 19 cm. Mediante el uso de modelos musculoesqueléticos dinámicos, un estudio calculó que su fuerza de mordida fue, por mucho, la más poderosa estimada o registrada de cualquier animal terrestre, siendo capaces de ejercer una fuerza de presión de 3,6 a 5,8 toneladas. Un pliosaurio, Pliosaurus funkei, un depredador marino encontrado en 2009 en el Ártico podría haber ejercido una presión cuatro veces mayor con su mordida, siendo uno de los pocos depredadores (si no el único) que pudieron superar en este ámbito a T. rex. La mayoría de los paleontólogos aceptan que Tyrannosaurus era tanto un depredador activo como un carroñero, como la mayoría de los grandes carnívoros. Por mucho el carnívoro más grande en su entorno, T. rex era probablemente un depredador ápice, que se alimentaba de hadrosáuridos, herbívoros acorazados como ceratopsianos y anquilosaurianos, y posiblemente saurópodos. Un estudio realizado en 2012 por Karl Bates y Peter Falkingham encontró que Tyrannosaurus tenía la mordida más poderosa de cualquier animal terrestre que jamás haya vivido, encontrando un adulto Tyrannosaurus que podría haber ejercido de 35.000 a 57.000 N de fuerza en los dientes posteriores. Mason B. Meers hizo estimaciones aún más altas en 2003. Esto le permitió aplastar huesos durante mordidas repetitivas y consumir por completo los cadáveres de grandes dinosaurios. Stephan Lautenschlager y sus colegas calcularon que Tyrannosaurus era capaz de abrir la mandíbula como máximo alrededor de 80 grados, una adaptación necesaria para una amplia gama de ángulos de mandíbula para impulsar la fuerte mordida de la criatura. Tyrannosaurus, y la mayoría de los otros terópodos, probablemente procesaron principalmente cadáveres con sacudidas laterales de la cabeza, como los cocodrilos. La cabeza no era tan maniobrable como los cráneos de los alosauroideos, debido a las articulaciones planas de las vértebras del cuello.

#### Debate acerca del hábito alimentario deTyrannosaurus
El debate sobre si Tyrannosaurus era un depredador o un carroñero puro es tan antiguo como el debate sobre su locomoción. En 1917 se describió un esqueleto bien conservado de un pariente cercano de Tyrannosaurus, Gorgosaurus, y se concluyó que era un carroñero puro porque mostraba muy poco desgaste en los dientes, por lo que también Tyrannosaurus podría haberlo sido. Este argumento ya no es tomado en serio al año 2021 porque los terópodos sustituyen los dientes continuamente. Desde el primer descubrimiento, la mayoría de los científicos han supuesto que Tyrannosaurus era un depredador. Ello no excluye que, al igual que los grandes depredadores modernos, los tiranosaurios limpiasen cadáveres encontrados fortuitamente o les robasen presas muertas a otros depredadores si se presentaba la oportunidad. Jack Horner, experto en hadrosáuridos, es al año 2021 el principal defensor de la idea de que Tyrannosaurus era exclusivamente carroñero y no realizaba caza activa. Horner ha presentado varios argumentos para apoyar su hipótesis:

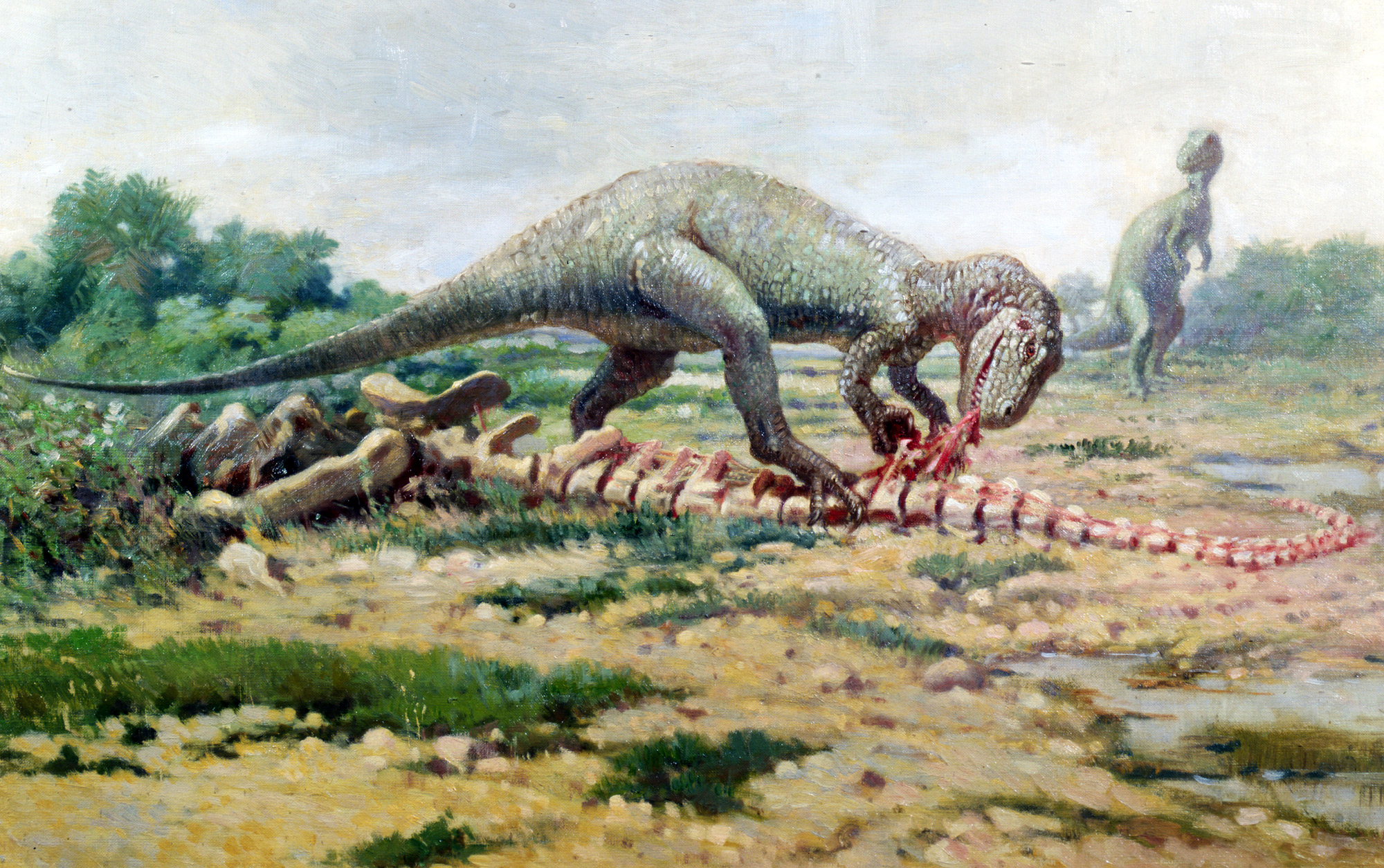
Un Allosaurus devorando carroña de un saurópodo. Dibujo de Charles R. Knight.

- Las patas delanteras de Tyrannosaurus son cortas en comparación con las de otros depredadores conocidos, por lo que Horner afirma que no tenían la fuerza de agarre suficiente para aferrar a su presa.[233]

- Tyrannosaurus tenía bulbos olfatorios y nervios olfativos grandes en relación con su tamaño cerebral. Esto sugiere un sentido del olfato muy desarrollado,[234] con lo que podría detectar cadáveres a grandes distancias, como hacen los buitres actuales. Los opositores de la hipótesis del carroñero puro han usado el ejemplo de los buitres en el sentido contrario, argumentando que la hipótesis del carroñero es inverosímil porque los carroñeros puros modernos son solo grandes aves planeadoras, que utilizan sus aguzados sentidos y la energía eficiente del planeo para cubrir amplias zonas con un gasto mínimo de energía.[235] Sin embargo, se ha calculado que un ecosistema tan productivo como el actual Serengeti podría proporcionar suficiente carroña para un gran terópodo carroñero, siempre y cuando fuesen de sangre fría. La ausencia de carroñeros terrestres en los ecosistemas modernos como Serengeti puede deberse a que las aves planeadoras ahora hacen el trabajo mucho más eficientemente, mientras que los terópodos grandes no se habrían enfrentado a esa competencia por su nicho ecológico.[236]
- Los dientes de Tyrannosaurus podían machacar huesos, y por lo tanto podía extraer un máximo de comida, médula ósea, de los restos de un animal, incluyendo las partes menos nutritivas. Karen Chin y sus colegas han encontrado fragmentos de hueso en coprolitos que atribuyen a tiranosaurios, pero señalan que los dientes de un Tyrannosaurus no estaban bien adaptados a masticar huesos de manera sistemática para extraer la médula, como hacen las hienas.[237]
- Dado que al menos algunas de sus presas potenciales corrían rápido, los indicios de que Tyrannosaurus caminaba en lugar de correr sugieren que era carroñero.[231][238] Por el contrario, estudios recientes sugieren que Tyrannosaurus, aunque era más lento que los grandes depredadores terrestres modernos, bien pudo haber sido lo suficientemente rápido como para cazar ceratopsianos y hadrosáuridos grandes.[176][185]

Otros indicios sugieren un comportamiento de cazador en Tyrannosaurus. Sus órbitas oculares están dispuestas de manera que los ojos miran hacia delante, dándole una visión binocular ligeramente mejor que la de los halcones modernos. Horner también señaló que el linaje de Tyrannosaurus tenía una historia de constante mejora de la visión binocular. No es evidente por qué la selección natural habría favorecido esta tendencia a largo plazo si Tyrannosaurus hubiesen sido carroñero puro, que no habrían necesitado la percepción avanzada de la perspectiva que proporciona la visión estereoscópica. En los animales modernos la visión binocular la presenta principalmente en los depredadores pero no en exclusiva, ya que lemúridos y primates, entre otros no depredadores, también la poseen. Un estudio de 2021 centrado en la visión y el oído del pequeño terópodo Shuvuuia, con el que se comparó Tyrannosaurus, sugiere que este era diurno y habría cazado predominantemente durante el día, una característica que compartía con Dromaeosaurus, un tercer dinosaurio comparado con Shuvuuia en el estudio.
Un esqueleto del hadrosáurido Edmontosaurus annectens presenta en sus vértebras de la cola una lesión infligida por un Tyrannosaurus y curada luego. El hecho de que el daño sanase muestra que Edmontosaurus sobrevivió al ataque de un Tyrannosaurus durante su vida; es decir, Tyrannosaurus había intentado depredación activa. Un hallazgo similar fue realizado en 2007 y fue descrito por David Burnham et al. en 2013 consistente en dos huesos fusionados de la cola de Edmontosaurus que tenían la punta de un diente de un Tyrannosaurus adulto incrustada, con evidencia de crecimiento de hueso nuevo que se desarrolló alrededor del diente. Burnham y sus colegas sugirieron que este hadrosáurido sobrevivió al ataque del depredador y esto constituye una prueba definitiva de que Tyrannosaurus era un depredador.
También hay evidencia de una interacción agresiva entre Triceratops y Tyrannosaurus, ya que aparecen marcas parcialmente curadas de dientes de Tyrannosaurus en el cuerno frontal y el escamoso, un hueso del volante del cuello, de un Triceratops; el cuerno mordido estaba roto, con un crecimiento de hueso nuevo en la fractura. No se sabe cuál fue la naturaleza exacta de la interacción; cualquiera de los dos animales podría haber sido el agresor. Al examinar al espécimen Sue, el paleontólogo Peter Larson encontró una fractura sanada en el peroné y las vértebras de la cola, cicatrices en los huesos de la cara y un diente de otro Tyrannosaurus incrustado en una vértebra del cuello. De ser cierto, esto constituiría una fuerte evidencia de comportamiento agresivo entre Tyrannosaurus, pero no se sabe si fue competencia por el alimento, por parejas sexuales o canibalismo activo. Sin embargo, la investigación más reciente de estas supuestas heridas ha demostrado que la mayoría son infecciones en lugar de lesiones o simplemente daños en los fósiles ocurridos después de la muerte, y las pocas lesiones reales son demasiado generales como para probar un conflicto entre individuos de la misma especie. Un estudio de 2009 demostró que los agujeros en los cráneos de varios especímenes podrían haber sido causados por parásitos similares a los protozoos del género Trichomonas que normalmente infectan a las aves.
Algunos investigadores sostienen que si Tyrannosaurus era un carroñero, otro dinosaurio tendría que haber ocupado el puesto ecológico de mayor depredador en el Cretácico superior en Laurasia. Las presas de mayor tamaño eran los marginocéfalos y ornitópodos. Los otros tiranosáuridos se parecen tanto a T. rex que solo quedarían los pequeños dromeosáuridos como posibles principales depredadores. En este sentido, los partidarios de la hipótesis del carroñero puro argumentan que el tamaño y la fuerza de Tyrannosaurus habrían sido suficientes para robarles presas a depredadores más pequeños. La mayoría de los paleontólogos aceptan que Tyrannosaurus era a la vez un activo depredador y un carroñero, como la mayoría de los grandes carnívoros.
Los carnívoros modernos raras veces son estrictos depredadores o carroñeros. Los leones, por ejemplo, a veces comen hienas muertas y viceversa. El comportamiento depende de la disponibilidad de la presa, entre otros factores. Si los tiranosaurios eran carroñeros que practicaban cleptoparasitismo, robo de las presas cazadas por auténticos depredadores, su masa corporal habría sido un factor intimidante para ahuyentar a los depredadores; los depredadores coetáneos indiscutibles, por ejemplo los raptores, eran mucho más pequeños y veloces, por lo que la presencia de un carroñero gigante dotado de grandes dientes les habría hecho huir o retroceder.

#### Canibalismo
La evidencia también sugiere fuertemente que los tiranosaurios eran al menos ocasionalmente caníbales. En 2010 se publicaron pruebas de canibalismo en el género Tyrannosaurus. Se analizaron varios ejemplares de Tyrannosaurus que presentan en los huesos marcas de dentelladas atribuibles a otros tiranosaurios. Las marcas de dientes se hallan en el húmero, huesos del pie y metatarsos, y esto se consideró una prueba de comportamiento carroñero oportunista, y no de heridas causadas en combate intraespecífico, entre miembros de una misma especie. En una pelea, es de suponer que sería difícil para un T. rex inclinarse tanto como para llegar a morder en los pies a su rival, por lo que lo más probable es que las marcas de dientes se hicieran en un cadáver. El que las marcas aparezcan en partes del cuerpo con cantidades de carne relativamente escasas sugiere que Tyrannosaurus se estaba alimentando del cadáver de un congénere cuyas partes más carnosas ya habían sido devoradas. Fósiles de la Formación Fruitland, la Formación Kirtland, ambas de edad Campaniense, y la Formación Ojo Álamo de edad Maastichtiense, sugieren que el canibalismo estaba presente en varios géneros de tiranosáuridos de la cuenca de San Juan. La evidencia recopilada de los especímenes sugiere un comportamiento de alimentación oportunista en los tiranosáuridos que canibalizaron a miembros de su propia especie. Como las marcas de mordedura se hicieron en partes del cuerpo con cantidades relativamente escasas de carne, se sugiere que el Tyrannosaurus se alimentaba de un cadáver en el que las partes más carnosas ya se habían consumido. También estaban abiertos a la posibilidad de que otros tiranosáuridos practicaran el canibalismo.

#### Saliva infecciosa
Se ha sugerido que la saliva de Tyrannosaurus podría haber resultado patógena para sus presas. Esta idea fue propuesta por primera vez por William Abler. Al examinar los dientes de los tiranosáuridos entre cada dentículo del borde aserrado de los dientes notó un espacio que podría haber retenido fibras de carne que entrarían en estado de putrefacción debido a colonias de bacterias, dando a Tyrannosaurus una mordedura infecciosa mortal, como también se ha sugerido en el caso del dragón de Komodo. Sin embargo, Jack Horner indica que en Tyrannosaurus los bordes de las sierras del diente tenían más bien forma de cubo mientras que en los dientes del dragón de Komodo son redondeadas. Horner ha señalado además que el diente de T. rex es sólido, mientras que los dientes del dragón de Komodo son acanalados.

### Cuidado parental
Si bien no hay evidencia directa de que Tyrannosaurus cuidase a sus crías, la rareza de los fósiles de tiranosaurios juveniles y de nidos ha dejado a los investigadores especulando; algunos han sugerido que, al igual que sus parientes vivos más cercanos, los arcosaurios modernos, aves y cocodrilos Tyrannosaurus pueden haber protegido y alimentado a sus crías. Algunos paleontólogos a menudo sugieren que los cocodrilos y las aves son análogos modernos para la crianza de los dinosaurios. Existe evidencia directa del comportamiento de los padres en otros dinosaurios como Maiasaura peeblesorum, el primer dinosaurio descubierto que cuidaba a sus crías, así como en oviraptóridos más estrechamente relacionados, este último sugiere un comportamiento de los padres en los terópodos.

### Patologías
En 2001, Bruce Rothschild y otros publicaron un estudio que examinaba la evidencia de fracturas por estrés y avulsiones de tendones en dinosaurios terópodos y las implicaciones en su comportamiento. Dado que las fracturas por estrés son causadas por traumas repetidos en lugar de eventos singulares, es más probable que sean causadas por un comportamiento regular que por otros tipos de lesiones. De los 81 huesos del pie de Tyrannosaurus examinados en el estudio, se encontró que uno tenía una fractura por estrés, mientras que ninguno de los diez huesos de la mano tenía fracturas por estrés. Los investigadores encontraron avulsiones de tendones solo entre Tyrannosaurus y Allosaurus. Una lesión por avulsión dejó un hoyo en el húmero de Sue, Tyrannosaurus rex, aparentemente ubicado en el origen de los músculos deltoides o redondo mayor. La presencia de lesiones por avulsión que se limitan a la extremidad anterior y el hombro tanto en Tyrannosaurus como en Allosaurus sugiere que los terópodos pueden haber tenido una musculatura más compleja y funcionalmente diferente a la de las aves. Los investigadores concluyeron que la avulsión del tendón de Sue probablemente se produjo por una presa que luchaba. La presencia de fracturas por estrés y avulsiones de tendones, en general, proporciona evidencia de una dieta basada en la depredación "muy activa" en lugar de un carroñero obligado.

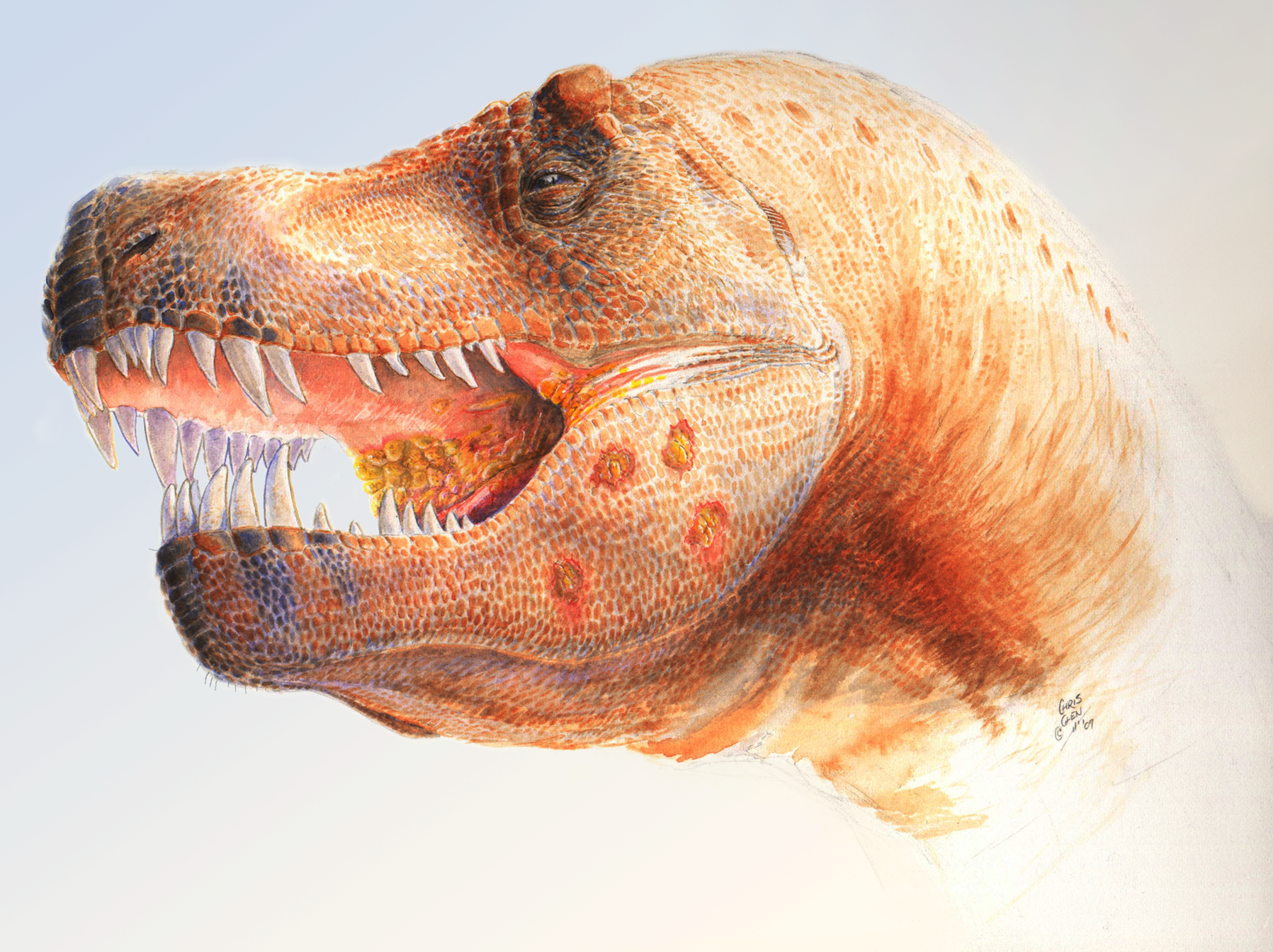
Restauración de un individuo (basado en MOR 980) con infecciones parasitarias

Un estudio de 2009 mostró que los agujeros de bordes lisos en los cráneos de varios especímenes podrían haber sido causados por parásitos similares a Trichomonas que comúnmente infectan a las aves. Según el estudio, los individuos gravemente infectados, incluidos Sue y MOR 980, Peck's Rex, podrían haber muerto de hambre después de que la alimentación se volviera cada vez más difícil. Previamente, estos agujeros se habían explicado por la infección ósea bacteriana Actinomicosis o por ataques intraespecíficos. Un estudio posterior encontró que, si bien la tricomoniasis tiene muchos atributos del modelo propuesto, osteolítico, intraoral, varias características hacen que la suposición de que fue la causa de la muerte sea menos respaldable por la evidencia. Por ejemplo, los márgenes afilados observados con poco hueso reactivo que se muestran en las radiografías de aves infectadas con Trichomonas son diferentes del hueso reactivo que se observa en los especímenes de T. rex afectados. Además, la tricomoniasis puede ser fatal rápidamente en aves, catorce días o menos, aunque en su forma más leve, y esto sugiere que si Trichomonas como el protozoo es el culpable, la tricomoniasis fue menos aguda en su forma de dinosaurio no aviar durante el Cretácico superior. Finalmente, el tamaño relativo de este tipo de lesiones es mucho mayor en las gargantas de las aves pequeñas, y es posible que no haya sido suficiente para asfixiar a un T. rex.
Un estudio de especímenes de Tyrannosaurus con marcas de dientes en los huesos atribuibles al mismo género se presentó como evidencia de canibalismo. Las marcas de dientes en el húmero, los huesos del pie y los metatarsianos pueden indicar una búsqueda oportunista de carroña, en lugar de heridas causadas por el combate con otro T. rex. Otros tiranosáuridos también pueden haber practicado el canibalismo.

## Paleoecología

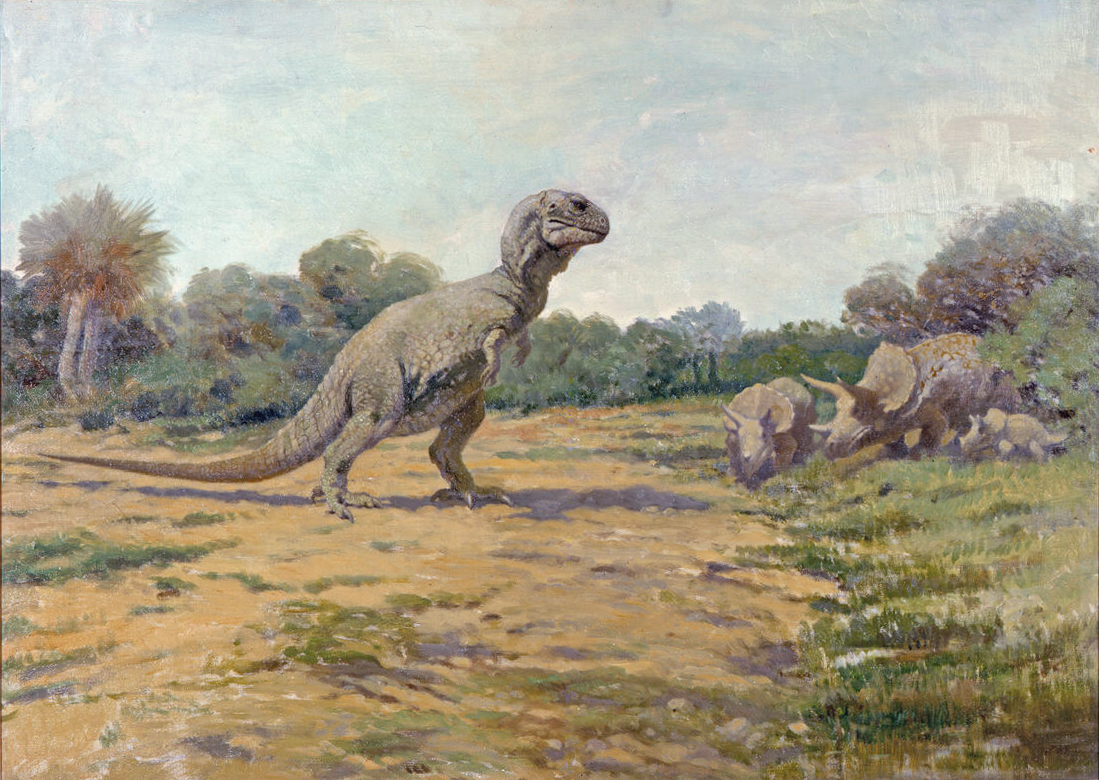
Antigua representación de T. rex (con una postura incorrecta, ver más abajo) en su hábitat natural. Dibujo de Charles R. Knight.

Tyrannosaurus vivía en todo el occidente de Norteamérica, desde Alberta (Canadá) hasta Coahuila en México, justo antes de que los dinosaurios se extinguieran. Normalmente T. rex habitaba en planicies de inundación y bosques subtropicales donde acechaba a sus presas, en zonas demarcadas por ríos, lagos y bosques exuberantes llenos de cicadáceas, helechos, plantas florecidas y árboles como las coníferas, sicomoros y araucarias. Vivió durante lo que se conoce como la etapa faunística de Lanciano, edad Maastrichtiana, al final del Cretácico Superior. Tyrannosaurus ocupó desde Canadá en el norte hasta al menos Nuevo México en el sur de Laramidia. Durante este tiempo, Triceratops fue el principal herbívoro en la parte norte de su rango, mientras que el saurópodo titanosauriano Alamosaurus "dominó" su rango sur. Se han descubierto restos de Tyrannosaurus en diferentes ecosistemas, incluidos los subtropicales interiores y costeros, y las llanuras semiáridas. Se cree que Tyrannosaurus necesitaba extensos radios de acción para su alimentación, debido a la retirada de la Vía Marítima Interior Occidental de Norteamérica, hace 69 millones de años, lo cual incrementó el tamaño del rango de alimento.

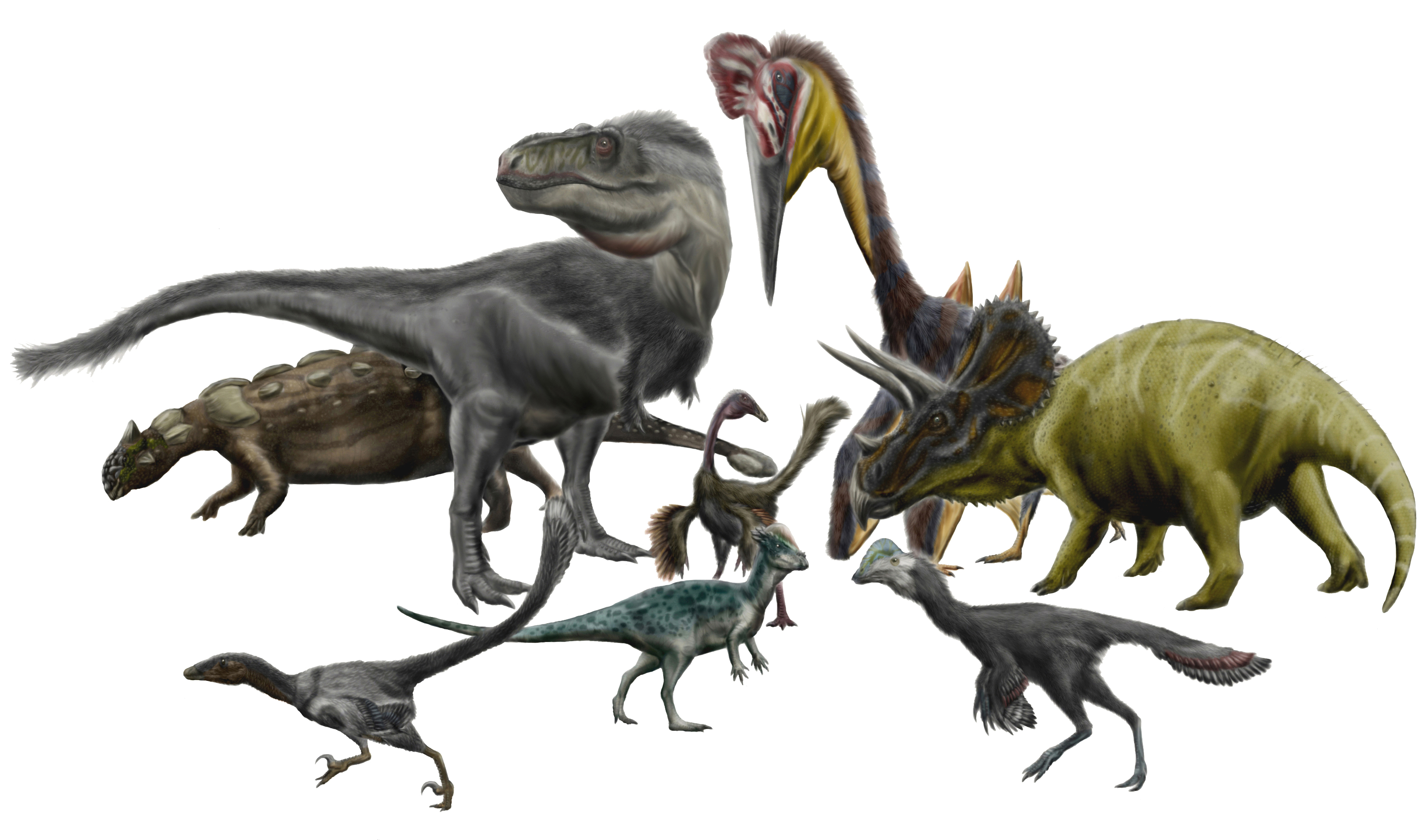
Tyrannosaurus (izquierda), y otros animales de la Formación Hell Creek

En la época de T. rex, Norteamérica presentaba un paisaje natural con algunos elementos que resultarían familiares para el observador actual y otros extraños. Las tortugas de cuero, los cocodrilos, los lucios, Esocidae, y los peces pipa, Lepisosteidae, que vivieron en esa época eran bastante similares a los que se pueden encontrar hoy. Las ranas y los lagartos varanos eran otros animales comunes. Los helechos, colas de caballo, palmas, magnolias, álamos y arbustos eran algunas de las plantas dominantes; los pastos y hierbas ya se habían desarrollado, pero no estaban aún extendidas. Las coníferas como sequoias, araucarias, pinos y cipreses eran comunes. T. rex probablemente vivió en muchos hábitats diferentes debido a su amplio radio de acción, pero muchos de los yacimientos fósiles en donde normalmente se encuentran sus esqueletos parecen haber sido bosques subtropicales y húmedos. Otros habitantes del paisaje son menos familiares y carecen de semejanza con la fauna actual. Los pterosaurios gigantes, como Quetzalcoatlus, planeaban y volaban en los cielos, con envergaduras de alas de más de doce metros. Otros terópodos, incluyendo a los dromeosáuridos, troodóntidos, ornitomímidos y cenagnátidos, podrían haber medido menos de cuatro o cinco metros de largo. Las manadas de ceratópsidos como los Triceratops y Torosaurus, y de hadrosáuridos como los Hadrosaurus y Edmontosaurus, vagaban por la tierra, mientras aves dentadas volaban en los bosques y nadaban en las orillas de los mares, Hesperornis. Otros dinosaurios herbívoros contemporáneos fueron el acorazado Ankylosaurus, los "cabeza-duras" paquicefalosaurios y Stygimoloch, y pequeños ornitópodos como Thescelosaurus. Los mamíferos, predominantemente multituberculados y marsupiales eran todavía pequeños, animales nocturnos que se asemejaban mucho a las ratas y musarañas de hoy, como Ptilodus y Meniscoessus, aunque había géneros excepcionales que parecían ya un poco mayores y desarrollados, como Taeniolabis.

#### Formaciones

Fauna de Hell Creek (Tyrannosaurus en rojo oscuro, izquierda)

Se han encontrado varios restos notables de Tyrannosaurus en la Formación Hell Creek. Durante el Maastrichtiense esta zona era subtropical, con un clima cálido y húmedo. La flora consistía principalmente en angiospermas, pero también incluía árboles como la secuoya roja, Metasequoia y la araucaria. Tyrannosaurus compartió este ecosistema con los ceratópsidos Leptoceratops, Torosaurus y Triceratops, el hadrosáurido Edmontosaurus annectens, el parksosáurido Thescelosaurus, los anquilosaurios Ankylosaurus y Denversaurus, los paquicefalosaurios Pachycephalosaurus y Sphaerotholus, y los terópodos Ornithomimus, Struthiomimus, Acheroraptor, Dakotaraptor, Pectinodon y Anzu.
Otra formación con restos de Tyrannosaurus es la Formación Lance de Wyoming. Esto se ha interpretado como un entorno pantanoso similar a la costa del Golfo de hoy. La fauna era muy similar a Hell Creek, pero con Struthiomimus reemplazando a su pariente Ornithomimus. El pequeño ceratópsido Leptoceratops también vivía en la zona.
En su rango sur, Tyrannosaurus vivía junto al saltasáurido Alamosaurus, los ceratopsianos Torosaurus, Bravoceratops y Ojoceratops, hadrosaurios que consistían en una especie de Edmontosaurus, Kritosaurus y una posible especie de Gryposaurus, el nodosaurio Glyptodontopelta, el oviráptorido Ojoraptosaurus, posibles especies de los terópodos Troodon y Richardoestesia, y el pterosaurio Quetzalcoatlus. Se cree que la región estuvo dominada por llanuras interiores semiáridas, luego del probable retroceso de la vía marítima interior occidental a medida que caía el nivel global del mar.
Tyrannosaurus también pudo haber habitado la formación Lomas Coloradas de México en Sonora. Aunque falta evidencia esquelética, seis dientes caídos y rotos del lecho fósil se han comparado minuciosamente con otros géneros de terópodos y parecen ser idénticos a los de Tyrannosaurus. Si es cierto, la evidencia indica que el rango de Tyrannosaurus era posiblemente más extenso de lo que se creía anteriormente. Es posible que los Tyrannosaurus fueran originalmente especies asiáticas, que emigraron a América del Norte antes del final del período Cretácico.

#### Estimaciones de las poblaciones
Según estudios publicados en 2021 por Charles Marshall et al., la población total de Tyrannosaurus adultos en un momento dado fue quizás de 20 000 individuos, y las estimaciones por computadora también sugirieron una población total no inferior a 1300 ni superior a 328 000. Los propios autores sugieren que la estimación de 20.000 individuos es probablemente más baja de lo que debería esperarse, especialmente cuando se tiene en cuenta que las pandemias de enfermedades podrían acabar fácilmente con una población tan pequeña. A lo largo de la existencia del género, se estima que hubo alrededor de 127.000 generaciones y que esto sumó un total de aproximadamente 2.500 millones de individuos hasta su extinción.

Gráfico del censo promediado en el tiempo para dinosaurios de cuerpo grande de toda la Formación Hell Creek en el área de estudio.

En el mismo artículo, se sugiere que en una población de Tyrannosaurus adultos de 20 000, la cantidad de individuos que vivían en un área del tamaño de California podría llegar a los 3800 animales, mientras que un área del tamaño de Washington D. C. podría albergar una población de solo dos Tyrannosaurus adultos. El estudio no tiene en cuenta la cantidad de animales juveniles del género presentes en esta población estimada debido a que ocupan un nicho diferente al de los adultos y, por lo tanto, es probable que la población total sea mucho mayor al tener en cuenta este factor. Simultáneamente, los estudios de carnívoros vivos sugieren que algunas poblaciones de depredadores tienen una densidad más alta que otras de peso similar, como los jaguares y las hienas, que tienen un peso similar pero tienen densidades de población muy diferentes. Por último, el estudio sugiere que, en la mayoría de los casos, solo uno de cada 80 millones de Tyrannosaurus se fosilizaría, mientras que las posibilidades eran tan altas como una de cada 16,000 de que un individuo se fosilizara en áreas que tenían poblaciones más densas.
Meiri, en 2022, cuestionó la confiabilidad de las estimaciones, citando como deficiencias la incertidumbre en la tasa metabólica, el tamaño corporal, las tasas de supervivencia específicas por sexo y edad, los requisitos de hábitat y la variabilidad del tamaño del área de distribución, que Marshall et al. no tuvieron en cuenta. Los autores de la publicación original respondieron que si bien están de acuerdo en que las incertidumbres reportadas probablemente eran demasiado pequeñas, su marco es lo suficientemente flexible para adaptarse a la incertidumbre en fisiología y que sus cálculos no dependen de cambios a corto plazo en la densidad de población y el rango geográfico, sino más bien en sus promedios a largo plazo. Finalmente, comentan que sí estimaron el rango de curvas de supervivencia razonables y que sí incluyeron la incertidumbre en el momento de inicio de la madurez sexual y en la curva de crecimiento al incorporar la incertidumbre en la masa corporal máxima.

## En la cultura popular
Desde que fuera descrito por primera vez en 1905, Tyrannosaurus rex se ha convertido en la especie más reconocida de dinosaurio en la cultura popular. Es el único dinosaurio que es conocido comúnmente por el gran público mediante su nomenclatura binominal (Tyrannosaurus rex), y su abreviatura científica T. rex también ha encontrado un uso amplio en lengua inglesa. Robert Bakker describe esto en su libro Herejías de dinosaurio y explica que un nombre como el de Tyrannosaurus rex «es irresistible a la lengua».

### BBC - Noticias
- Hallan tejido blando en fósil de T. Rex
- El pasado emplumado del T. Rex

### Especímenes famosos
- Página web de Sue Archivado el 29 de septiembre de 2007 en Wayback Machine. (en inglés)
- Página web de Stan Archivado el 12 de octubre de 2007 en Wayback Machine. (en inglés)

### Otros
- El secreto del tamaño colosal del T. Rex: un acicate del crecimiento adolescente -The Guardian, 12 de agosto de 2004- (en inglés)
- El árbol de la vida habla a cerca de la familia Tyrannosauridae (en inglés)
- Desenterrando al Tyrannosaurus rex (en inglés)

- Datos: Q13098211
- Multimedia: Tyrannosaurus / Q13098211
- Especies: Tyrannosaurus rex